# Liste der Biografien/Sel
Liste der Biografien |
Portal Biografien |
Personensuche
# |
A |
B |
C |
D |
E |
F |
G |
H |
I |
J |
K |
L |
M |
N |
O |
P |
Q |
R |
S |
T |
U |
V |
W |
X |
Y |
Z |
?
 
Sa |
Sb |
Sc |
Sd |
Se |
Sf |
Sg |
Sh |
Si |
Sj |
Sk |
Sl |
Sm |
Sn |
So |
Sp |
Sq |
Sr |
Ss |
St |
Su |
Sv |
Sw |
Sy |
Sz
 
Sea |
Seb |
Sec |
Sed |
See |
Sef |
Seg |
Seh |
Sei |
Sej |
Sek |
Sel |
Sem |
Sen |
Seo |
Sep |
Seq |
Ser |
Ses |
Set |
Seu |
Sev |
Sew |
Sex |
Sey |
Sez
Die Liste der Biografien führt alle Personen auf, die in der deutschsprachigen Wikipedia einen Artikel haben. Dieses ist eine Teilliste mit 899 Einträgen von Personen, deren Namen mit den Buchstaben „Sel“ beginnt.

## Sel
- Sel, Doğan (1936–2015), türkischer Fußballspieler
- Šel, Milan, tschechoslowakischer Radrennfahrer
- Sel, Niyazi (1908–1980), türkischer Fußballspieler

### Sela
- Sela, Dudi (* 1985), israelischer Tennisspieler
- Sela, Eden (* 2004), israelischer Weitspringer
- Sela, Jonas (* 1984), deutscher Fußballtorhüter
- Sela, Jonathan (* 1978), französischer Kameramann
- Sela, Lhasa de (1972–2010), mexikanisch-US-amerikanische Sängerin
- Sela, Michael (1924–2022), israelischer Immunologe
- Sela, Petra (* 1947), österreichische Schriftstellerin, Bildende Künstlerin und Kulturmanagerin
- Sela, Rotem (* 1983), israelische SchauspielerinRotem Sela (* 1983)

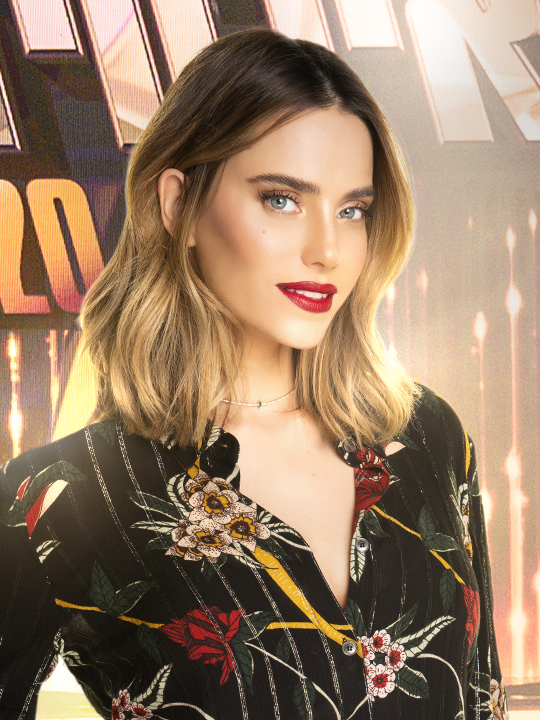
Rotem Sela (* 1983)

- Sela, Ziadin (* 1972), nordmazedonischer Politiker (ASH, ehemals PDSH)
- Sela, Zlil (* 1962), israelischer Logiker
- Selab, Ajmal (* 1984), afghanischer Politiker
- Selah Sue (* 1989), belgische Singer-Songwriterin
- Selahi, Lindon (* 1999), belgisch-albanischer Fußballspieler
- Selak Raspudić, Marija (* 1982), kroatische Philosophin und Bioethikerin
- Selak, Frane (1929–2016), kroatischer MusiklehrerFrane Selak (1929–2016)

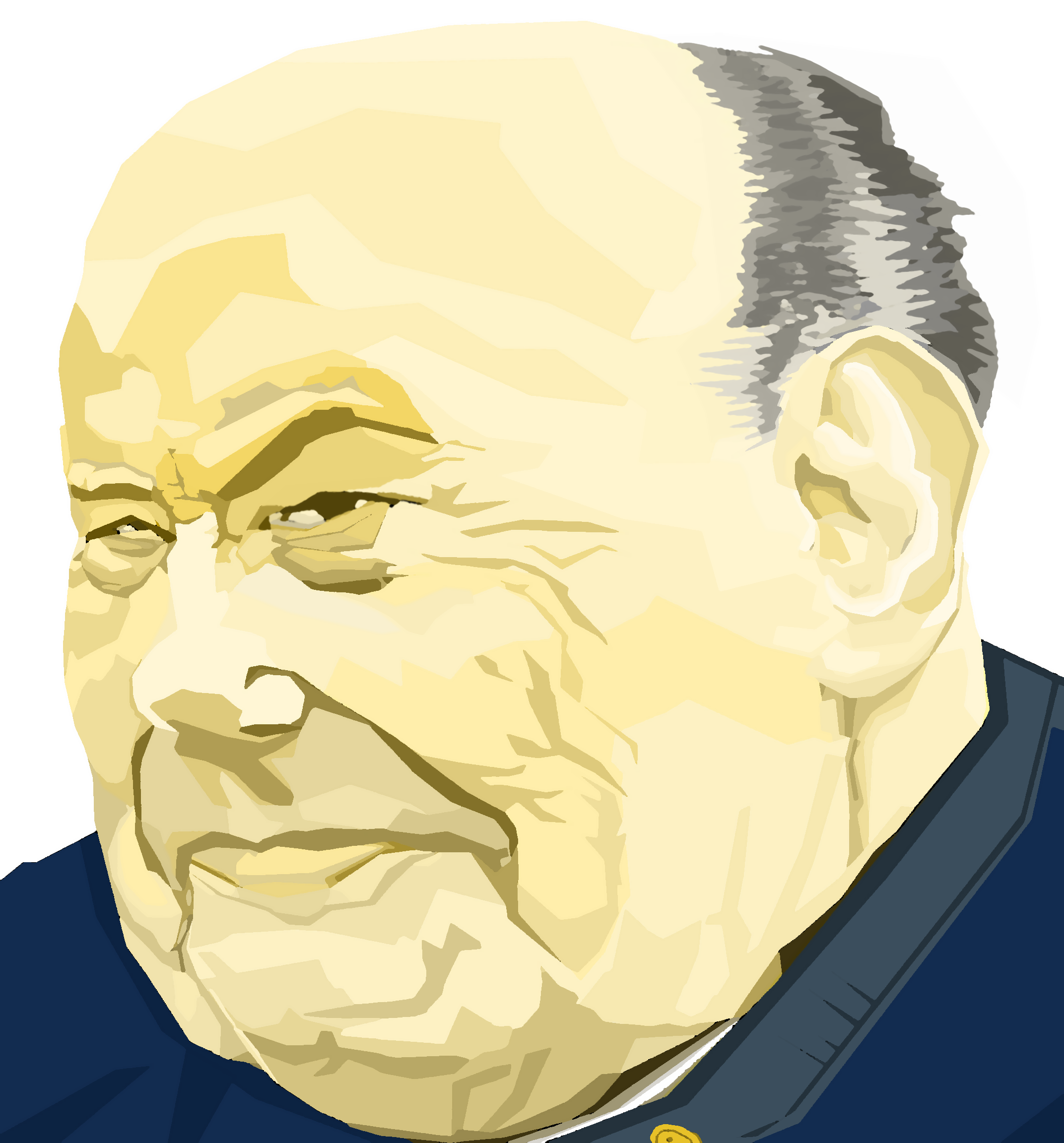
Frane Selak (1929–2016)

- Selakov, Ivana (* 1978), serbische Sängerin
- Selaković, Nikola (* 1983), serbischer Politiker und Außenminister
- Selakovic, Stefan (* 1977), schwedischer Fußballspieler
- Selander, Bjorn (* 1988), US-amerikanischer Cyclocross- und Straßenradrennfahrer
- Selander, Hans (1945–2023), schwedischer Fußballspieler
- Selander, Lesley (1900–1979), US-amerikanischer Filmregisseur, Fernsehregisseur, Regieassistent und Kameramann
- Selander, Marie (* 1947), schwedische Folkmusikerin und Singer-Songwriterin
- Selander, Robert K. (1927–2015), US-amerikanischer Populationsgenetiker, Evolutionsbiologe und Ornithologe
- Selander, Sten (1891–1957), schwedischer Dichter und Botaniker
- Selane, Jes, US-amerikanischer Schauspieler, Komponist und Musiker
- Selånger, Sven (1907–1992), schwedischer Skisportler
- Selänne, Teemu (* 1970), finnischer Eishockeyspieler
- Selaocoe, Abel (* 1992), Cellist, Sänger und Komponist
- Șelariu, Răzvan (* 1983), rumänischer Kunstturner
- Selart, Anti (* 1973), estnischer Historiker und Hochschullehrer
- Șelaru, Aurel (1935–2020), rumänischer Radrennfahrer
- Selasen-Selasinsky, Eberhard von (1878–1974), deutscher Räuber und Betrüger
- Selasi, Taiye (* 1979), britische Schriftstellerin und Fotografin
- Selasinsky, Axel von (1904–1967), deutscher Jurist und Autor
- Selasinsky, Gustav von (1807–1894), preußischer Generalmajor
- Selasinsky, Heinrich Friedrich von (1801–1883), preußischer Landrat
- Selasinsky, Karl Friedrich von (1786–1860), preußischer General der Infanterie, Mitglied der Frankfurter Nationalversammlung und deutscher Freimaurer
- Selassie, Makonnen Haile (1924–1957), Kind von Kaiser Haile Selassie von Äthiopien und Kaiserin Menen Asfaw
- Selassie, Sahle (1795–1847), Meridazmatch und Negus von Schoa, Äthiopien
- Selassie, Taye Atske (* 1956), äthiopischer PolitikerTaye Atske Selassie (* 1956)

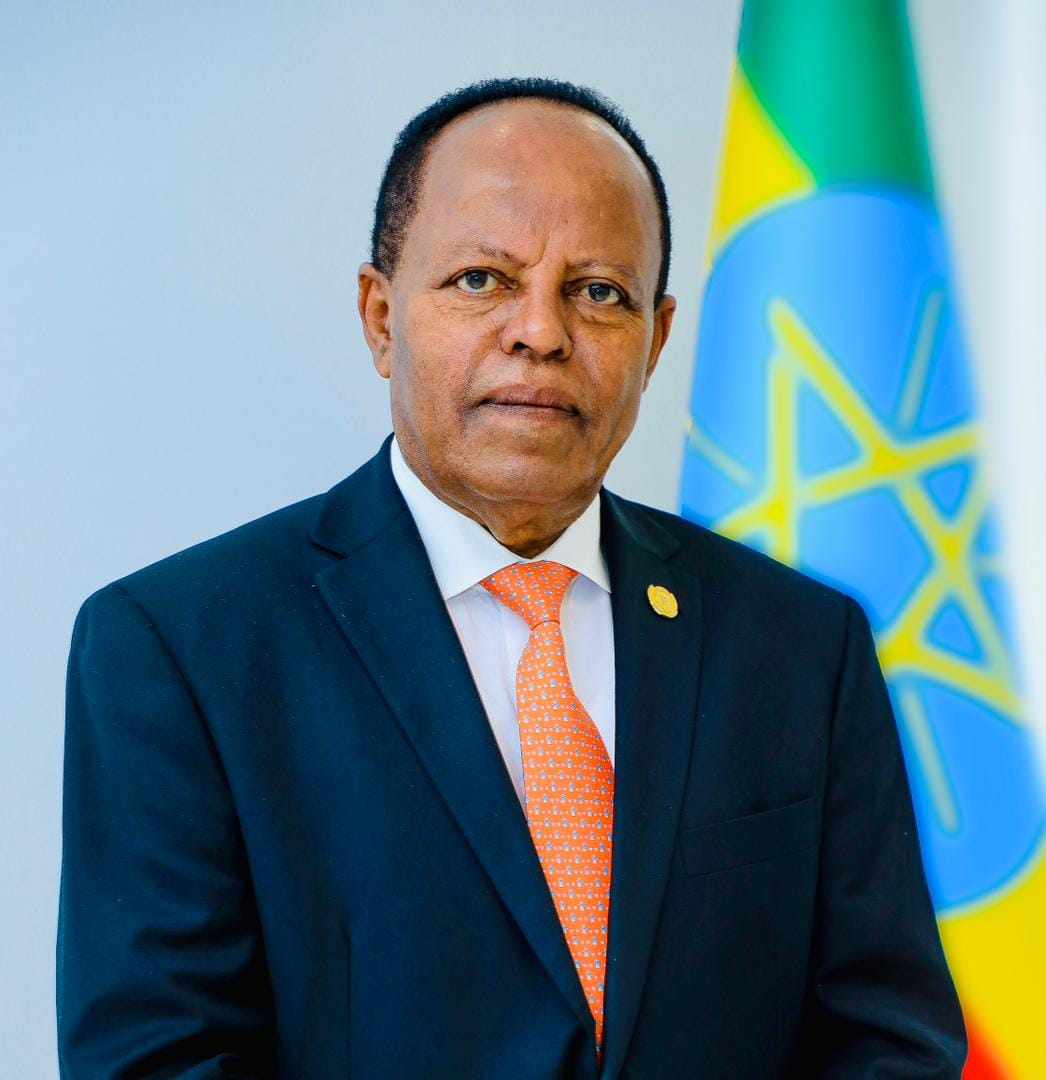
Taye Atske Selassie (* 1956)

- Selassie, Zere Yacobe (* 1953), äthiopischer Kronprinz

### Selb
- Selb, August (1812–1859), deutscher Porträtmaler und Lithograf
- Selb, Carl Josef († 1827), Fürstlich Fürstenbergischer Oberbergrat und Geologe, Mineraloge und Mineraliensammler
- Selb, Josef Anton (1784–1832), deutsch-österreichischer Maler und Lithograf
- Selb, Karl (1760–1819), österreichischer Maler
- Selb, Walter (1929–1994), deutscher Jurist, Rechtshistoriker, Romanist, Orientalist
- Selbach († 730), König von Dalriada
- Selbach, Anja (* 1983), deutsche Skeletonfahrerin
- Selbach, Carl Otto (1843–1915), deutscher Politiker
- Selbach, Dolf (1929–2010), deutscher Herrenausstatter
- Selbach, Erich (1905–1985), deutscher Unternehmer
- Selbach, Helmut (1909–1987), deutscher Neurologe, Psychiater und Hochschullehrer
- Selbach, Johan von († 1563), Kastellan zu Coevorden, Drost von Drenthe, Amtmann zu Windeck/Sieg und Marschalck im Herzogtum Berg
- Selbach, Jopie (1918–1998), niederländische Schwimmerin
- Selbach, Josef (1915–2010), deutscher Verwaltungsjurist
- Selbach, Victoria (* 1960), amerikanische Malerin
- Selbæk, Laila (* 1981), norwegische Skilangläuferin
- Selbekk, Christoffer (1939–2012), norwegischer Skispringer und Unternehmer
- Selber, Martin (1924–2006), deutscher Schriftsteller
- Selberg, Atle (1917–2007), norwegischer Mathematiker und Hochschullehrer
- Selberg, David (1995–2018), schwedischer Eishockeyspieler
- Selberg, Eduard (1811–1878), deutscher Mediziner, Schriftsteller und Geograf
- Selberg, Jasmin (* 1999), deutsche Schönheitskönigin
- Selberherr, Siegfried (* 1955), österreichischer Ingenieurwissenschaftler
- Selbert, Adam (1893–1965), deutscher Beamter und Politiker
- Selbert, Elisabeth (1896–1986), deutsche Politikerin (SPD), MdL und Juristin, eine der vier „Mütter des Grundgesetzes“Elisabeth Selbert (1896–1986)

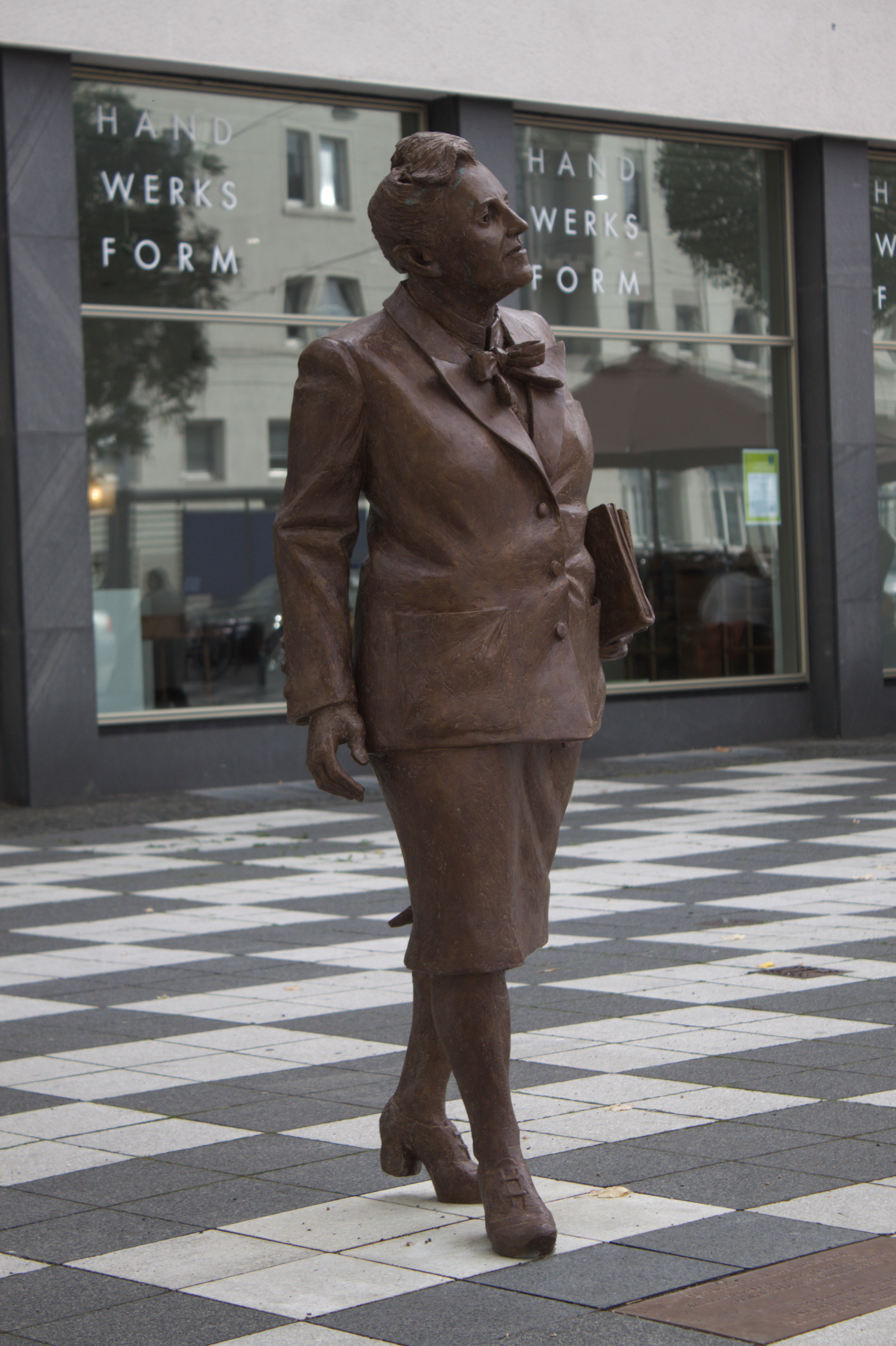
Elisabeth Selbert (1896–1986)

- Selbert, Susanne (* 1960), deutsche Politikerin (SPD)
- Selbertinger, Johannes (1930–2020), deutscher Maler
- Selbherr, Hermann (1934–2024), deutscher Fußballfunktionär, Spielleiter des DFB-Vereinspokals
- Selbiger, Alfred (1914–1942), deutscher Jugendleiter, Zionist und Opfer des Holocaust
- Selbiger, Horst (* 1928), deutsch-jüdischer Journalist, Überlebender des Holocaust
- Selbit, P. T. (1881–1938), englischer Zauberkünstler
- Selbitschka, Armin (* 1975), deutscher Sinologe
- Selbmann, Arthur (1874–1946), deutscher Bildhauer
- Selbmann, Dorrit (* 1975), deutsche Juristin, Richterin am Bundesgerichtshof
- Selbmann, Emil (1852–1914), deutscher Zimmermann, Baumeister und Bauunternehmer
- Selbmann, Erich (1926–2006), deutscher Journalist
- Selbmann, Eugen (1920–1993), deutscher Politikwissenschaftler und außenpolitischer Berater der SPD-Bundestagsfraktion
- Selbmann, Friedrich Paul (1878–1954), deutscher Politiker (DDP, LDPD), MdL
- Selbmann, Fritz (1899–1975), deutscher Schriftsteller, Parteifunktionär und Politiker (USPD, KPD, SED), MdR, MdL, MdV und MinisterFritz Selbmann (1899–1975)

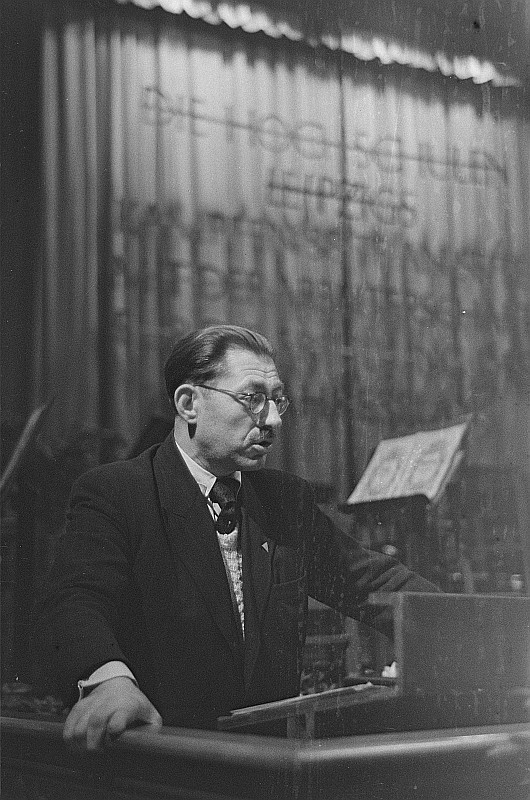
Fritz Selbmann (1899–1975)

- Selbmann, Hans-Konrad (* 1941), deutscher Medizin-Informatiker und Hochschullehrer
- Selbmann, Ines, deutsche Journalistin, Schauspielerin und Moderatorin
- Selbmann, Käte (1906–1962), deutsche Parteifunktionärin und Politikerin (KPD, SED), MdV
- Selbourne, David (* 1937), britischer Schriftsteller, Publizist, Journalist und Bühnenautor
- Selbst, Joseph (1852–1919), deutscher römisch-katholischer Theologe
- Selbst, Vanessa (* 1984), amerikanische Pokerspielerin
- Selbuz, Nezâ (* 1967), deutschtürkische Schauspielerin
- Selby, Andrew (* 1988), walisischer Boxer
- Selby, Brit (* 1945), kanadischer Eishockeyspieler
- Selby, Daryl (* 1982), englischer Squashspieler
- Selby, David (* 1941), US-amerikanischer Schauspieler
- Selby, Hubert (1928–2004), US-amerikanischer Schriftsteller
- Selby, John (1849–1894), englischer Cricketspieler
- Selby, Lauren (* 1984), englische Squashspielerin
- Selby, Lee (* 1987), britischer Boxer
- Selby, Lori, US-amerikanische Biathletin
- Selby, Mark (* 1983), englischer Poolbillard- und SnookerspielerMark Selby (* 1983)

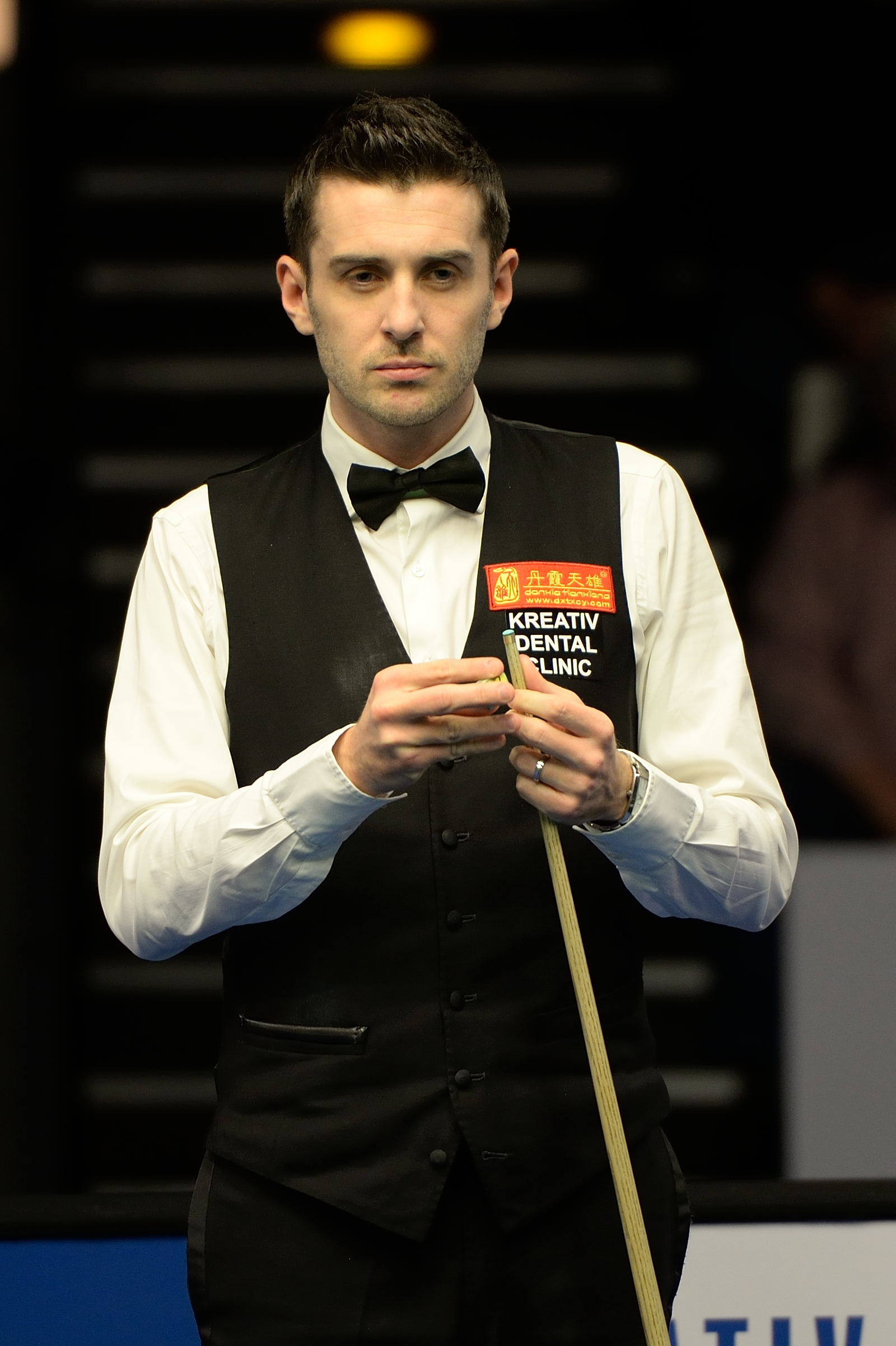
Mark Selby (* 1983)

- Selby, Mark Otis († 2017), amerikanischer Bluesrocksänger und -gitarrist
- Selby, Peter (* 1941), britischer anglikanischer Theologe
- Selby, Pierre Dale (1953–1987), US-amerikanischer Mörder
- Selby, Prideaux John (1788–1867), englischer Ornithologe, Botaniker und Künstler
- Selby, Sarah (1905–1980), US-amerikanische Schauspielerin und Hörspielsprecherin
- Selby, Thomas J. (1840–1917), US-amerikanischer Politiker
- Selby, Vera (1930–2023), englische Snookerspielerin und Weltmeisterin

### Selc
- Selch, Gerald (* 1969), deutscher Journalist
- Selchow, Adolf von (1810–1878), preußischer Verwaltungsbeamter und Landrat
- Selchow, Bogislav von (1877–1943), deutscher Schriftsteller, Marineoffizier und Anführer des Studentenkorps Marburg
- Selchow, Catarina († 1621), Opfer der Hexenverfolgung in Bernau
- Selchow, Curt (1886–1967), deutscher Nachrichtenoffizier
- Selchow, Eduard von (1791–1868), preußischer Kammerherr und Rittergutsbesitzer
- Selchow, Eugen von (1828–1897), deutscher Verwaltungsbeamter, Parlamentarier und Rittergutsbesitzer
- Selchow, Johann Heinrich Christian von (1732–1795), deutscher Jurist
- Selchow, Leonhard von (1809–1893), preußischer Generalleutnant
- Selchow, Werner von (1806–1884), preußischer Landwirtschaftsminister
- Selchow, Wolf Balthasar von (1684–1744), königlich-preußischer Generalleutnant
- Selck, Erwin (1876–1946), deutscher Manager und Vorstand der I.G. Farben-Industrie AG
- Selçuk Hatun († 1485), osmanische Prinzessin
- Selçuk, İhsan (* 1997), türkischer Leichtathlet
- Selçuk, İlhan (1925–2010), türkischer Journalist und Schriftsteller
- Selçuk, Ramazan (* 1963), deutscher Politiker (SPD), MdL
- Selçuk, Simge (* 1975), türkische Schauspielerin
- Selçuk, Timur (1946–2020), türkischer Pianist, Komponist, und Dirigent
- Selçuk, Turhan (1922–2010), türkischer politischer Karikaturist
- Selçuk, Zehra Zümrüt (* 1979), Ökonomin und Ministerin für Arbeit, Soziales und Familien der Türkei
- Selçuk, Ziya (* 1961), türkischer Politiker und Psychologe

### Seld
- Seld de Leubs, Johannes (* 1383), Theologe und Jurist
- Seld, Albert von (1799–1867), deutscher Jurist und Schriftsteller
- Seld, Constantin von (* 1975), deutscher Filmeditor
- Seld, Georg († 1527), deutscher Goldschmied
- Seld, Georg Sigmund (1516–1565), deutscher Jurist und Reichsvizekanzler
- Selden, Armistead Inge junior (1921–1985), US-amerikanischer Politiker
- Selden, Dudley (1794–1855), US-amerikanischer Politiker
- Selden, George Baldwin (1846–1922), Selden-Patent
- Selden, Henry R. (1805–1885), US-amerikanischer Jurist und Politiker
- Selden, John (1584–1654), englischer Jurist, Religionswissenschaftler und Gelehrter
- Selden, Paul (* 1954), britischer Paläontologe
- Selden, Roger (* 1945), US-amerikanischer bildender Künstler
- Selden, William (1791–1874), US-amerikanischer Regierungsbeamter
- Seldeneck, Hermann (1864–1922), deutscher Schauspieler
- Seldeneck, Wilhelm von (1849–1925), deutscher Unternehmer
- Seldeneck, Wilhelm von (1850–1898), deutscher Diplomat und Generalkonsul
- Selder, Johannes (* 1956), deutscher Jurist, Richter am Bundesfinanzhof
- Selderhuis, Herman Johan (* 1961), niederländischer Theologe reformierten Bekenntnisses
- Selders, Beate (* 1957), deutsche Journalistin
- Selderslagh, Pierre (1872–1955), belgischer Fechter
- Seldes, George (1890–1995), US-amerikanischer Journalist, Buchautor und Propagandakritiker
- Seldes, Marian (1928–2014), US-amerikanische SchauspielerinMarian Seldes (1928–2014)

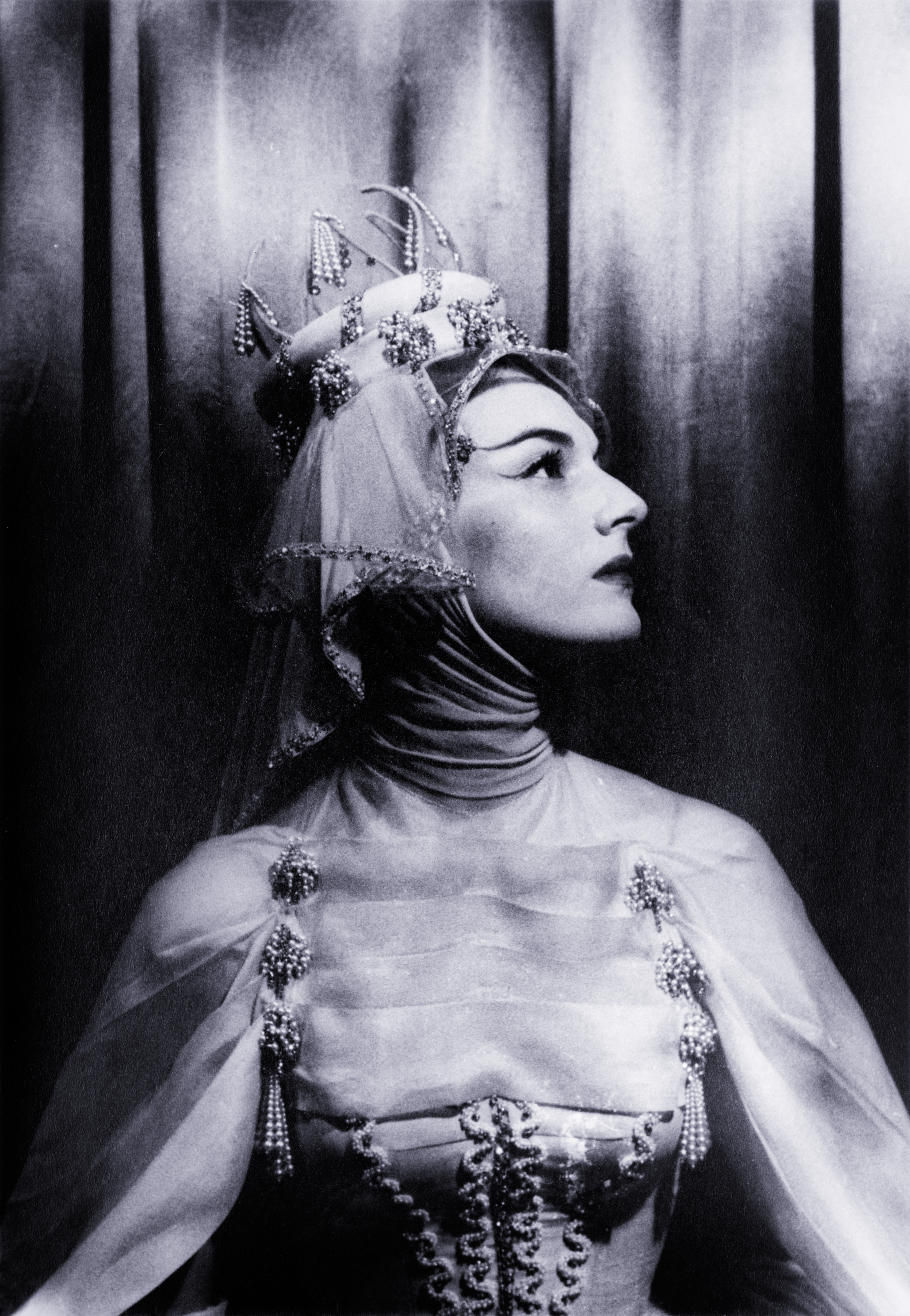
Marian Seldes (1928–2014)

- Seldin, Wladimir Michailowitsch (1915–2016), russischer Schauspieler
- Seldinger, Sven-Ivar (1921–1998), schwedischer Radiologe, Entwickler der Seldinger-Technik
- Seldis, Werner (1914–2011), deutscher Diplomat
- Seldomridge, Harry H. (1864–1927), US-amerikanischer Politiker
- Seldon, Anthony (* 1953), britischer Zeithistoriker und Pädagoge
- Seldon, Arthur (1916–2005), britischer Ökonom
- Seldon, Bruce (* 1967), US-amerikanischer Boxer
- Seldowitsch, Boris Jakowlewitsch (1944–2018), russischer Physiker
- Seldowitsch, Jakow Borissowitsch (1914–1987), sowjetischer Physiker
- Seldschuk († 1038), türkisch-oghusischer Kriegsfürst und Namensgeber der Seldschuken
- Seldschuki Chatun († 1188), Tochter des Rum-Seldschuken-Sultans Kılıç Arslan II
- Seldte, Franz (1882–1947), deutscher Politiker (DVP, NSDAP), Führer des Stahlhelm, MdR, ArbeitsministerFranz Seldte (1882–1947)

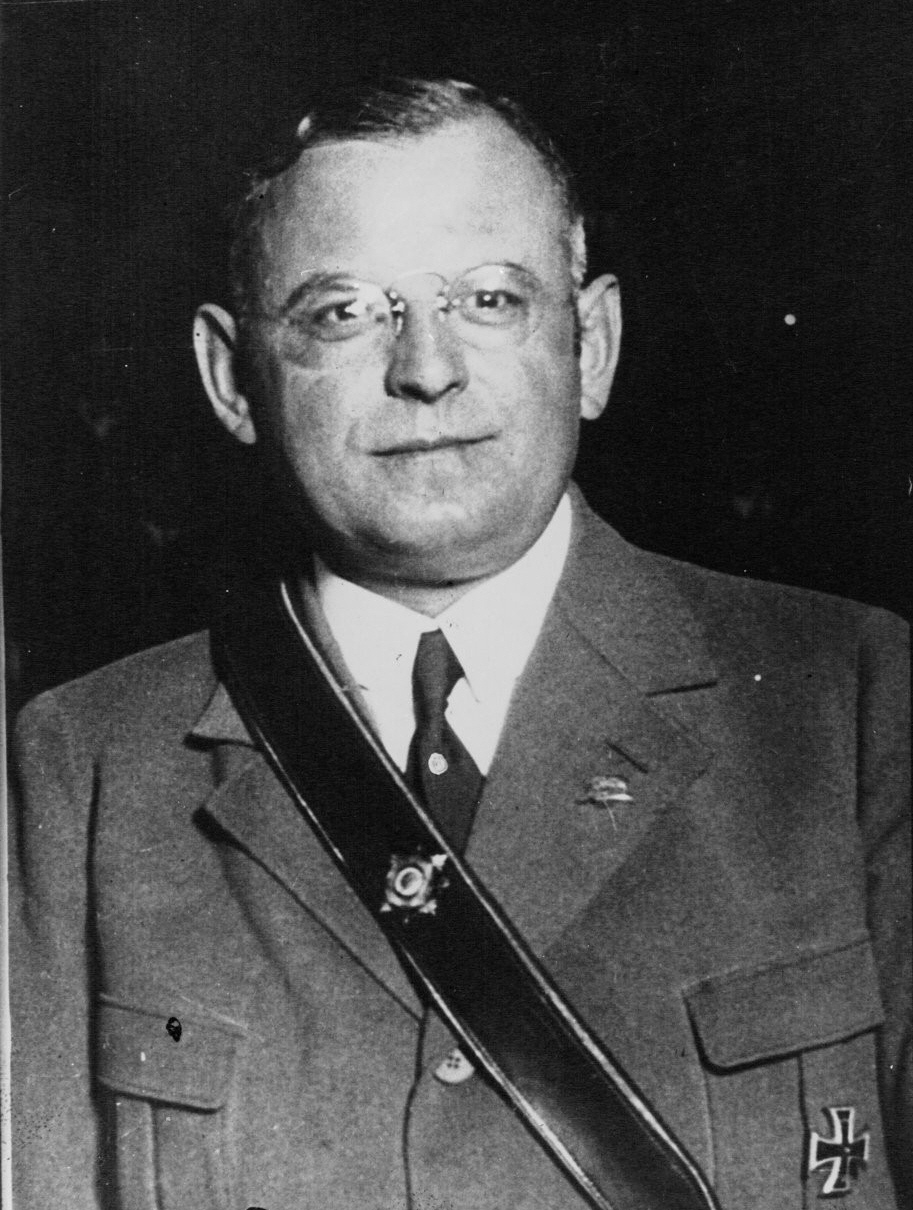
Franz Seldte (1882–1947)

### Sele
- Sele, Aron (* 1996), liechtensteinischer Fußballspieler
- Sele, Hubert (* 1955), liechtensteinischer Politiker (VU)
- Sele, Mathias (* 1992), liechtensteinischer Fussballspieler
- Sele, Raimond (* 1948), liechtensteinischer Sportschütze
- Sele, Rolf (* 1967), liechtensteinischer Fußballspieler
- Sele, Theodor (* 1931), liechtensteinischer Skirennläufer
- Sele, Werner (* 1951), liechtensteinischer Rennrodler
- Selebam de Cattani, Maria (1791–1870), italienische Naturforscherin
- Selebi, Jacob (1950–2015), südafrikanischer Politiker; Präsident der ANCYL und von Interpol
- Selec, Dobrivoje (1943–2008), jugoslawischer Handballspieler
- Selechmetjewa, Oxana Olegowna (* 2003), russische Tennisspielerin
- Seledkow, Iwan Wassiljewitsch (* 1983), russischer Radrennfahrer
- Selejan, Vasile (* 1948), rumänischer Radrennfahrer
- Selek, Deniz (* 1967), deutsch-türkische Jugendbuchautorin und Illustratorin
- Selek, Pınar (* 1971), türkische Menschenrechtsaktivistin, Soziologin und Autorin
- Seleka, Goitseone (* 1988), botswanische Sprinterin
- Selektah, Statik (* 1982), US-amerikanischer Hip-Hop-DJ und -Produzent
- Selele, Zodwa (* 1978), deutsche Musicaldarstellerin und SchauspielerinZodwa Selele (* 1978)

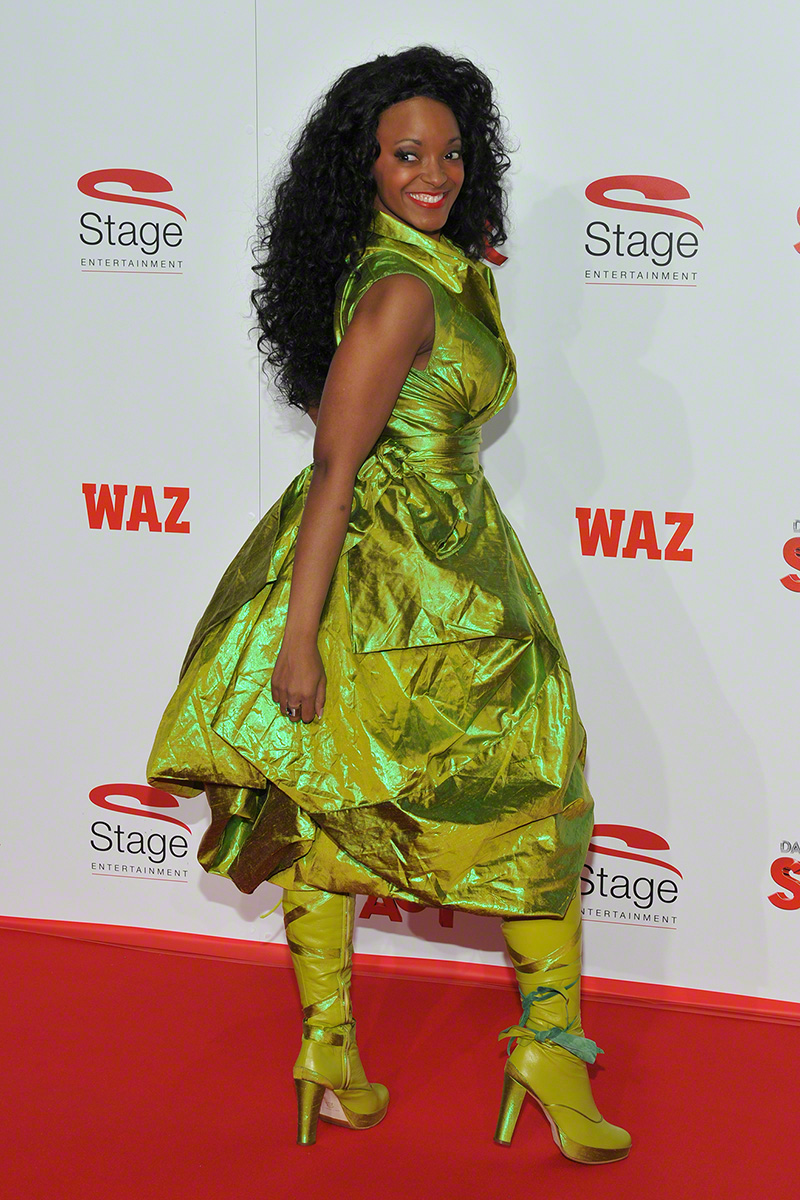
Zodwa Selele (* 1978)

- Seleljo, Erzsébet (* 1983), ungarische Saxophonistin
- Selemela, Masilo John (* 1972), südafrikanischer römisch-katholischer Geistlicher, Weihbischof in Pretoria
- Selen, Emre (* 1994), türkischer Fußballtorhüter
- Selen, Fikriye (* 1975), türkische Boxerin im Bantamgewicht
- Selen, Sinan (* 1972), deutscher Verwaltungsjurist und Vizepräsident des BfVSinan Selen (* 1972)

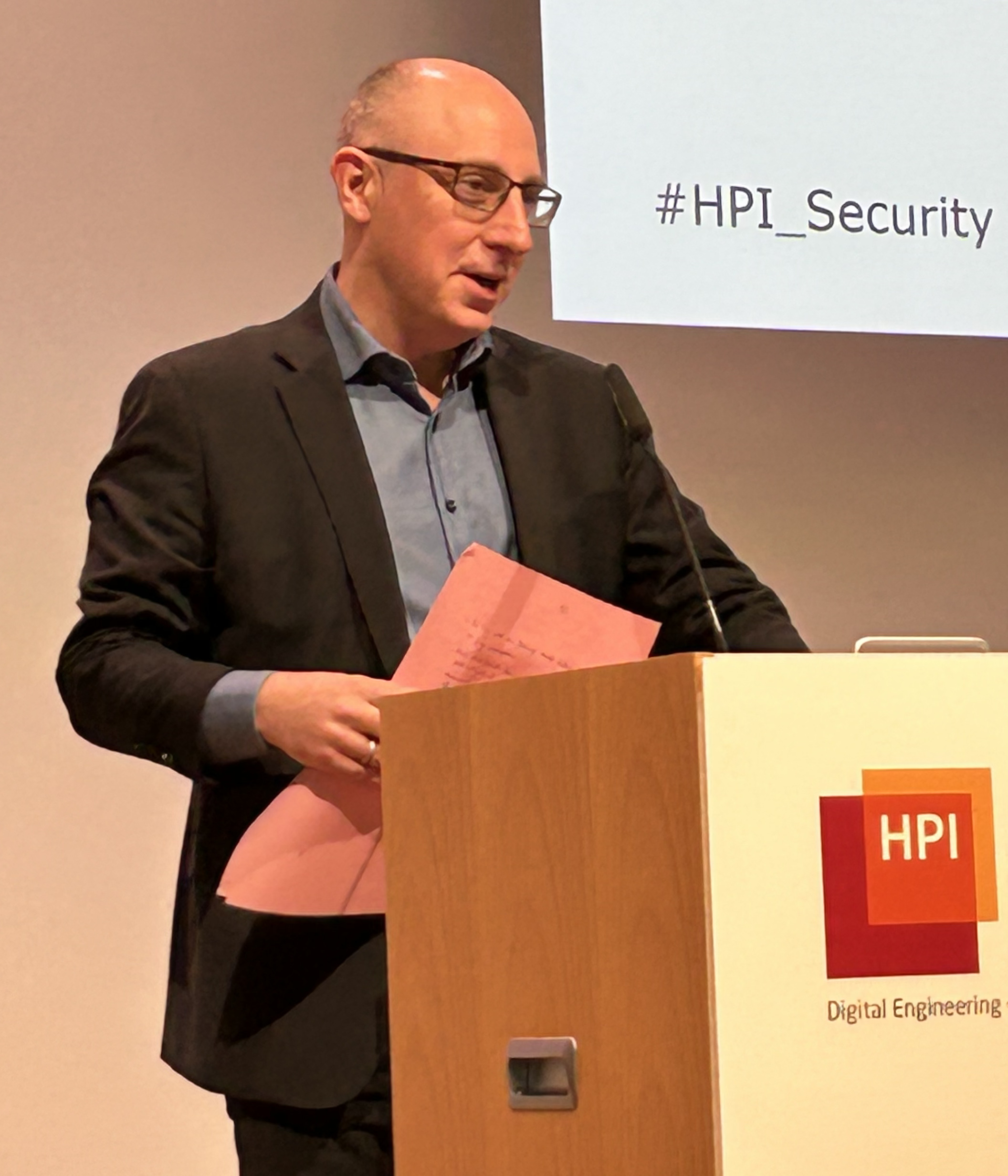
Sinan Selen (* 1972)

- Selena (* 1965), niederländische Popsängerin
- Selena (1971–1995), US-amerikanische Tejano-Sängerin
- Selenati, Nico (* 1996), Schweizer Radsportler
- Selenica, David, albanischer Meister der Ikonenmalerei
- Selenin, Dmitri Konstantinowitsch (1878–1954), russischer Ethnograph
- Selenin, Dmitri Wadimowitsch (* 1962), russischer Politiker
- Selenius, Georg (1884–1924), norwegischer Turner
- Selenka, Emil (1842–1902), deutscher Zoologe und Forschungsreisender
- Selenka, Johannes (1801–1871), deutscher Buchbinder und Wegbereiter der Handwerkerbewegung
- Selenka, Margarethe Lenore (1860–1922), deutsche Zoologin, Frauenrechtlerin und Friedensaktivistin
- Selenkina, Jekaterina (* 1992), russische Regisseurin
- Selenkow, Igor (* 1978), kasachischer Biathlet
- Selenkow, Nikita Wladimirowitsch (* 1982), russischer Paläornithologe
- Selenkowa, Jekaterina Pawlowna (* 1999), russische Handballspielerin
- Selenoi, Pawel Alexejewitsch (1833–1909), russischer Generalleutnant der Admiralität, Stadthauptmann von Taganrog und Odessa
- Selenska, Antoaneta (* 1963), bulgarische Speerwerferin
- Selenska, Olena (* 1978), ukrainische First Lady, Ehefrau von Wolodymyr Selenksyj
- Selenskaja, Nina Germanowna (1898–1986), russische bzw. sowjetische Bildhauerin und Hochschullehrerin
- Selenskaja, Warwara Wladimirowna (* 1972), russische Skirennläuferin
- Selenski, Igor Anatoljewitsch (* 1969), russischer Balletttänzer, Direktor des Bayerischen Staatsballetts
- Selenski, Issaak Abramowitsch (1890–1938), russischer Politiker
- Selensky, Anja (* 1993), deutsche Fußballspielerin
- Selenskyj, Wolodymyr (* 1978), ukrainischer Schauspieler, Drehbuchautor, Fernsehmoderator, Filmproduzent und PolitikerWolodymyr Selenskyj (* 1978)

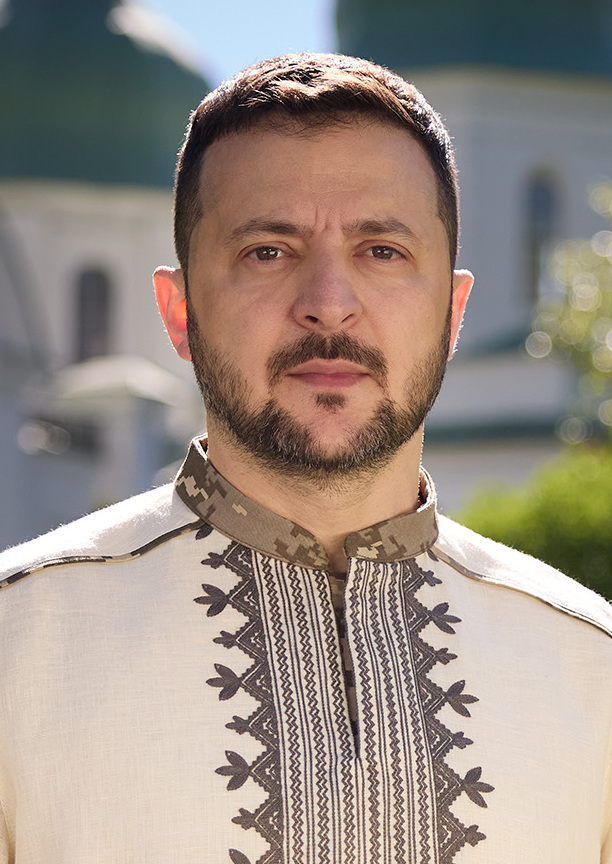
Wolodymyr Selenskyj (* 1978)

- Selent, Alexander (* 1952), deutscher Manager
- Selenz, Hans-Joachim (* 1951), deutscher Schriftsteller und Ingenieur
- Selenzow, Andrei Iwanowitsch (1896–1941), Generalmajor während des sowjetisch-finnischen Winterkrieg
- Selenzowa, Tatjana Petrowna (* 1948), sowjetische Hürdenläuferin und Trainerin
- Selepukin, Nikolai Pawlowitsch (1917–1993), russischer Schachkomponist
- Selepukin, Waleri Michailowitsch (* 1968), russischer Eishockeyspieler
- Seler, Eduard (1849–1922), deutscher Altamerikanist und Altmexikanist
- Seler-Sachs, Caecilie (1855–1935), deutsche Ethnologin, Fotografin und Autorin
- Seles, Monica (* 1973), jugoslawische und US-amerikanische TennisspielerinMonica Seles (* 1973)

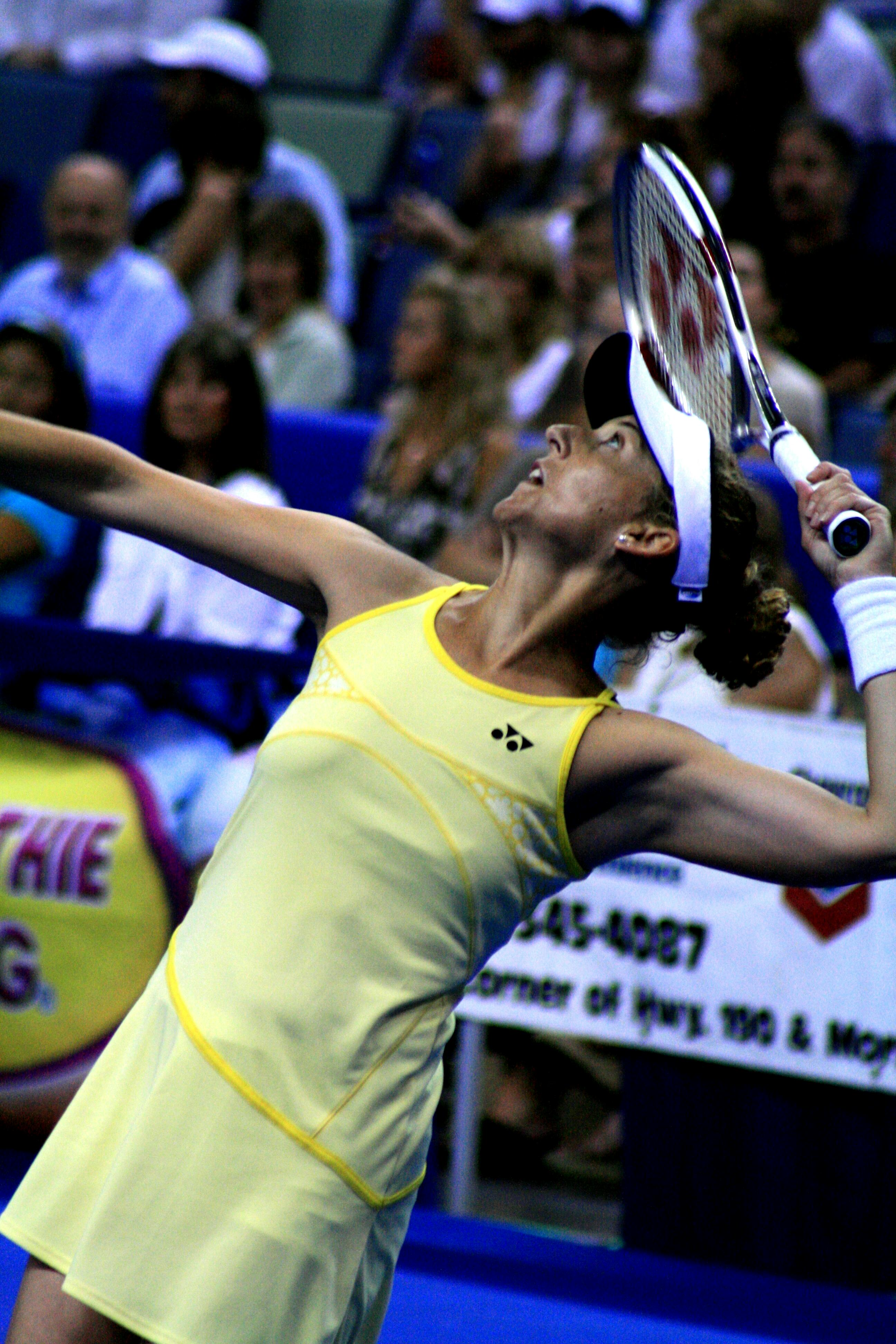
Monica Seles (* 1973)

- Seleš, Željko (1929–2020), jugoslawischer Handballtrainer
- Seleskovitch, Danica (1921–2001), französische Konferenzdolmetscherin, Dozentin und Translationswissenschaftlerin
- Seleskowitz, Louise (1830–1899), österreichische Köchin und Kochbuchautorin
- Selesnjow, Alexei Sergejewitsch (1888–1967), russisch-französischer Schachspieler
- Selesnjow, Iwan Fjodorowitsch (1856–1936), russischer Maler und Hochschullehrer
- Selesnjow, Jakow Andrejewitsch (* 1989), russischer Eishockeyspieler
- Selesnjow, Jewhen (* 1985), ukrainischer Fußballspieler
- Selesnjow, Nikolai Georgijewitsch (1906–1994), sowjetischer Generaloberst der Luftverteidigungsstreitkräfte
- Selesnjow, Wladimir Stanislawowitsch (* 1973), russischer Schauspieler
- Selesnjowa, Larissa Jurjewna (* 1963), russische Eiskunstläuferin
- Selesnjowa, Olga (* 1975), kasachische Skilangläuferin und Biathletin
- Selesnjowa, Swetlana Nikolajewna (* 1969), sowjetisch-russische Mathematikerin, Informatikerin und Hochschullehrerin
- Selety, Franz (* 1893), österreichischer Philosoph und Kosmologe
- Seletzky, Patrick (* 1986), österreichischer Schauspieler
- Seleucus, römischer Usurpator unter Elagabal (um 221)
- Seleukos, ptolemäischer Kommandant von Pelusion
- Seleukos, Statthalter der Ptolemäer von Zypern und Flottenkommandant
- Seleukos († 267 v. Chr.), Mitherrscher des Seleukidenreichs
- Seleukos I. († 281 v. Chr.), makedonischer Feldherr, König des von ihm selbst gegründeten Seleukidenreiches (305 v. Chr.–281 v. Chr.)Seleukos I. († 281 v. Chr.)

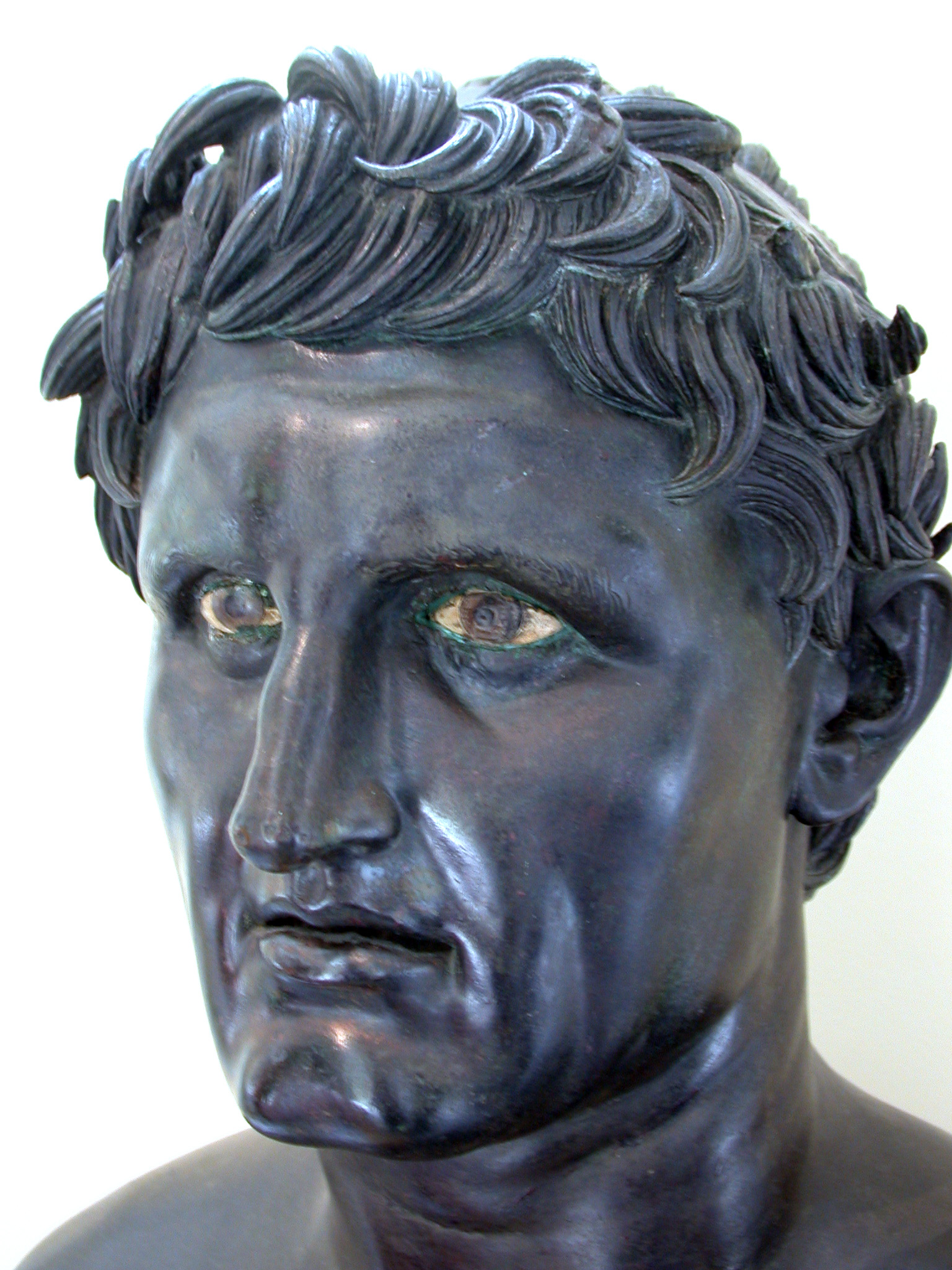
Seleukos I. († 281 v. Chr.)

- Seleukos II. (265 v. Chr.–226 v. Chr.), Herrscher des Seleukiden-Reiches (246 v. Chr.–226 v. Chr.)
- Seleukos III. (243 v. Chr.–223 v. Chr.), kurzzeitig König im Seleukidenreich
- Seleukos IV. († 175 v. Chr.), Herrscher des Seleukidenreichs (187 v. Chr.–175 v. Chr.)
- Seleukos V. († 125 v. Chr.), König des Seleukidenreichs
- Seleukos VI. († 95 v. Chr.), König des Seleukidenreiches (96 v. Chr.-95 v. Chr.)
- Seleukos VII., Mitglied der Dynastie der Seleukiden
- Seleukos von Emesa, spätantiker römischer Historiker
- Seleukos von Seleukeia, griechischer Astronom
- Selevko, Aleksandr (* 2001), estnischer Eiskunstläufer
- Selevko, Mihhail (* 2002), estnischer Eiskunstläufer
- Selewa, Walerija Andrejewna (* 1998), russische Tennisspielerin
- Seley, Jason (1919–1983), US-amerikanischer Bildhauer und Hochschullehrer
- Selezniovas, Aleksandras, litauischer Jurist, Gerichtsvollzieher, Präsident der Gerichtsvollzieherkammer Litauens

### Self
- Self Esteem, britische PopmusikerinSelf Esteem

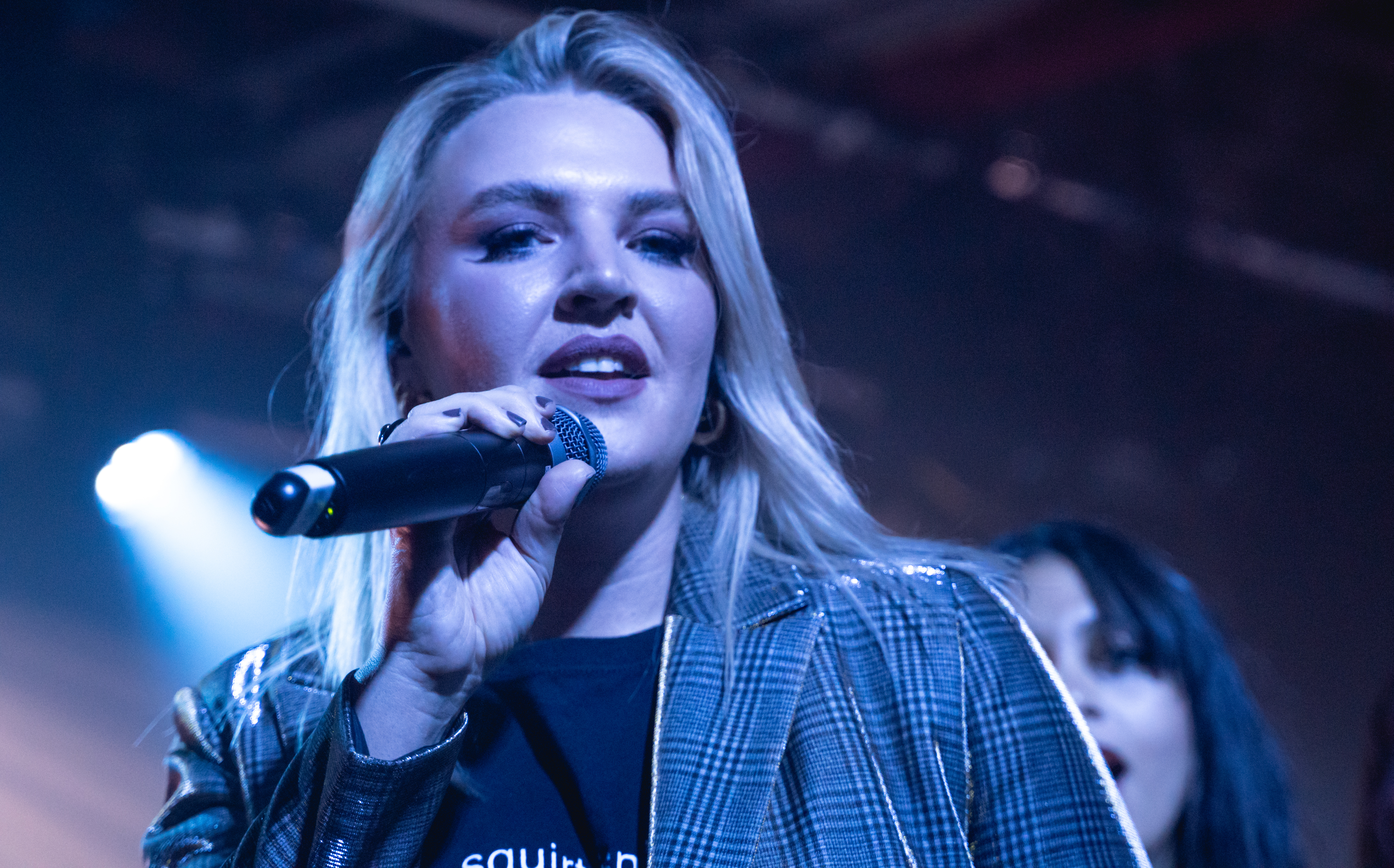
Self Esteem

- Self, Baylee, US-amerikanische Schauspielerin und Model
- Self, Bill (* 1962), US-amerikanischer Basketballtrainer
- Self, Brad (* 1981), kanadischer Eishockeyspieler
- Self, Keith (* 1953), US-amerikanischer Politiker der Republikanischen Partei
- Self, Ronnie (1938–1981), US-amerikanischer Rockabilly-Sänger
- Self, Staci (* 1985), amerikanische Fußball- und Handballspielerin
- Self, Tschabalala (* 1990), US-amerikanische Künstlerin
- Self, Will (* 1961), britischer Autor
- Selfe, Norman (1839–1911), englisch-australischer Ingenieur, Schiffstechniker, Erfinder
- Selfisch, Samuel (1529–1615), deutscher Verleger, Buchhändler, Bürgermeister von Wittenberg
- Selfridge, Harry Gordon (1858–1947), US-amerikanischer Kaufmann
- Selfridge, John L. (1927–2010), US-amerikanischer Mathematiker
- Selfridge, Oliver (1926–2008), britischer Informatiker
- Selfridge, Thomas E. (1882–1908), US-amerikanischer Luftfahrtpionier

### Selg
- Selg, Hanno (1932–2019), sowjetischer Moderner Fünfkämpfer und estnischer Hochschullehrer
- Selg, Herbert (1935–2017), deutscher Entwicklungspsychologe und Aggressionsforscher
- Selg, Markus (* 1974), deutscher Künstler
- Selg, Peter (* 1963), deutscher Anthroposoph, Facharzt für Kinder und Jugendpsychiatrie und -psychotherapie
- Selg, Petra (* 1961), deutsche Politikerin (Bündnis 90/Die Grünen), MdB
- Selge, Albrecht (* 1975), deutscher Schriftsteller
- Selge, Bodo (1911–1996), deutscher Jurist und Politiker (SPD)
- Selge, Edgar (* 1948), deutscher Schauspieler und AutorEdgar Selge (* 1948)

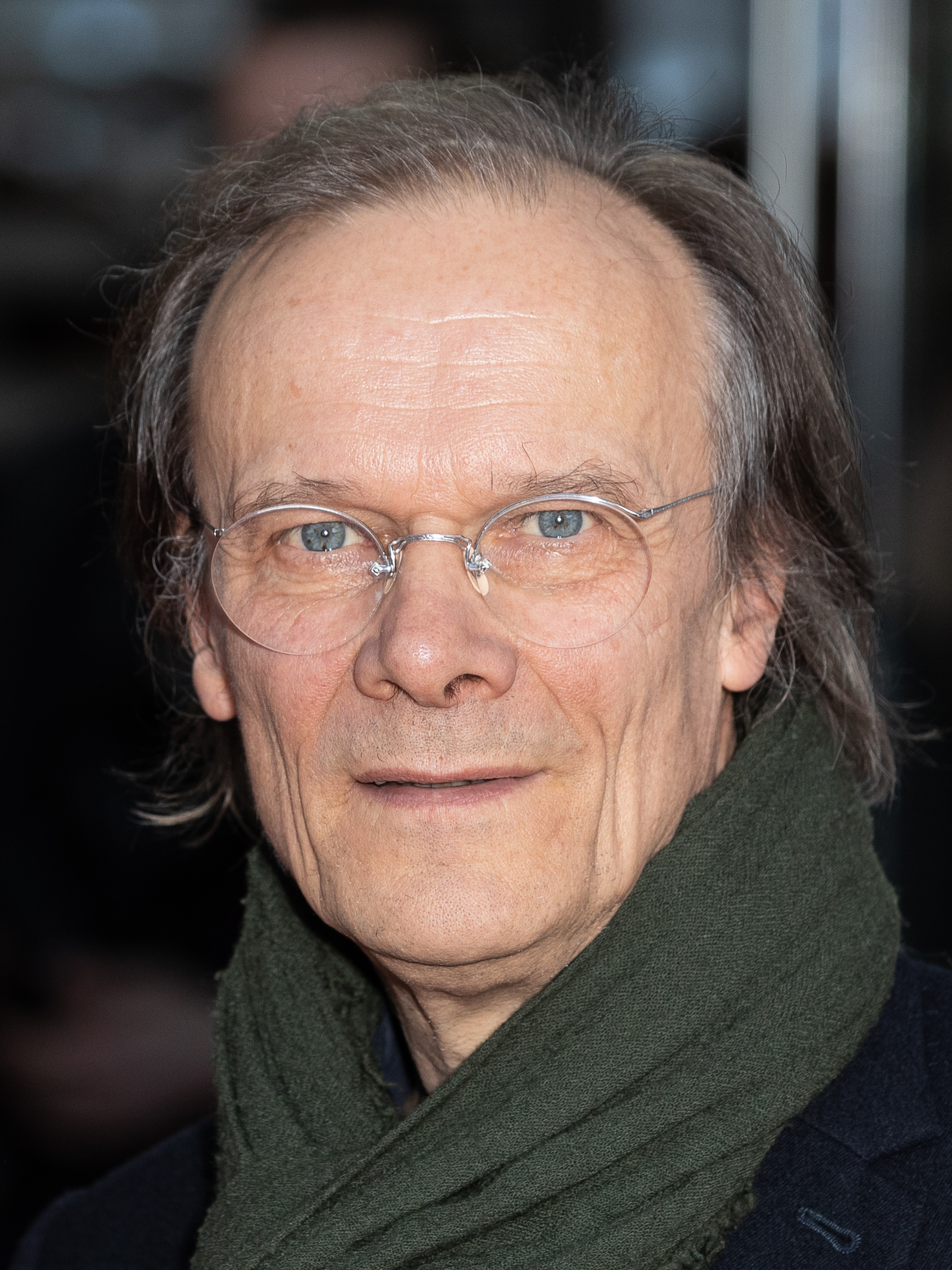
Edgar Selge (* 1948)

- Selge, Kurt-Victor (1933–2022), deutscher evangelischer Theologe und Kirchenhistoriker
- Selge, Martin (* 1938), deutscher Germanist
- Selge, Titus (* 1966), deutscher Drehbuchautor und Regisseur
- Selgrad, Ferdinand (1927–2022), deutscher Glas- und Wandmaler sowie Mosaikkünstler

### Selh
- Selhausen, Detlef (* 1955), deutscher Jurist und Beamter
- Selhorst, Pientia (1914–2001), deutsche Missionarin und Kunstpädagogin
- Selhorst, Stephan (1913–1976), deutscher Kunsthistoriker, Denkmalpfleger und Hochschullehrer
- Selhuber-Unkel, Christine (* 1980), deutsche Physikerin und Hochschullehrerin

### Seli
- Seli-Zacharias, Enxhi (* 1993), deutsche Politikerin (AfD), MdL
- Selich Chop, Andrés (1927–1973), bolivianischer Militär, Politiker und Diplomat
- Selichanow, Sergei Iwanowitsch (1917–1976), sowjetischer Bildhauer
- Selichar, Günther (* 1960), österreichischer Fotograf
- Selichius, Daniel (1581–1626), deutscher Komponist
- Selichow, Alexander Alexandrowitsch (* 1994), russischer Fußballspieler
- Selichowa, Lidija Matwejewna (1922–2003), sowjetische Eisschnellläuferin
- Selick, Henry (* 1952), US-amerikanischer Autor, Filmproduzent und FilmregisseurHenry Selick (* 1952)

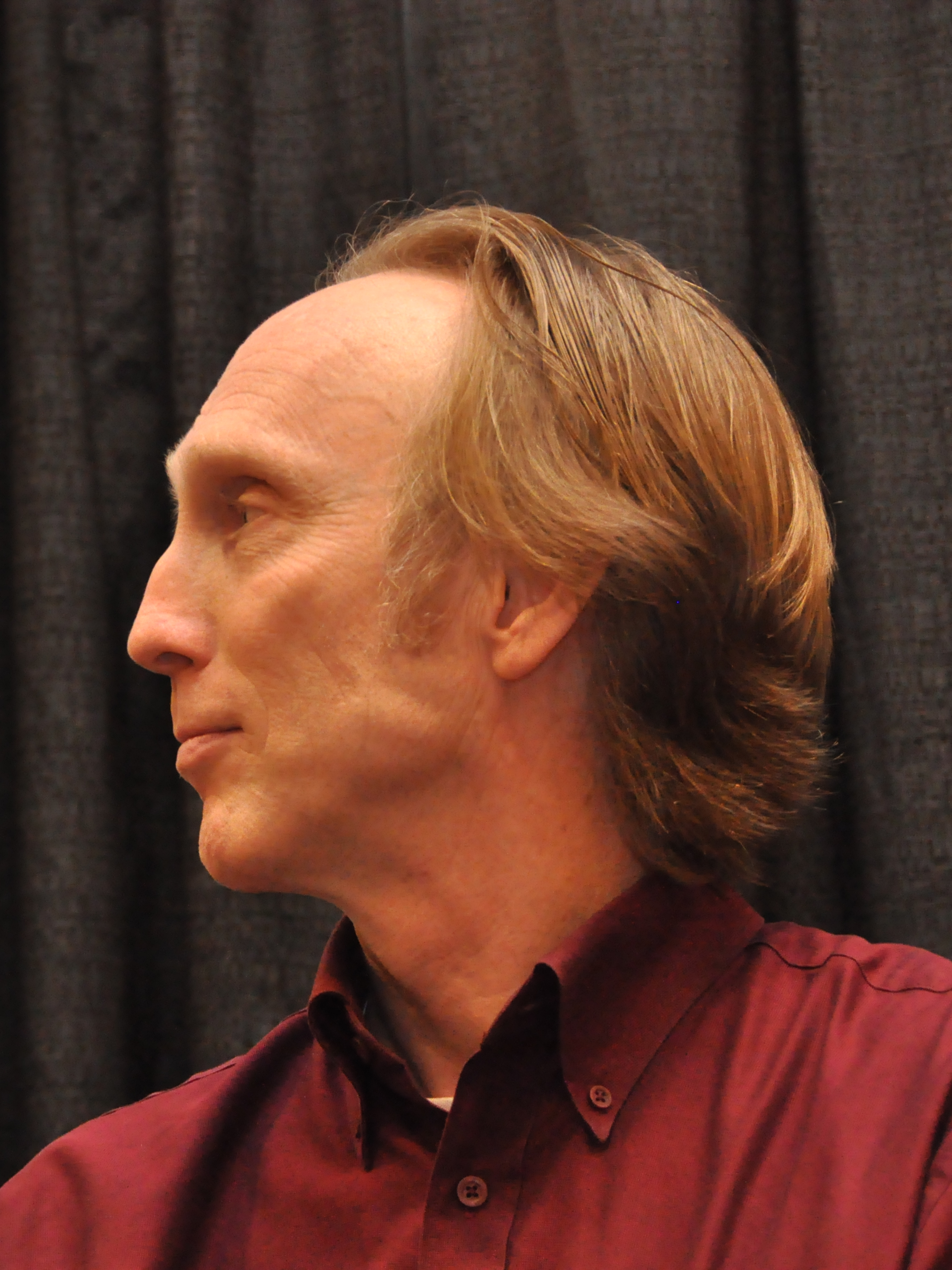
Henry Selick (* 1952)

- Selig, Franz-Josef (* 1962), deutscher Opernsänger (Bass)
- Selig, Gustav Heinrich (1791–1862), deutscher Befreiungskämpfer und Verwaltungsjurist
- Selig, Karl (1889–1945), deutscher Politiker (NSDAP), MdR
- Selig, Karl-Ludwig (1926–2012), deutschamerikanischer Romanist und Hispanist
- Selig, Maria (* 1959), deutsche Romanistin und Sprachwissenschaftlerin
- Selig, Moritz (1666–1709), deutscher reformierter Hofprediger
- Selig, Rüdiger (* 1989), deutscher RadrennfahrerRüdiger Selig (* 1989)

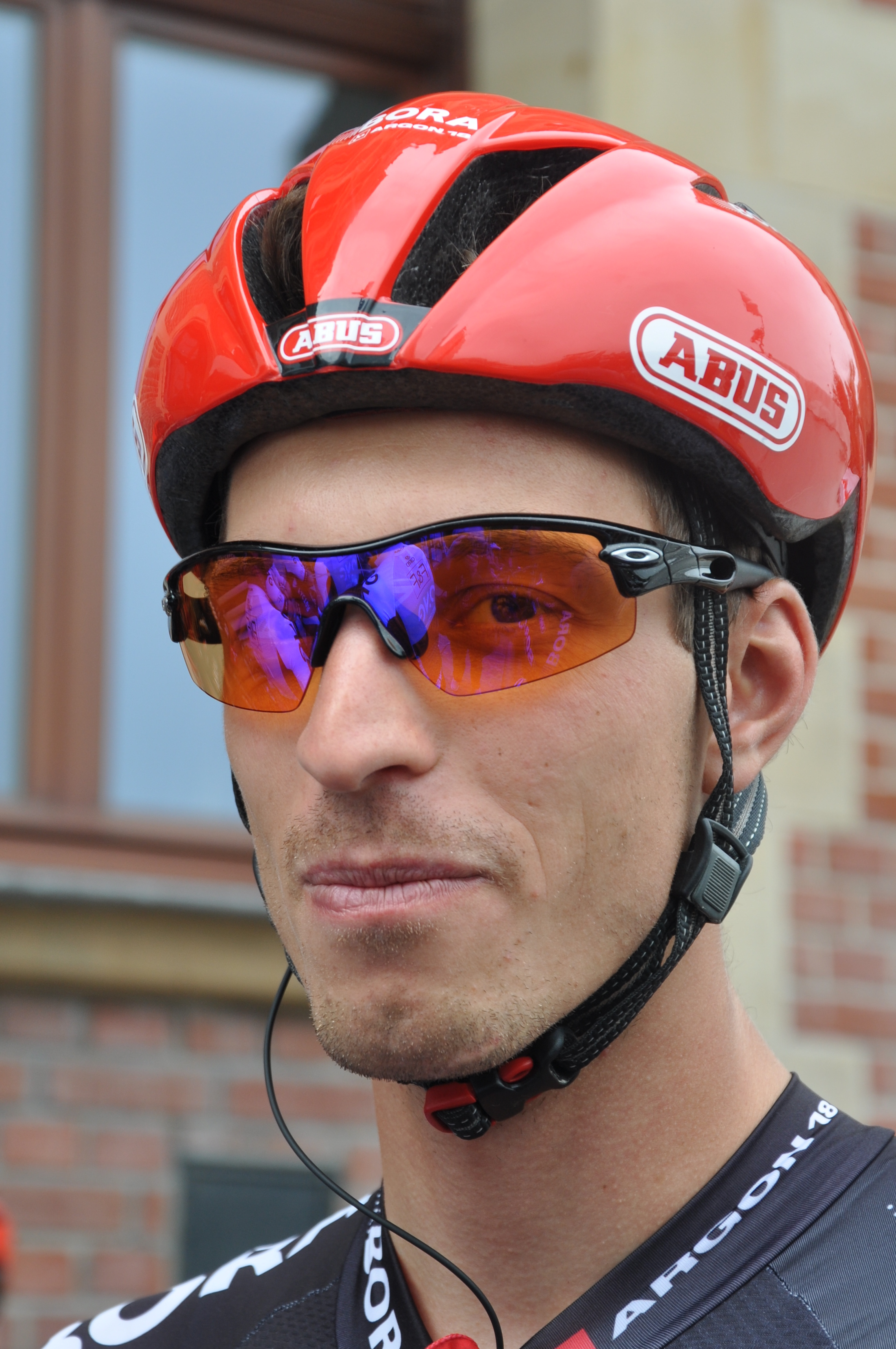
Rüdiger Selig (* 1989)

- Selig, Theodor (1874–1967), deutscher römisch-katholischer Pfarrer, Geschichts- und Heimatforscher
- Selig, William Nicholas (1864–1948), US-amerikanischer Filmproduzent und Pionier der US-amerikanischen Filmindustrie
- Selig, Wolfram (* 1936), deutscher Historiker
- Šeliga, Aleksander (* 1980), slowenischer Fußballspieler
- Seliger von Wolhusen († 1099), Abt des Klosters Einsiedeln
- Seliger, Berthold (1928–2020), deutscher Raketenkonstrukteur
- Seliger, Berthold (* 1960), deutscher Konzertveranstalter und Publizist
- Seliger, Dirk (* 1970), deutscher Schriftsteller, Fabeldichter, Illustrator und Comicautor
- Seliger, Hartmut (* 1937), deutscher Chemiker
- Seliger, Heinrich (1888–1956), deutscher Lehrer und Kommunalpolitiker
- Seliger, Ignaz (1752–1812), deutscher Pfarrer und Bryologe
- Seliger, Johann Gotthilf (1769–1835), deutscher Theologe, Archidiakon und Verfasser pietistischer Schriften
- Seliger, Josef (1870–1920), deutschböhmischer Politiker in Österreich-Ungarn und der Tschechoslowakei, Abgeordneter zum österreichischen Reichsrat, Parteivorsitzender der DSAP
- Seliger, Marc (* 1974), deutscher Eishockeytorhüter
- Seliger, Marco (* 1972), deutscher Journalist und Autor
- Seliger, Mark (* 1959), US-amerikanischer Fotograf
- Seliger, Max (1865–1920), deutscher Maler, Kunstgewerbler und Hochschullehrer
- Seliger, Reiner (* 1943), deutscher Bildhauer
- Seliger, Rudolf (* 1951), deutscher Fußballspieler
- Seligman, Arthur (1873–1933), US-amerikanischer Politiker
- Seligman, Brenda Z. (1883–1965), britische Ethnologin, Anthropologin und Sammlerin
- Seligman, Charles Gabriel (1873–1940), britischer Ethnologe
- Seligman, Edgar (1867–1958), britischer Fechter
- Seligman, Emma (* 1995), kanadische Drehbuchautorin und FilmregisseurinEmma Seligman (* 1995)

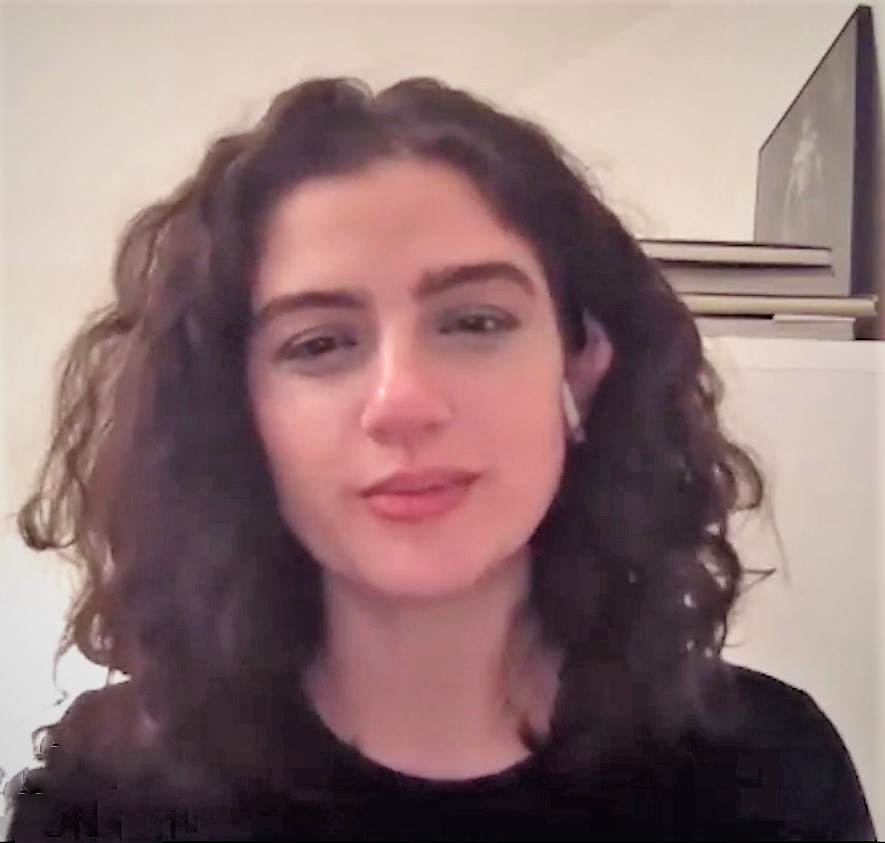
Emma Seligman (* 1995)

- Seligman, George (1927–2024), US-amerikanischer Mathematiker
- Seligman, Gerald (1886–1973), britischer Glaziologe
- Seligman, Joseph (1819–1880), US-amerikanischer Bankier und Unternehmer
- Seligman, Martin (* 1942), US-amerikanischer Autor und PsychologeMartin Seligman (* 1942)

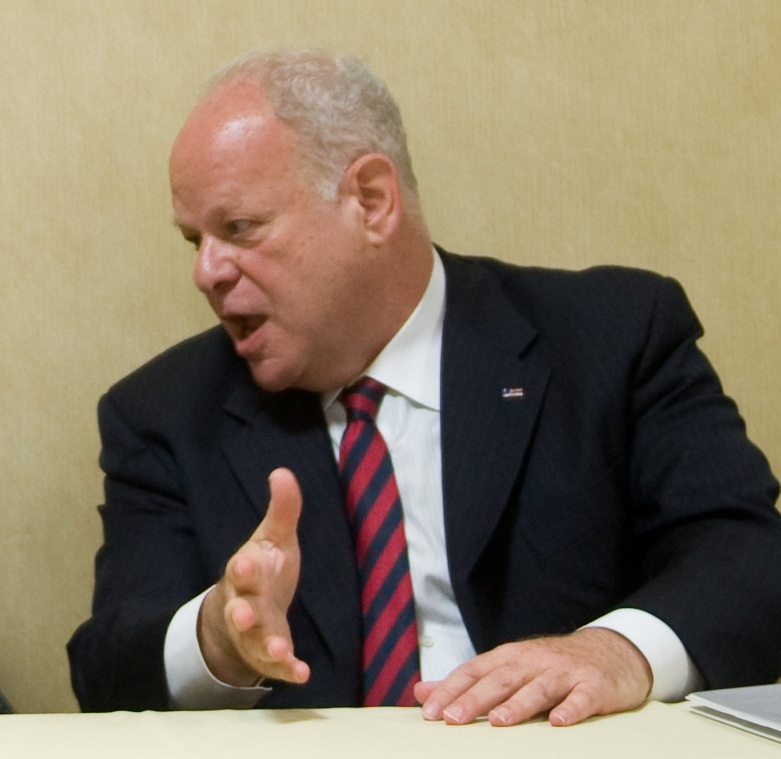
Martin Seligman (* 1942)

- Seligmann, Adalbert (1862–1945), österreichischer Maler und Kunstkritiker
- Seligmann, Aron Elias (1747–1824), Hoffaktor
- Seligmann, Caesar (1860–1950), deutscher Reformrabbiner
- Seligmann, Eva (1912–1997), deutsche Reformpädagogin
- Seligmann, Gottlob Friedrich (1654–1707), deutscher lutherischer Theologe
- Seligmann, Gustav (1849–1920), deutscher Bankier
- Seligmann, Henry (1880–1933), deutscher Münzhändler
- Seligmann, Hippolyte Prosper (1817–1882), französischer Violoncellist und Komponist
- Seligmann, Jacques (1858–1923), französischer Kunsthändler
- Seligmann, Jean (1903–1941), französischer Kunst- und Antiquitätenhändler
- Seligmann, Johann Michael (1720–1762), deutscher Illustrator und Kunsthändler
- Seligmann, Kurt (1896–1967), deutscher Gerechter unter den Völkern
- Seligmann, Kurt (1900–1962), schweizerisch-US-amerikanischer Graphiker und Maler
- Seligmann, Lämmle († 1742), deutscher Hoffaktor
- Seligmann, Mariana (* 1984), argentinische Filmschauspielerin, Sängerin, Moderatorin, Komponistin und Tänzerin
- Seligmann, Matthew (* 1967), britischer Marinehistoriker
- Seligmann, Rafael (1875–1943), russisch-deutscher Publizist und Übersetzer ins Jiddische
- Seligmann, Rafael (* 1947), deutsch-israelischer SchriftstellerRafael Seligmann (* 1947)

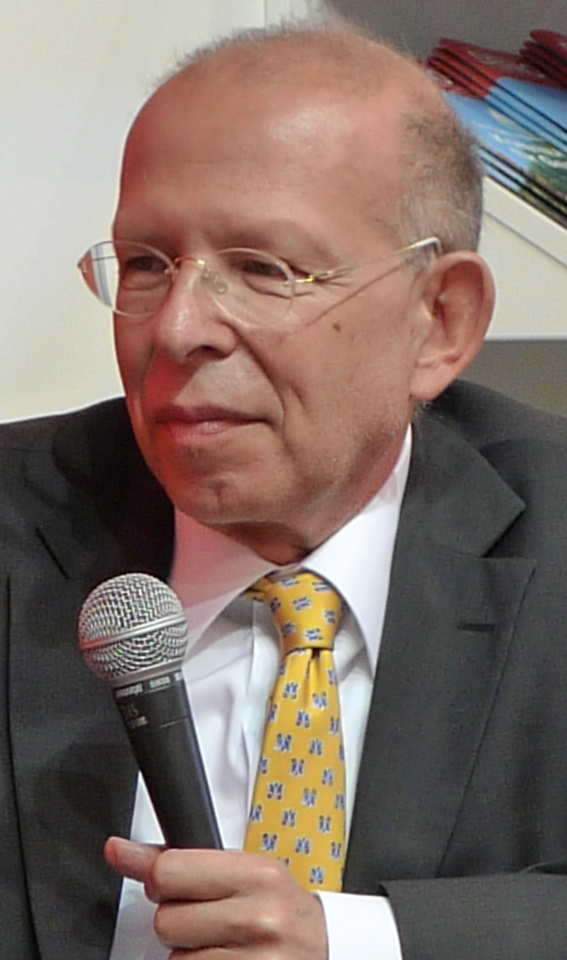
Rafael Seligmann (* 1947)

- Seligmann, Romeo (1808–1892), österreichischer Arzt und Medizinhistoriker
- Seligmann, Siegfried (1870–1926), deutscher Augenarzt und Privatgelehrter
- Seligmann, Siegmund (1853–1925), deutscher Kaufmann und Unternehmer
- Seligmann-Silva, Márcio (* 1964), brasilianischer Literaturwissenschaftler, Autor und Hochschullehrer
- Sélignac, Arnaud (* 1957), französischer Film- und Fernsehregisseur
- Selignow, Klaus (1932–2015), deutscher Fußballspieler, Schauspieler und Filmschaffender
- Seligo, Irene (1904–1988), deutsche Journalistin und Autorin
- Šeligo, Rudi (1935–2004), slowenischer Schriftsteller, Dramatiker, Essayist und Politiker
- Seligo, Wolfgang (* 1968), österreichischer Komponist und Jazzpianist
- Seligsberg, Marx Hayum (1799–1877), deutscher Rabbiner und Fachautor
- Seligsohn, Arnold (1854–1939), deutscher Jurist
- Seligsohn, Julius (1890–1942), deutscher Jurist und jüdischer Verbandsfunktionär
- Selikin, Michail Iljitsch (* 1936), russischer Mathematiker
- Selikoff, Irving (1915–1992), US-amerikanischer Mediziner
- Selikovsky, Nikolai (* 1988), österreichischer Rapper und Schauspieler
- Selim I. († 1520), Sultan des Osmanischen Reiches (1512–1520)Selim I. († 1520)

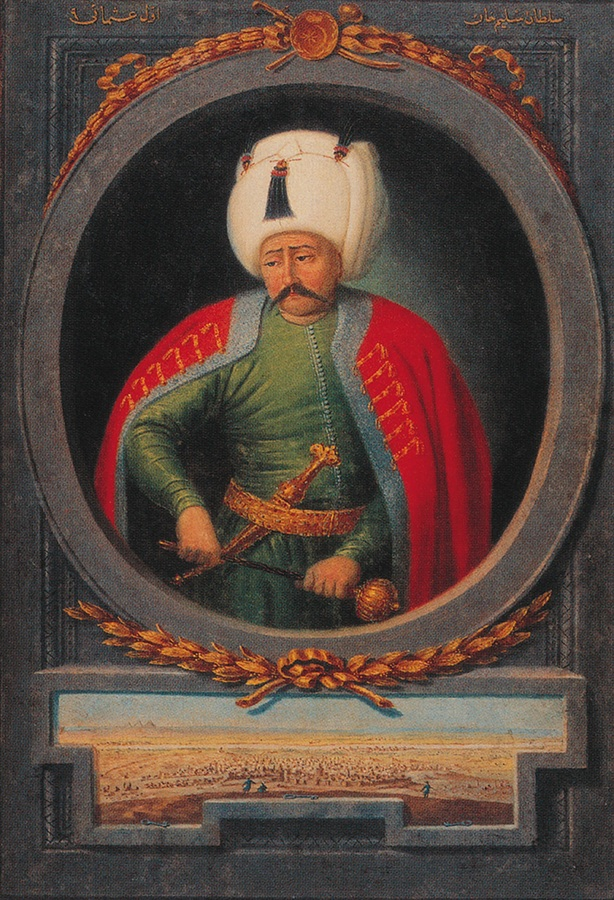
Selim I. († 1520)

- Selim I. Giray († 1704), Khan der Krim
- Selim II. (1524–1574), Sultan des Osmanischen Reiches
- Selim III. (1762–1808), Sultan des Osmanischen Reiches
- Selim, Josma (1886–1929), österreichische Chansonette und Diseuse
- Selim, Nahed (* 1953), ägyptische Autorin
- Selimaj, Ermis (* 2004), albanischer Fußballspieler
- Sélimane dan Tintouma († 1831), Sultan von Zinder
- Selimau, Alim (* 1983), belarussischer Ringer, Weltmeister (2005)
- Selimbegović, Mersad (* 1982), bosnisch-herzegowinischer Fußballspieler und -trainer
- Selimhodzic, Noa (* 2003), israelische Fußballspielerin
- Selimi, Bardhyl (* 1945), albanischer Esperantist und Mathematiker
- Selimi, Getoar (* 1982), albanischer Rapper und Songwriter
- Selimi, Kaltrina (* 1984), kosovo-albanische Pop-Sängerin
- Selimi, Sylejman (* 1970), kosovarischer Militär und Kriegsverbrecher
- Selimian, Harutyun (* 1963), syrischer armenisch-evangelischer Pastor und Vorsitzender der Union der Armenisch-Evangelischen Gemeinden Syriens
- Seliminski, Iwan (1799–1867), bulgarischer Gelehrter und Arzt
- Selimoğlu, Zeyyat (1922–2000), türkischer Schriftsteller, Poet und Übersetzer
- Selimoski, Anel (* 2001), nordmazedonischer Fußballspieler
- Selimov, Nikolaus (* 1962), österreichischer Choreograf und Tanzpädagoge
- Selimović, Envera, bosnische Journalistin
- Selimovic, Jusuf (* 2002), österreichischer Basketballspieler
- Selimović, Mehmed Meša (1910–1982), jugoslawischer SchriftstellerMehmed Meša Selimović (1910–1982)

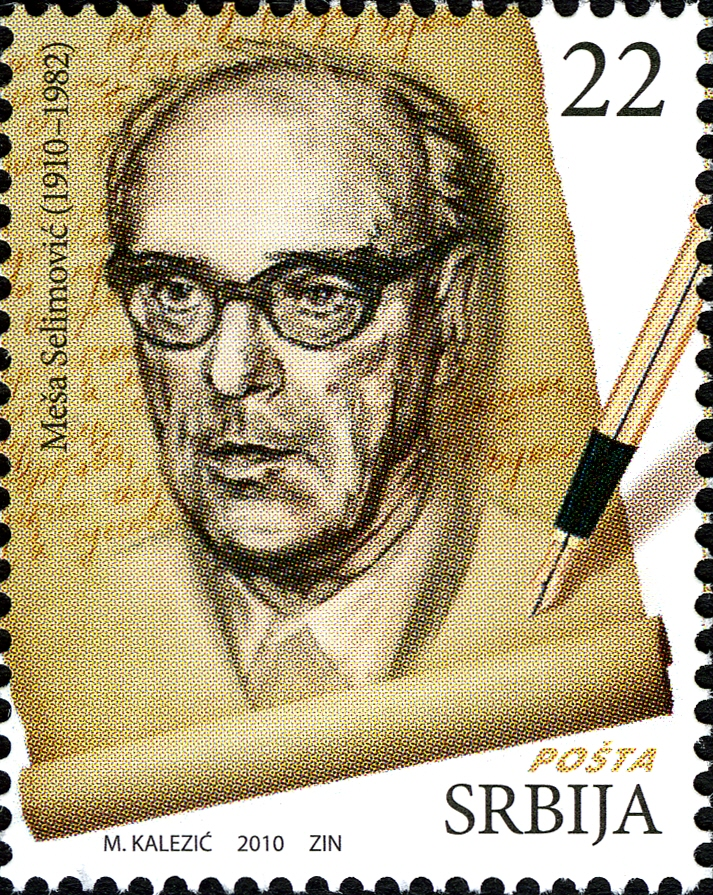
Mehmed Meša Selimović (1910–1982)

- Selimović, Mirza (* 1990), bosnischer Pop-Sänger
- Selimović, Sajra (* 2008), bosnische Hochspringerin
- Selimović, Sandra (* 1981), österreichische Schauspielerin, Regisseurin, Rapperin und Roma-Aktivistin
- Selimović, Simonida (* 1979), österreichische Schauspielerin, Regisseurin, Rapperin und Roma-Aktivistin
- Selimovic, Vahid (* 1997), luxemburgischer Fußballspieler
- Selimow, Albert Schewketowitsch (* 1986), russischer und aserbaidschanischer Boxer
- Selin, Alexander Nikolajewitsch (* 1953), russischer Generaloberst
- Selin, Christian (* 1976), finnischer Bahn- und Straßenradrennfahrer
- Selin, Jewhen (* 1988), ukrainischer Fußballspieler
- Selin, Markus (* 1960), finnischer Film- und Fernsehproduzent, Regisseur und Drehbuchautor
- Sélincourt, Ernest de (1870–1943), britischer Literaturwissenschaftler
- Seling, Emil (1868–1939), deutscher Dirigent, Musikpädagoge und Komponist
- Seling, Günter (1940–1962), deutscher Militär, Unteroffizier der Grenztruppen der DDR, der im Dienst von einem Kameraden erschossen wurdeGünter Seling (1940–1962)

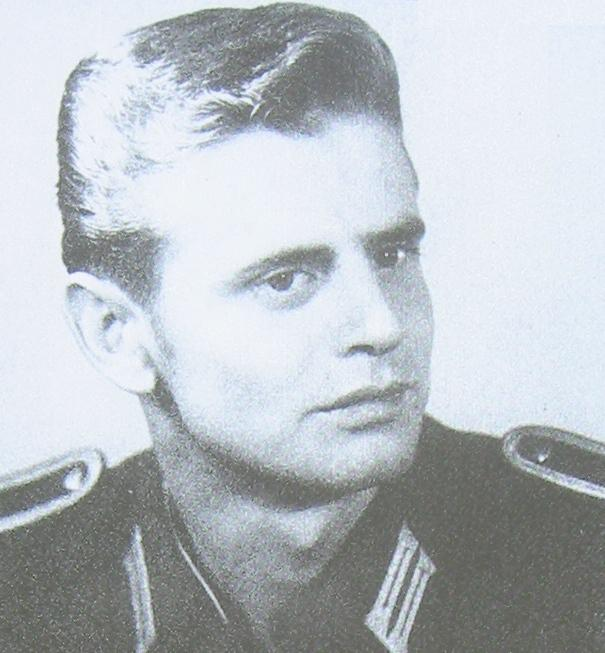
Günter Seling (1940–1962)

- Seling, Helmut (1921–2016), österreichischer Kunsthistoriker und Kunsthändler
- Seling, Johann Matthias (1792–1860), Kaplan
- Seling, Konrad (1878–1949), deutscher katholischer Geistlicher und Generalvikar
- Seling, Matthias (* 1969), österreichischer Kabarettist und Comedian
- Seling, Paula (* 1978), rumänische Sängerin
- Selinger, Arie (* 1937), israelischer Volleyballtrainer
- Selinger, Greg (* 1951), kanadischer Politiker
- Selinger, Natascha (* 1938), deutsche Schriftstellerin
- Selinger, Patricia (* 1949), US-amerikanische Informatikerin und IBM Fellow
- Selinger, Shlomo (* 1928), israelisch-französischer Bildhauer
- Selinka, Peter (1924–2006), deutscher Werbeberater und Kunstsammler
- Selinko, Annemarie (1914–1986), österreichisch-dänische Schriftstellerin
- Selinskaja, Darja Wladimirowna (* 2004), russische Tennisspielerin
- Selinskaja, Wera Jewgenjewna (1944–2021), sowjetische bzw. russische Szenen- und Kostümbildnerin
- Selinski, Korneli Ljuzianowitsch (1896–1970), russischer Literaturwissenschaftler und Publizist
- Selinski, Nikolai Dmitrijewitsch (1861–1953), russischer Chemiker
- Seliškar, Petra (* 1978), slowenische Regisseurin, Drehbuchautorin und Produzentin
- Sélitrenny, Rita (* 1954), deutsche Politikwissenschaftlerin und DDR-Bürgerrechtlerin
- Seliwanoff, Theodor (1859–1938), russischer Chemiker
- Seliwanow, Alexander Jurjewitsch (* 1971), russischer Eishockeyspieler und -trainer
- Seliwanow, Andrei Nikolajewitsch (1847–1917), russischer General
- Seliwanow, Andrei Wladimirowitsch (* 1967), russischer Schachfunktionär und Schachkomponist
- Seliwanow, Dmitri Fjodorowitsch (1855–1932), russischer Mathematiker
- Seliwanow, Nikolai Alexandrowitsch (1929–2021), sowjetischer bzw. russischer Bildhauer
- Seliwanow, Walentin Jegorowitsch (* 1936), russischer Admiral und ehemaliger Chef des Hauptstabes der Russischen Seekriegsflotte
- Seliwjorstau, Pawel (* 1996), belarussischer Hochspringer
- Seliwjorstow, Alexei Nikolajewitsch (* 1976), russischer Bobfahrer
- Selizki, Boris Sergejewitsch (* 1938), sowjetischer Gewichtheber

### Selj
- Seljaas, Zac (* 1997), US-amerikanischer Basketballspieler
- Seljak, Roman (1934–1994), jugoslawischer Skilangläufer
- Seljak, Uroš (* 1966), slowenischer Kosmologe und Astrophysiker
- Seljamaa, Julius (1883–1936), estnischer Politiker, Mitglied des Riigikogu, Diplomat und Journalist
- Seljanin, Stanislaw Nikolajewitsch (* 1936), sowjetischer Eisschnellläufer
- Seljanow, Sergei Michailowitsch (* 1955), russischer Filmproduzent und Filmregisseur
- Seljeset, Torje (* 2005), norwegischer Nordischer Kombinierer
- Seljonaja, Rina Wassiljewna (1901–1991), sowjetische Theater- und Filmschauspielerin
- Seljony, Lew Matwejewitsch (* 1948), russischer Physiker
- Seljutina, Irina (* 1979), kasachische Tennisspielerin

### Selk
- Selk, Michael (* 1943), deutscher Politiker (SPD), MdHB
- Selk, Paul (1903–1996), deutscher Pädagoge und Volkskundler
- Selka, Ulrich-Oliver (* 1947), deutscher Maler und Bildhauer
- Selke, Davie (* 1995), deutscher FußballspielerDavie Selke (* 1995)

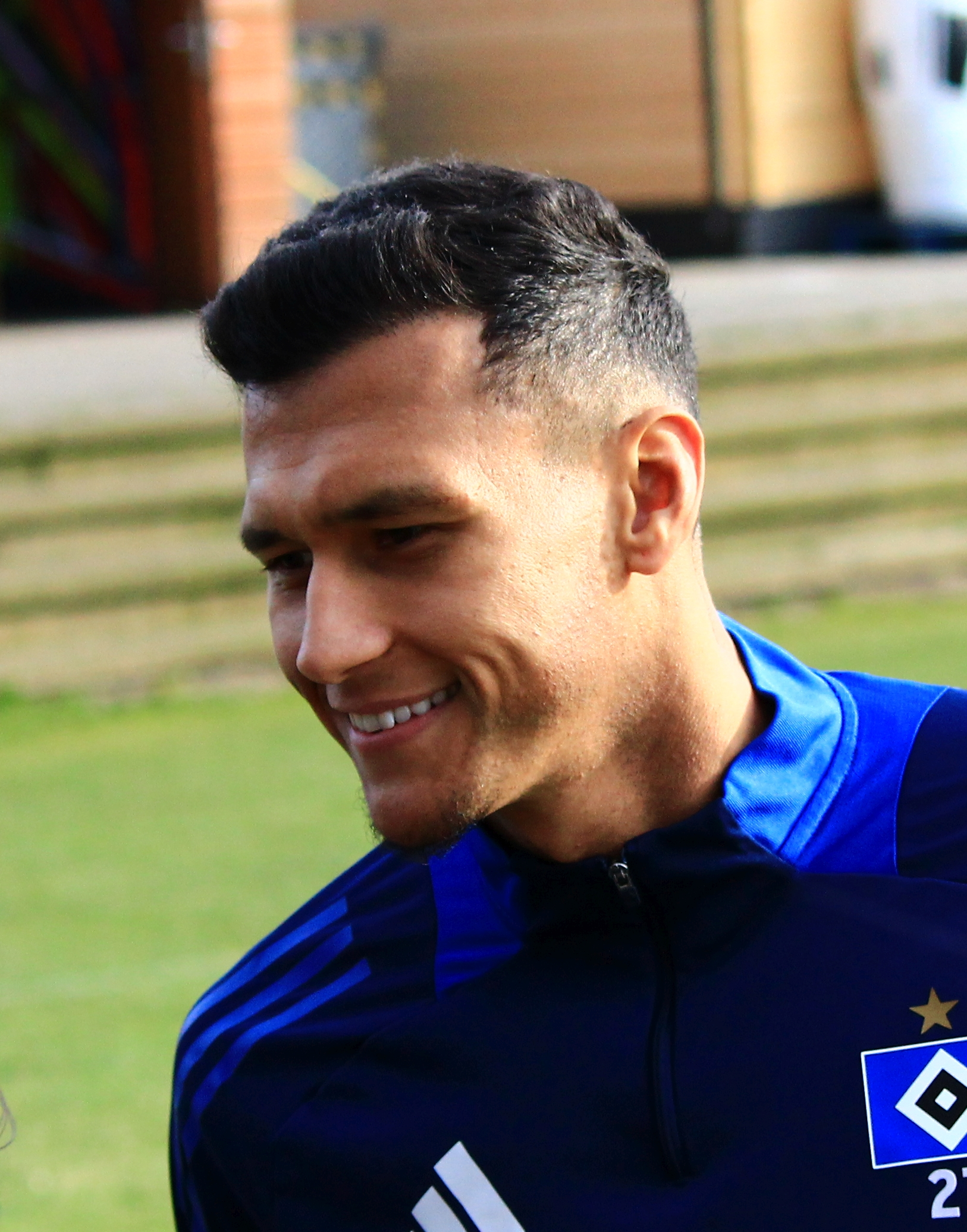
Davie Selke (* 1995)

- Selke, Frank J. (1893–1985), kanadischer Eishockeymanager und -trainer
- Selke, Günter (* 1954), deutscher Fußballspieler
- Selke, Karl (1836–1893), preußischer Verwaltungsbeamter, Oberbürgermeister von Elbing und Königsberg
- Selke, Karl-Ernst (1944–2013), evangelischer Pfarrer, deutscher Politiker (CDU), MdVK, MdB
- Selke, Lothar (1909–1980), deutscher Journalist und Historiker
- Selke, René (* 1984), deutscher Handballspieler
- Selke, Sascha (* 1967), deutsch-österreichischer Filmmusikkomponist
- Selke, Sebastian (* 1974), deutscher Fußballtorhüter
- Selke, Siegfried (1946–1966), deutscher Grenzsoldat, Todesopfer an der innerdeutschen Grenze
- Selke, Stefan (* 1967), deutscher Soziologe, Hochschullehrer und Publizist
- Selke, Walter (1947–2023), deutscher Physiker, Professor für theoretische Physik an der RWTH Aachen
- Selke, Werner (1901–1971), deutscher Agrikulturchemiker
- Selke, Wilhelm (1893–1945), deutscher Widerstandskämpfer gegen das Nazi-Regime
- Selker, Ted (* 1956), US-amerikanischer Informatiker
- Selkirk, Alexander (1676–1721), schottischer Seefahrer und AbenteurerAlexander Selkirk (1676–1721)

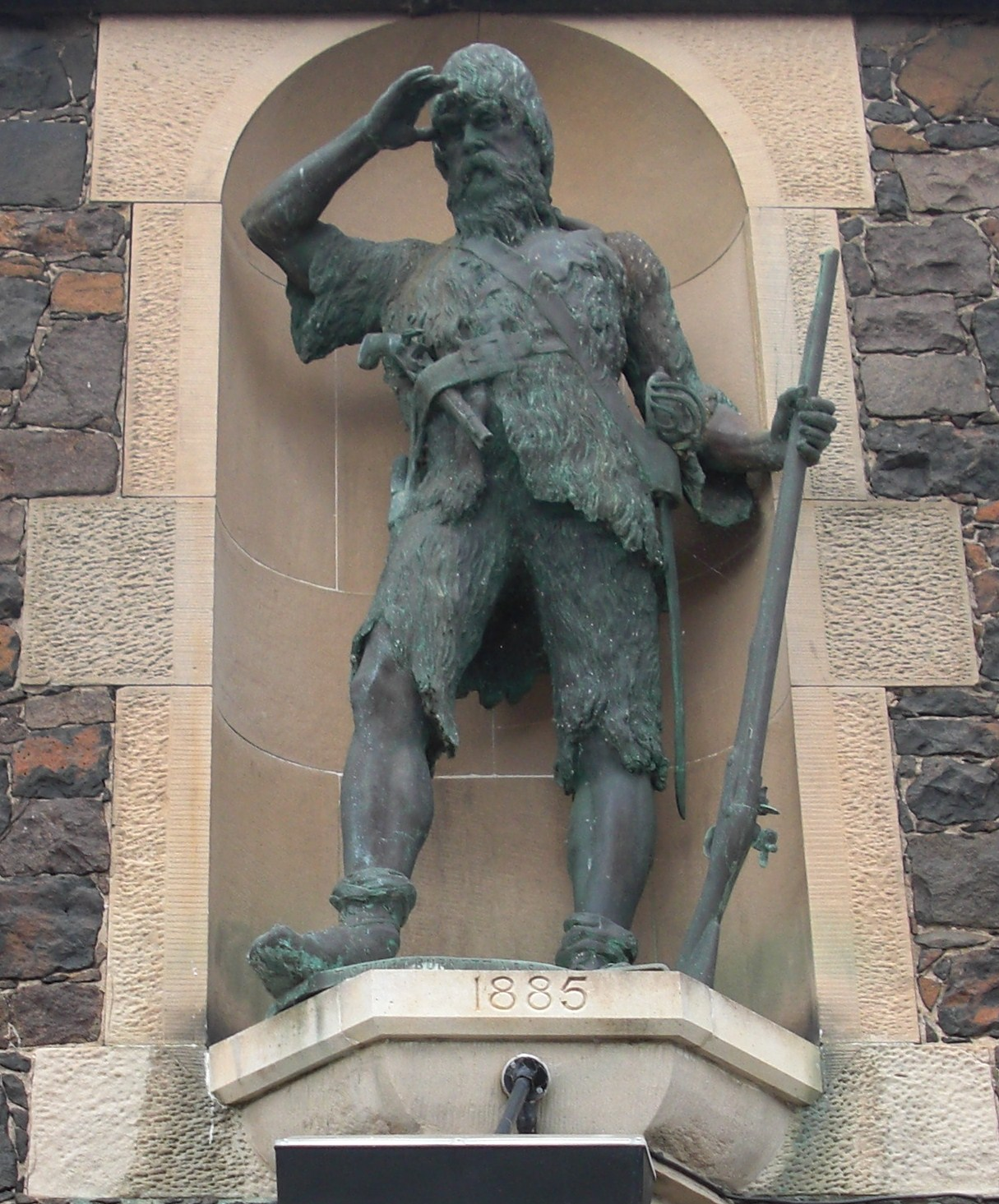
Alexander Selkirk (1676–1721)

- Selkirk, Jamie, neuseeländischer Filmeditor und Filmproduzent
- Selkirk, Patricia Margaret (* 1942), australische Biologin und Ökologin
- Selkmann, Wilhelm (1818–1913), deutscher Verwaltungs- und Ministerialbeamter und Abgeordneter im Großherzogtum Oldenburg
- Selkoe, Dennis J. (* 1943), US-amerikanischer Neurologe
- Selkow, Wladimir Wladimirowitsch (* 1971), russischer Schwimmer
- Selkridge, Barbara (* 1971), antiguanische Leichtathletin
- Selkridge, Oral (* 1962), antiguanischer Leichtathlet, Architekt

### Sell
- Sell, Adolf von (1797–1891), mecklenburgischer General der Infanterie, Diplomat und Hofbeamter
- Sell, Alexander (* 1980), deutscher Politiker (AfD), Mitglied des Europäischen ParlamentsAlexander Sell (* 1980)

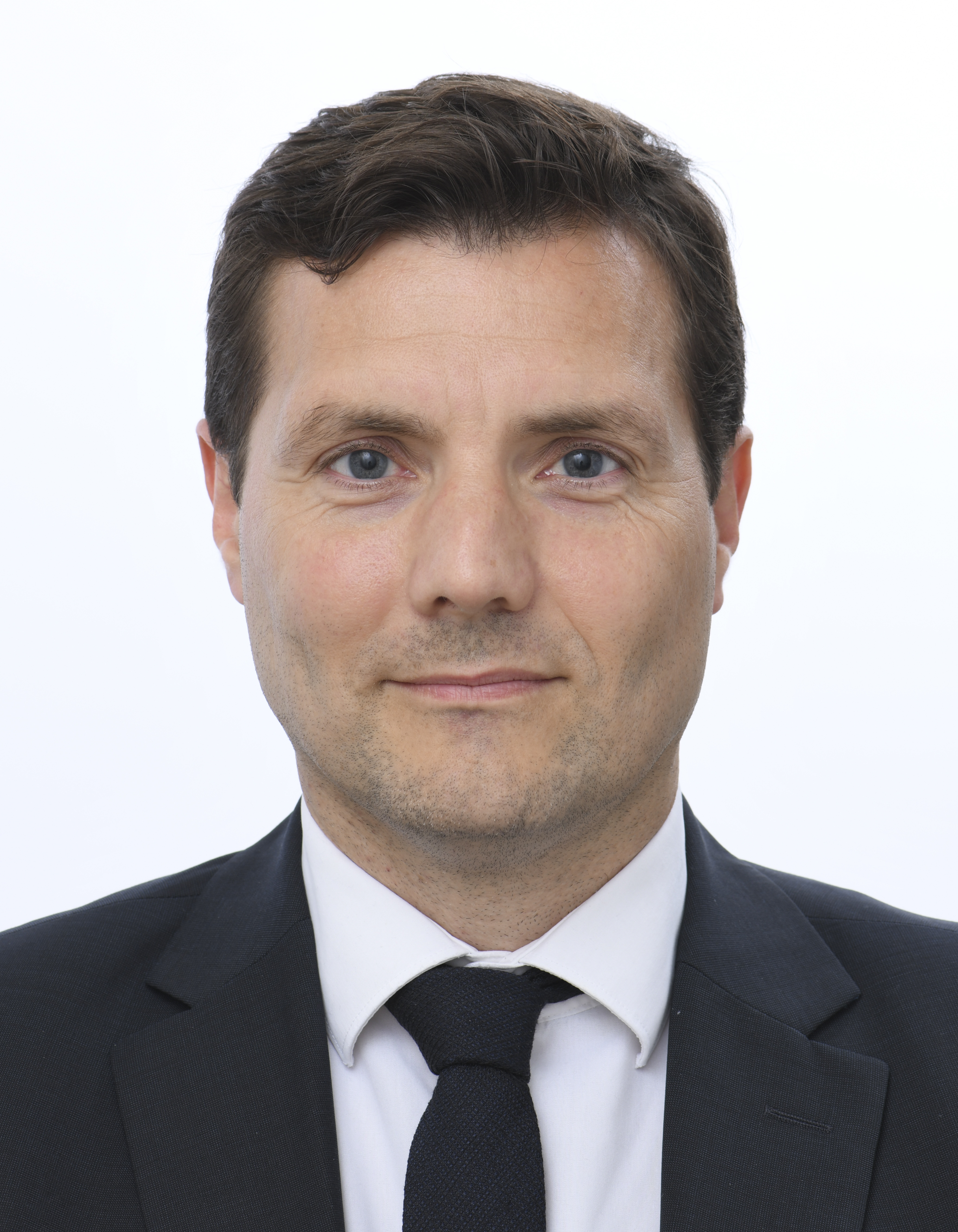
Alexander Sell (* 1980)

- Sell, Alexandra (* 1968), deutsche Regisseurin und Drehbuchautorin
- Sell, Axel (* 1943), deutscher Wirtschaftswissenschaftler

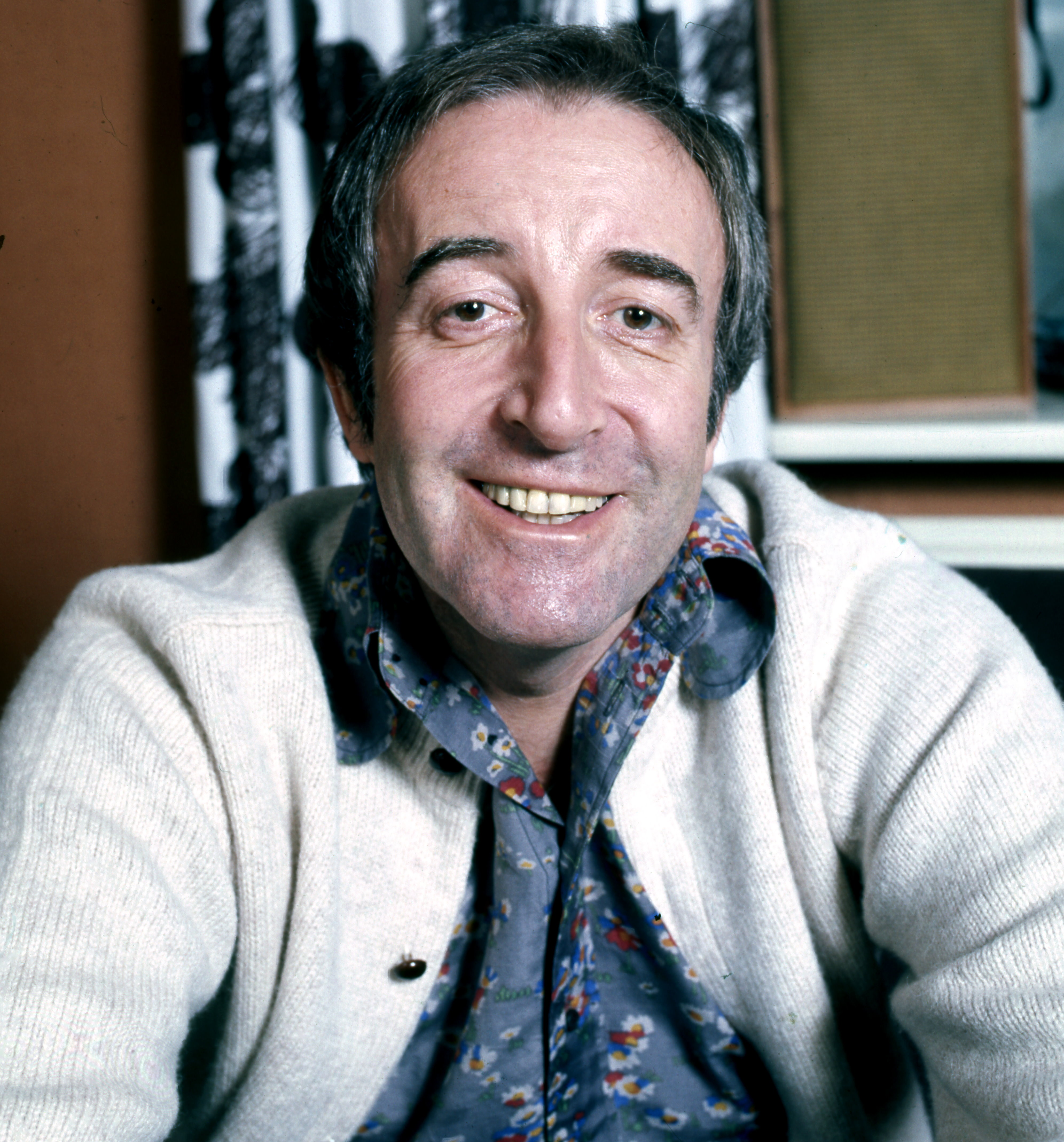
Peter Sellers (1925–1980)

- Sell, Brian (* 1978), US-amerikanischer Marathonläufer
- Sell, Christian (1831–1883), deutscher Maler
- Sell, Christian (1854–1925), deutscher Schlachten- und Militärmaler der Düsseldorfer Schule
- Sell, Colin (* 1948), britischer Pianist
- Sell, Ellen (* 1938), deutsche Autorin
- Sell, Eugen (1842–1896), deutscher Nahrungsmittelchemiker
- Sell, Friedrich (1892–1956), deutscher Germanist, Geschichtspädagoge und Emigrant in die USA
- Sell, Friedrich Christian Wilhelm Karl (1801–1870), deutscher evangelischer Theologe
- Sell, Friedrich L. (* 1954), deutscher Volkswirtschaftler, Professor für Volkswirtschaftslehre und Vizepräsident der Universität der Bundeswehr München
- Sell, Friedrich Ludwig von (1773–1850), preußischer Generalmajor
- Sell, Friedrich-Wilhelm von (1926–2014), deutscher Journalist
- Sell, Georg Wilhelm August (1804–1848), deutscher Rechtswissenschaftler
- Sell, Gundula (* 1963), deutsche Journalistin und Schriftstellerin
- Sell, Günther (* 1926), deutscher Fußballspieler
- Sell, Hannes (* 1984), deutscher Schauspieler
- Sell, Hans Joachim (1920–2007), deutscher Schriftsteller
- Sell, Hildegarde (1906–2005), US-amerikanische Kabarett-Sängerin
- Sell, Hildegund (1933–2022), deutsche Keramikkünstlerin und Formgestalterin
- Sell, Johann Jakob (1754–1816), deutscher Gymnasiallehrer und Historiker
- Sell, Julia von (* 1956), deutsche Schauspielerin, Theaterregisseurin, Hörspielsprecherin und Schauspieldozentin
- Sell, Jürgen (* 1956), deutscher Fossiliensammler und Paläontologe
- Sell, Karl (1810–1879), deutscher Rechtswissenschaftler und Professor
- Sell, Karl (1845–1914), deutscher evangelischer Theologe und Kirchenhistoriker
- Sell, Karl (1907–1982), deutscher Orthopäde
- Sell, Karl-Heinz (* 1941), deutscher Fußballspieler
- Sell, Karuê (* 1993), brasilianischer TennisspielerKaruê Sell (* 1993)

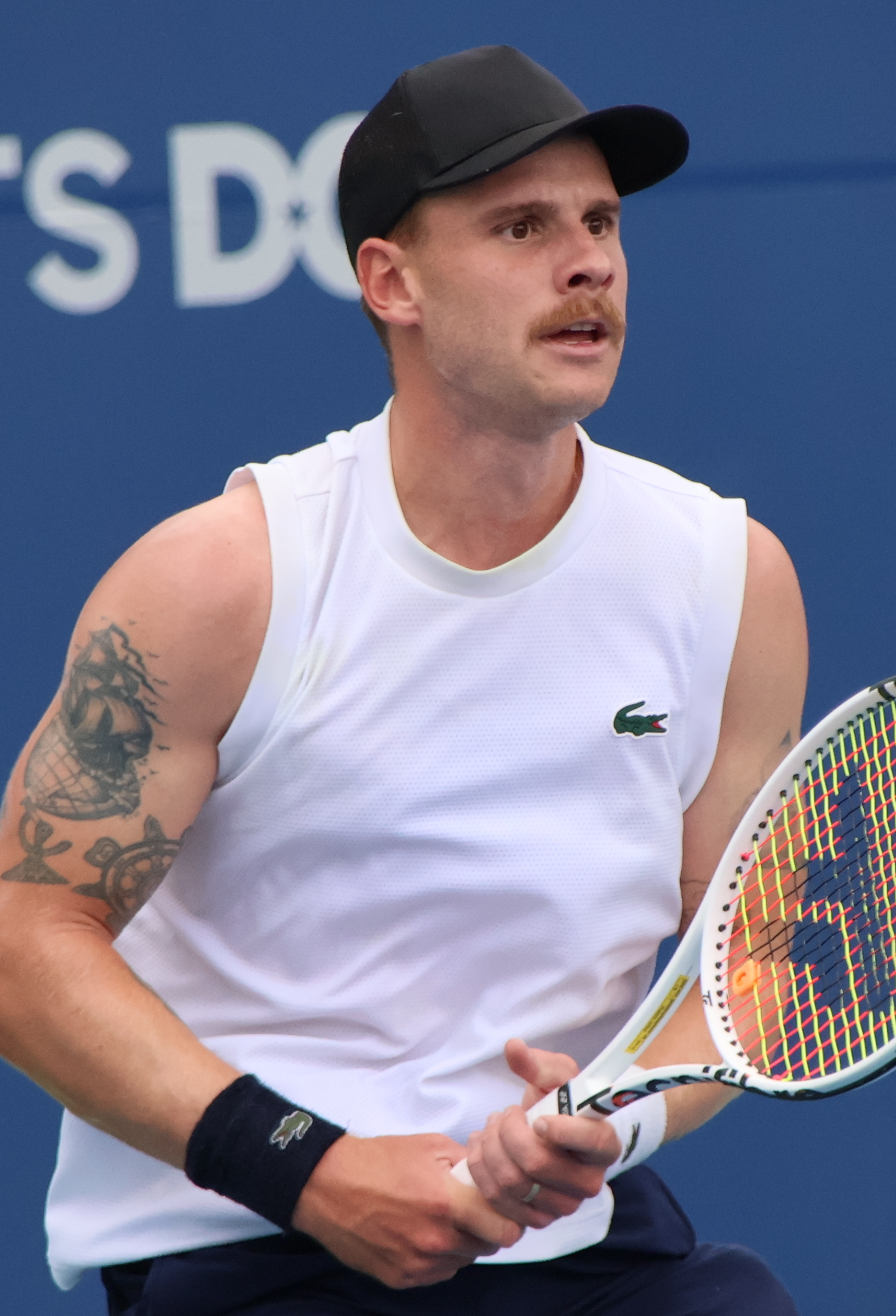
Karuê Sell (* 1993)

- Sell, Lothar (1939–2009), deutscher Grafiker, Illustrator und Keramiker
- Sell, Lulu von (1846–1913), deutsche Schriftstellerin
- Sell, Manfred (1902–1971), deutscher Volkswirtschaftler und Historiker
- Sell, Maren (* 1945), deutsche Journalistin, Schriftstellerin und Verlegerin
- Sell, Margret (1898–1973), deutsche Lehrerin und Schriftstellerin
- Sell, Max (1893–1950), deutscher SS-Führer und Arbeitseinsatzführer in Konzentrationslagern
- Sell, Maximilian (1890–1946), preußischer Landrat in den Kreisen Meisenheim und Strehlen
- Sell, Michael (* 1942), deutscher Komponist und Jazztrompeter
- Sell, Michael (* 1972), US-amerikanischer Tennisspieler
- Sell, Norbert, deutscher Basketballspieler
- Sell, Philine von (* 1963), deutsche Filmregisseurin, Fotografin, Drehbuchautorin, Produzentin und HochschullehrerinPhiline von Sell (* 1963)

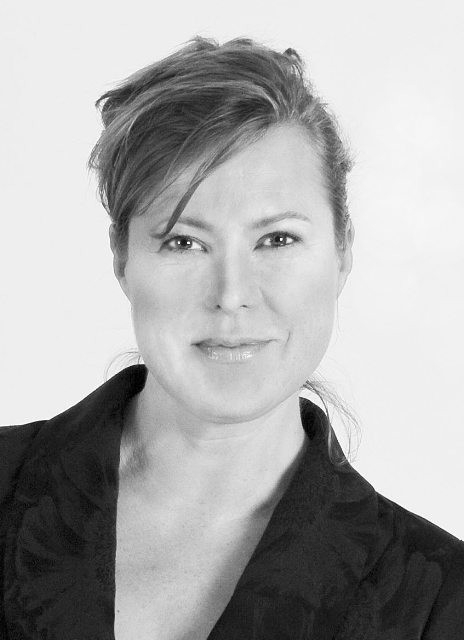
Philine von Sell (* 1963)

- Sell, Sandra (* 1989), deutsche Volleyballspielerin
- Sell, Sophie Charlotte von (1864–1941), deutsche Schriftstellerin
- Sell, Stefan (* 1959), deutscher Musiker, Komponist und Autor
- Sell, Stefan (* 1964), deutscher Sozialwissenschaftler und Hochschullehrer, Professor an der Fachhochschule Koblenz
- Sell, Theodor von (1817–1891), preußischer Generalleutnant
- Sell, Ulrich von (1884–1945), deutscher Offizier
- Sell, Walter (1906–1966), österreichischer Eishockey- und Bandyspieler
- Sell, Werner (1900–1998), deutscher Ingenieur und Unternehmer
- Sell, Wilhelm (1910–1998), gilt als der Wiedergründer des Nerother Wandervogels
- Sell, Wilhelm von (1842–1922), preußischer Generalmajor
- Sella, Alfonso (1865–1907), italienischer Physiker
- Sella, Antonio (1909–1994), italienischer Radrennfahrer
- Sella, Emanuele (* 1981), italienischer Radrennfahrer
- Sella, Gabriele (1963–2010), italienischer Radrennfahrer
- Sella, Philippe (* 1962), französischer Rugbyspieler
- Sella, Quintino (1827–1884), italienischer Gelehrter und Politiker, Mitglied der Camera dei deputati
- Sella, Seela (* 1936), finnische Schauspielerin
- Sella, Vittorio (1859–1943), italienischer Alpinist und BergfotografVittorio Sella (1859–1943)

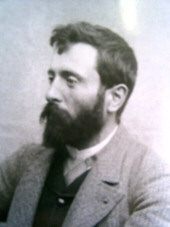
Vittorio Sella (1859–1943)

- Sellæg, Simen (* 2003), norwegischer Skirennläufer
- Sellaio, Jacopo del († 1493), italienischer Maler der Florentiner Schule in der Renaissance
- Sellal, Abdelmalek (* 1948), algerischer Politiker
- Sellam, Aïda (* 1977), tunesische Speerwerferin
- Sellam, Philippe (* 1960), französischer Jazzmusiker (Saxophone, Komposition)
- Sellami, Oussama (* 1979), tunesischer Fußballspieler
- Sellanes, Fernando (* 1990), uruguayischer Fußballspieler
- Sellanes, Sebastián (* 1992), uruguayischer Fußballspieler
- Sellani, Renato (1926–2014), italienischer Jazzmusiker (Piano, Komposition)
- Sellar, David (1941–2019), schottischer Jurist, Heraldiker und Genealoge
- Sellar, JoAnne (* 1963), englische Filmproduzentin
- Sellar, William Young (1825–1890), schottischer Altphilologe
- Sellards, Elias Howard (1875–1961), US-amerikanischer Paläontologe und Geologe
- Sellars, Elizabeth (1921–2019), britische Film- und Theaterschauspielerin
- Sellars, John (* 1971), britischer Philosophiehistoriker
- Sellars, Luke (* 1981), kanadischer Eishockeyspieler
- Sellars, Peter (* 1957), US-amerikanischer TheaterregisseurPeter Sellars (* 1957)

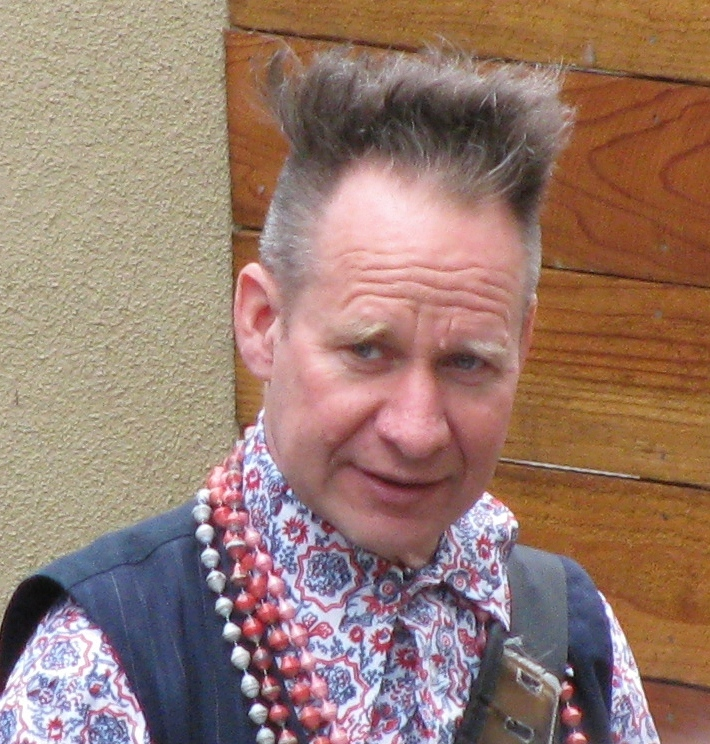
Peter Sellars (* 1957)

- Sellars, Roy Wood (1880–1973), US-amerikanischer Philosoph
- Sellars, Wilfrid (1912–1989), US-amerikanischer Philosoph
- Sellbach, Eduard (* 1822), deutscher Historien- und Porträtmaler der Düsseldorfer Schule sowie Fotograf
- Selldorf, Annabelle (* 1960), deutsche Architektin, Designerin und InnenarchitektinAnnabelle Selldorf (* 1960)

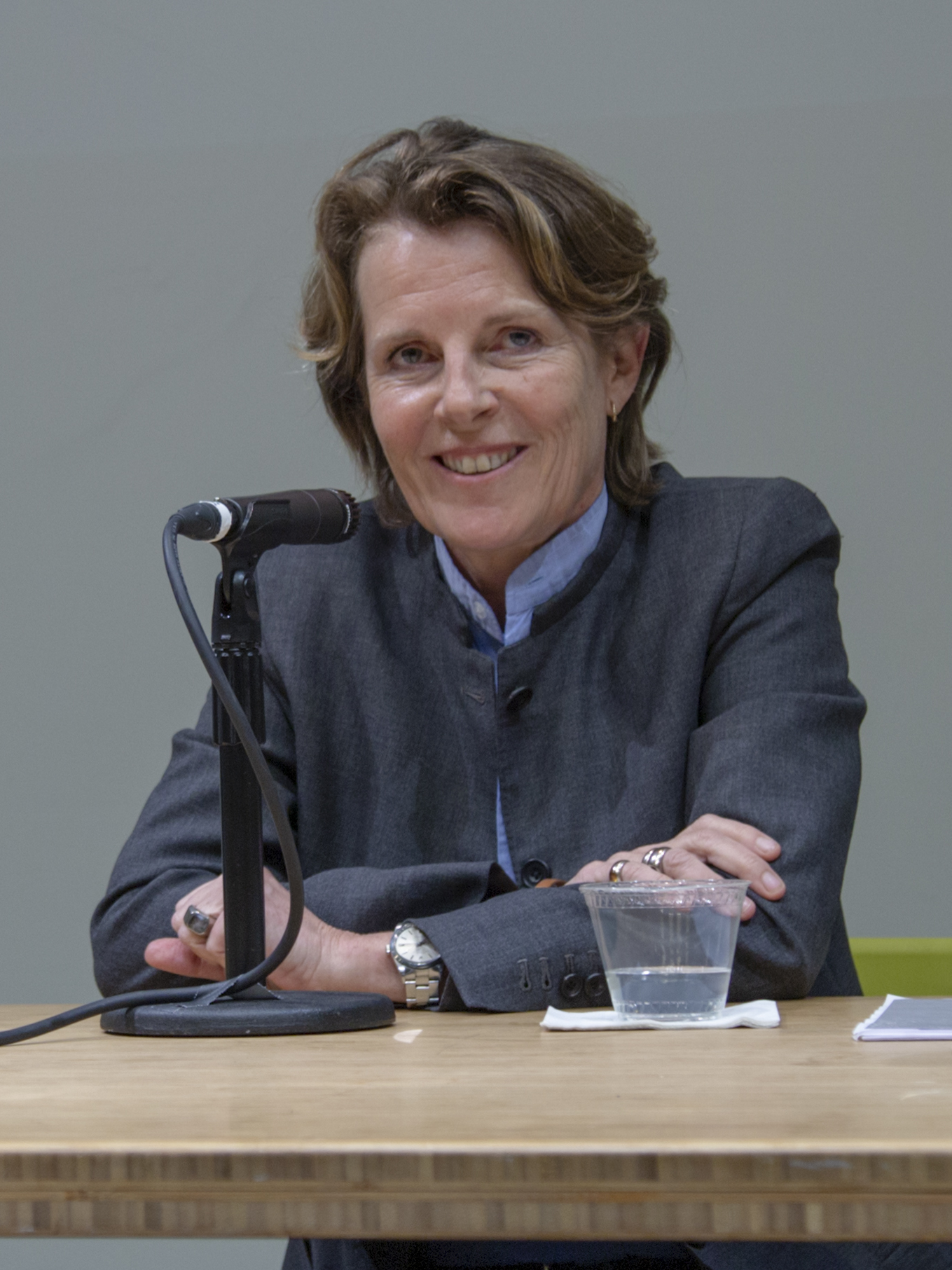
Annabelle Selldorf (* 1960)

- Selle, Adelgundis (1921–2008), Äbtissin von Lichtenthal
- Selle, Annette (* 1967), deutsche Bildende Künstlerin
- Selle, Christian Gottlieb (1748–1800), deutscher Mediziner und Philosoph
- Selle, Dirk von (* 1964), deutscher Jurist, Richter am Bundesgerichtshof
- Selle, Ferdinand (1862–1915), deutscher Unternehmer in der Porzellanindustrie
- Selle, Friedrich (1860–1931), evangelischer Pfarrer
- Selle, Fritz von (1868–1947), deutscher Generalleutnant
- Selle, Gert (1933–2025), deutscher Kunstpädagoge, Gestaltungstheoretiker
- Selle, Götz von (1893–1956), deutscher Bibliothekar, Historiker und Hochschullehrer
- Selle, Helmut (* 1932), deutscher Buchgestalter und Typograf
- Selle, Herbert (1895–1988), deutscher Offizier
- Selle, Hilmar (1933–2007), deutscher Politiker (SPD), MdL
- Selle, Johannes (* 1956), deutscher Politiker (CDU), MdB
- Selle, Klaus (* 1949), deutscher Stadtplaner und Stadtforscher sowie Hochschullehrer
- Selle, Kurt (1932–2007), deutscher Gymnasiallehrer und Altphilologe
- Selle, Leonhard (1816–1884), Lehrer und Organist
- Selle, Linn (* 1986), deutsche Politikwissenschaftlerin
- Selle, Martin (* 1966), österreichischer Kinder- und Jugendbuchautor
- Selle, Stefan (* 1980), deutscher Basketballspieler
- Selle, Thomas (1599–1663), Kirchenmusiker und Komponist
- Sellecca, Connie (* 1955), US-amerikanische Schauspielerin
- Selleck, Eric (* 1987), kanadischer Eishockeyspieler
- Selleck, Silas († 1885), amerikanischer Fotograf
- Selleck, Tom (* 1945), US-amerikanischer SchauspielerTom Selleck (* 1945)

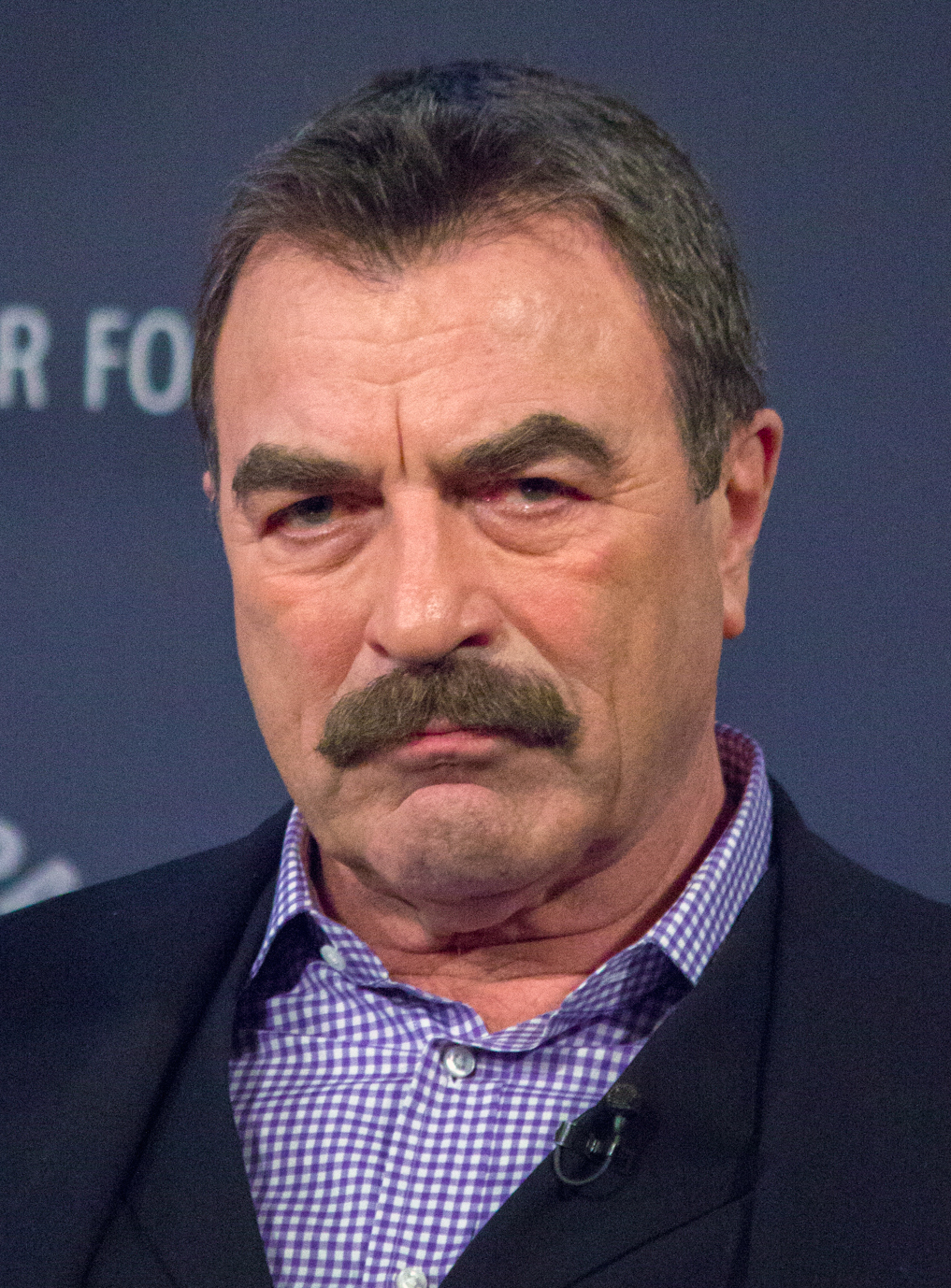
Tom Selleck (* 1945)

- Şellefyan, Mıgırdıç (1914–1987), türkischer Geschäftsmann und Politiker armenischer Herkunft
- Sellem, Marie-Lou (* 1966), deutsch-französische Schauspielerin
- Sellemond, Peter (1884–1942), österreichischer Bildhauer
- Sellenati, Hans (1861–1935), österreichischer Genre- und Landschaftsmaler
- Sellenati, Mathilde (1834–1911), österreichische Porträt- und Landschaftsmalerin
- Sellenraad, Will, US-amerikanischer Jazzmusiker (Gitarre)
- Sellenschloh, Anita (1911–1997), deutsche Lehrerin und Widerstandskämpferin gegen den Nationalsozialismus
- Sellentin, Horst (1922–1973), deutscher Bariton und Chorleiter
- Selleny, Joseph (1824–1875), österreichischer Maler
- Šeller, Luděk (* 1995), tschechischer Skilangläufer
- Sellering, Erwin (* 1949), deutscher Politiker (SPD), MdL, Ministerpräsident von Mecklenburg-Vorpommern
- Sellers, Bryan (* 1982), US-amerikanischer Autorennfahrer
- Sellers, David F. (1874–1949), US-amerikanischer Offizier, Admiral der US-Navy
- Sellers, Frederic (1893–1979), britischer Richter und Jurist
- Sellers, Joey (* 1962), US-amerikanischer Jazz-Musiker
- Sellers, Larry (1949–2021), US-amerikanischer Schauspieler
- Sellers, Peter (1925–1980), englischer SchauspielerPeter Sellers (1925–1980)
- Sellers, Phillip (* 1978), US-amerikanischer Basketballspieler
- Sellers, Piers (1955–2016), US-amerikanischer Astronaut
- Sellers, Rex (* 1950), neuseeländischer Segler
- Sellers, Rod (* 1970), US-amerikanischer Basketballspieler
- Sellers, Roger (1939–2018), australischer Jazz-Schlagzeuger
- Sellers, Rosabell Laurenti (* 1996), italienisch-US-amerikanische SchauspielerinRosabell Laurenti Sellers (* 1996)

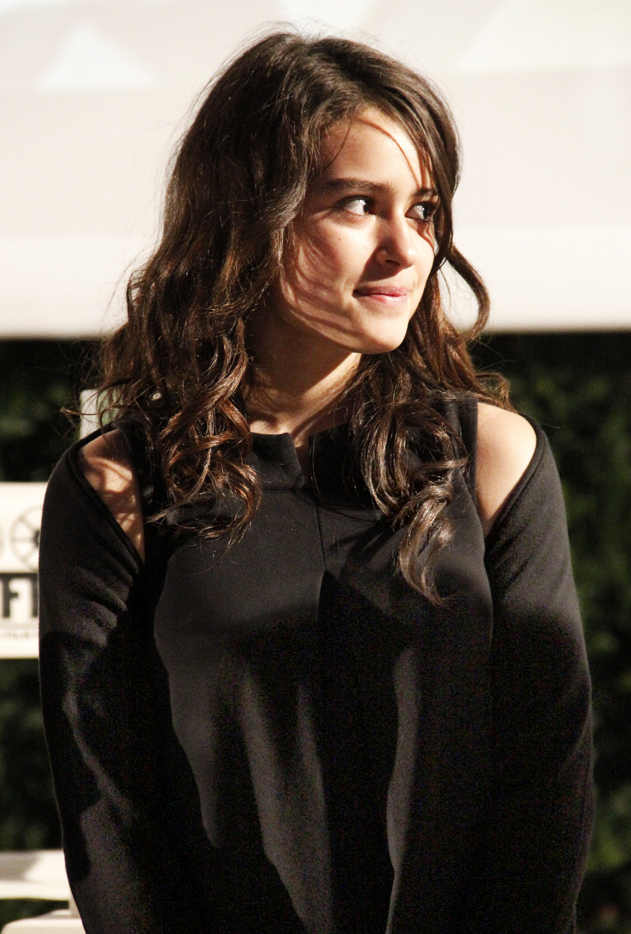
Rosabell Laurenti Sellers (* 1996)

- Sellers, Sarah (* 1991), US-amerikanische Langstreckenläuferin
- Sellert, Wolfgang (* 1935), deutscher Rechtshistoriker
- Sellevoll, Adrian (* 1998), norwegischer Sänger und Reality-TV-Teilnehmer
- Sellge, Manfred (1941–2017), deutscher Fernsehredakteur
- Sellheim Luschka, Felix von (1885–1968), böhmisch-tschechoslowakischer Politiker der deutschen Minderheit, Abgeordneter des Tschechoslowakischen Abgeordnetenhauses
- Sellheim, Armin (1929–2002), deutscher Jurist im Pressewesen
- Sellheim, Gert (1901–1970), deutsch-australischer Architekt und Grafikdesigner
- Sellheim, Hugo (1871–1936), deutscher Gynäkologe
- Sellheim, Isabel (1929–2018), deutsche Heimatforscherin
- Sellheim, Max (1883–1945), deutscher Politiker (KPD), Gewerkschafter und Widerstandskämpfer
- Sellheim, Rudolf (1928–2013), deutscher Orientalist
- Sellhorn, Thorsten (* 1973), deutscher Ökonom und Hochschullehrer (Ludwig-Maximilians-Universität München)
- Sellhorn, Werner (1930–2009), deutscher Lektor und Musikwissenschaftler
- Sellhuber, Hildegard (* 1950), deutsche Eisschnellläuferin
- Selli, Raimondo (1916–1983), italienischer Geologe und Ozeanograph
- Sellia Epyre, antike römische Goldstickerin
- Sellick, Phyllis (1911–2007), englische Pianistin und Musikpädagogin
- Sellien, Rainer (* 1963), deutscher Schauspieler
- Sellier, Anthony (* 1950), Radrennfahrer aus Trinidad und Tobago
- Sellier, Arthur L. (1889–1967), deutscher Verlagsbuchhändler bzw. Verleger und Kunstsammler
- Sellier, Arthur L. (1937–2017), deutscher Jurist und Verleger
- Sellier, Christopher (* 1986), Radrennfahrer aus Trinidad und Tobago
- Sellier, Daniel (* 1977), deutscher Schauspieler, Regisseur, Synchronsprecher und ModeratorDaniel Sellier (* 1977)

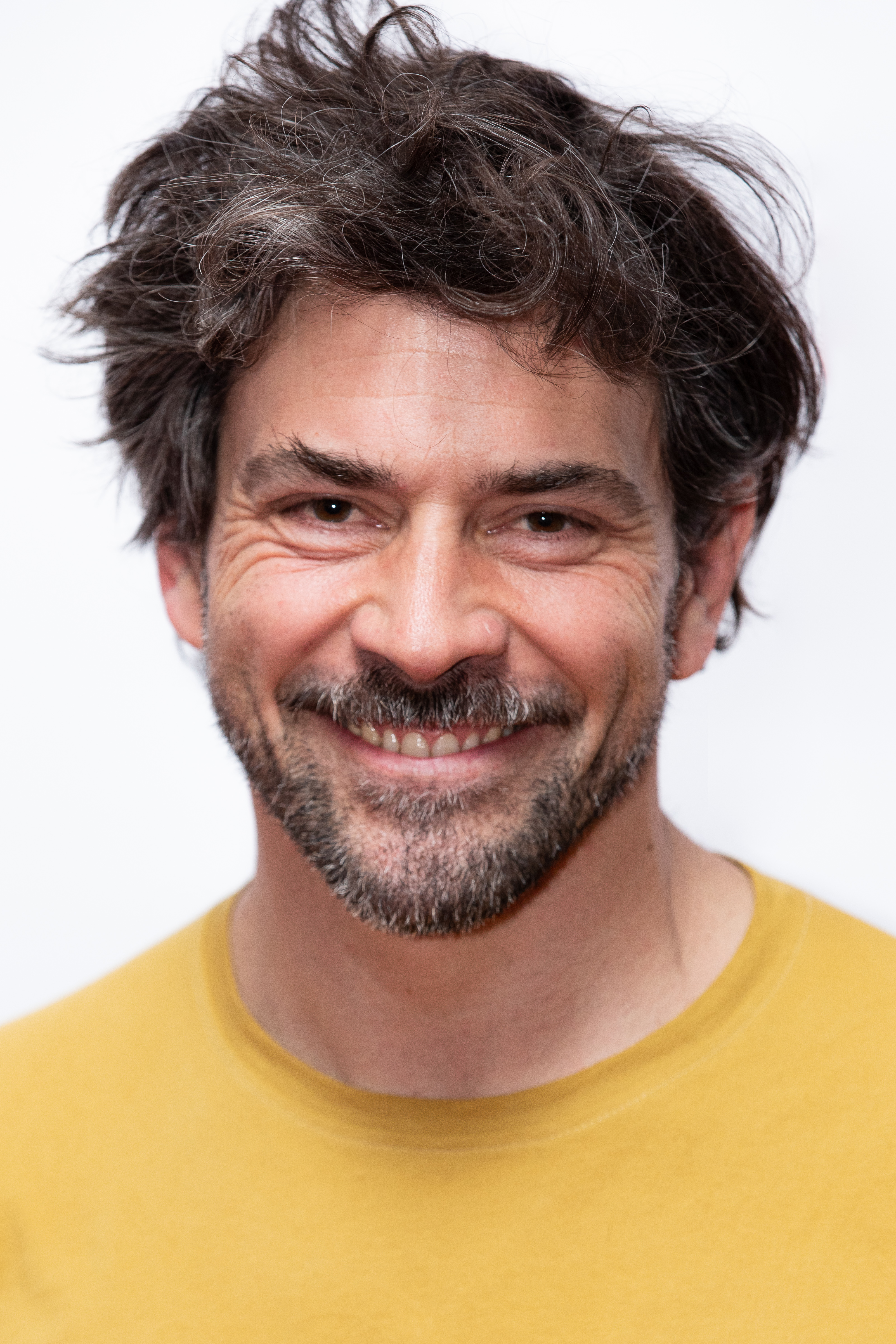
Daniel Sellier (* 1977)

- Sellier, Diané (* 2001), polnischer Shorttracker
- Sellier, Félix (1893–1965), belgischer Radrennfahrer
- Sellier, Henri (1883–1943), französischer Politiker und Städteplaner
- Sellier, Homayra, iranisch-französische Philanthropin
- Sellier, Louis (1790–1870), deutsch-französischer Unternehmer und Bankier
- Sellier, Marion (1957–2015), deutsche Politikerin (SPD), MdL
- Sellier, Pascal (* 1958), französischer Schauspieler
- Sellier, Veronika (* 1950), schweizerische Dramaturgin, Journalistin und Kunsthistorikerin
- Sellik, Enn (* 1954), estnischer Langstreckenläufer
- Sellimi, Adel (* 1972), tunesischer Fußballspieler
- Sellimi, Samir (* 1970), tunesischer Fußballspieler
- Sellin, Albrecht (1841–1933), deutscher Kolonialfunktionär und Anthroposoph
- Sellin, Birger (* 1973), deutscher Autor
- Sellin, Carl (1833–1910), deutscher evangelisch-lutherischer Theologe, Gymnasiallehrer und Spiritist
- Sellin, Carl Wilhelm (1793–1850), deutscher evangelisch-lutherischer Theologe und Seminardirektor
- Sellin, Ernst (1867–1946), deutscher Theologe und Biblischer Archäologe
- Sellin, Eugen (1865–1920), deutscher Politiker (SPD), MdL
- Sellin, Gerhard (1943–2017), deutscher evangelischer Theologe
- Sellin, Gotthilf (1844–1921), deutscher Lehrer und Autor
- Sellin, Gustav Adolf (1917–1978), schwedischer Skisportler
- Sellin, Hervé (* 1957), französischer Jazz-Pianist
- Sellin, Johannes (* 1990), deutscher Handballspieler und -trainerJohannes Sellin (* 1990)

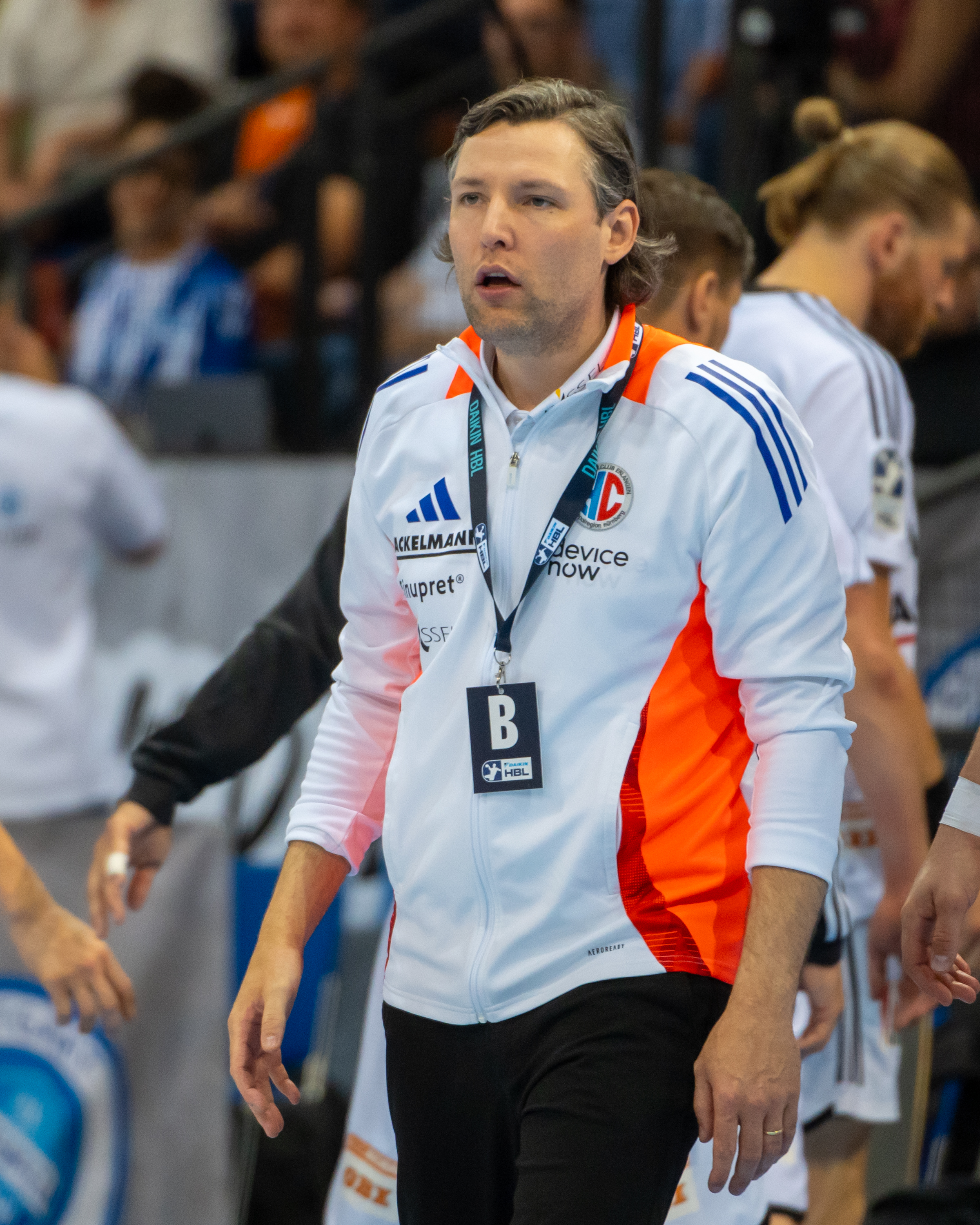
Johannes Sellin (* 1990)

- Sellin, Maurice (1920–2016), französischer Fußballspieler und Jurist
- Sellin, Michael (* 1952), deutscher Musiker und Texter
- Sellin, Paul, deutscher Schriftsteller und Publizist
- Sellin, Peter (* 1949), deutscher Politiker (Bündnis 90/Die Grünen), MdA, MdB
- Sellin, Thorsten (1896–1994), US-amerikanischer Soziologe und Kriminologe
- Sellin, Volker (* 1939), deutscher Historiker
- Selling, Britta (* 1966), deutsche Schauspielerin
- Selling, Eduard (1834–1920), deutscher Konstrukteur von Rechenmaschinen und Mathematiker
- Selling, Joseph (* 1945), belgischer römisch-katholischer Theologe
- Selling, Wilhelm (1869–1960), deutscher Architekt und Anthroposoph
- Sellinger, Al (1914–1986), US-amerikanischer Radrennfahrer
- Sellinger, Bonifaz (1912–2002), österreichischer Abt des Schottenstiftes
- Sellinger, Johann Baptist (1714–1779), deutscher Bildhauer und Holzschnitzer
- Sellinger, Wolfgang (* 1949), deutscher Künstler und Galerist
- Sellings, Arthur (1921–1968), britischer Wissenschaftler und Autor
- Sellis, Siim (* 1987), estnischer Skilangläufer
- Sellitsch, Siegfried (* 1940), österreichischer Manager
- Sellitto, Carlo (1581–1614), italienischer Maler
- Sellius Honoratus, Marcus, römischer Ritter (Kaiserzeit)
- Sellius, Burchard Adam († 1745), Historiker
- Sellius, Gottfried († 1767), deutscher Jurist, Naturforscher und Übersetzer im Zeitalter der Aufklärung
- Sellmair, Josef (1896–1954), deutscher katholischer Theologe und Pädagoge
- Sellmann, Bettina (* 1971), deutsche Künstlerin
- Sellmann, Dieter (1941–2003), deutscher Chemiker und Autor
- Sellmann, Heinrich (1899–1959), deutscher Politiker (SPD), MdL
- Sellmann, Matthias (* 1966), deutscher katholischer Theologe
- Sellmann, Paul (1933–2021), deutscher Politiker (CDU), MdL
- Sellmayr, Kristina (* 1971), deutsche Schriftstellerin
- Sellmayr, Ludwig (* 1834), deutscher Maler
- Sellmer, Carl (1813–1877), deutscher Jurist und Politiker
- Sellmer, Carl (1855–1927), deutscher Maler
- Sellmer, Erna (1905–1983), deutsche Schauspielerin
- Sellmer, Louis (1889–1978), deutscher Politiker (SPD), MdHB
- Sellmer, Wilhelm (1877–1954), deutscher Jurist
- Sellner, Albert Christian (* 1945), deutscher Publizist, Herausgeber, Literaturagent und Antiquar
- Sellner, Dieter (* 1935), deutscher Jurist
- Sellner, Ernst (1826–1899), fränkischer Landwirt und Abgeordneter
- Sellner, Gustav Rudolf (1905–1990), deutscher Schauspieler, Dramaturg, Regisseur und Theaterleiter
- Sellner, Joseph (1787–1843), deutsch-österreichischer Oboist, Gitarrist, Komponist und Musikpädagoge
- Sellner, Martin (* 1989), österreichischer rechtsextremer Aktivist und AutorMartin Sellner (* 1989)

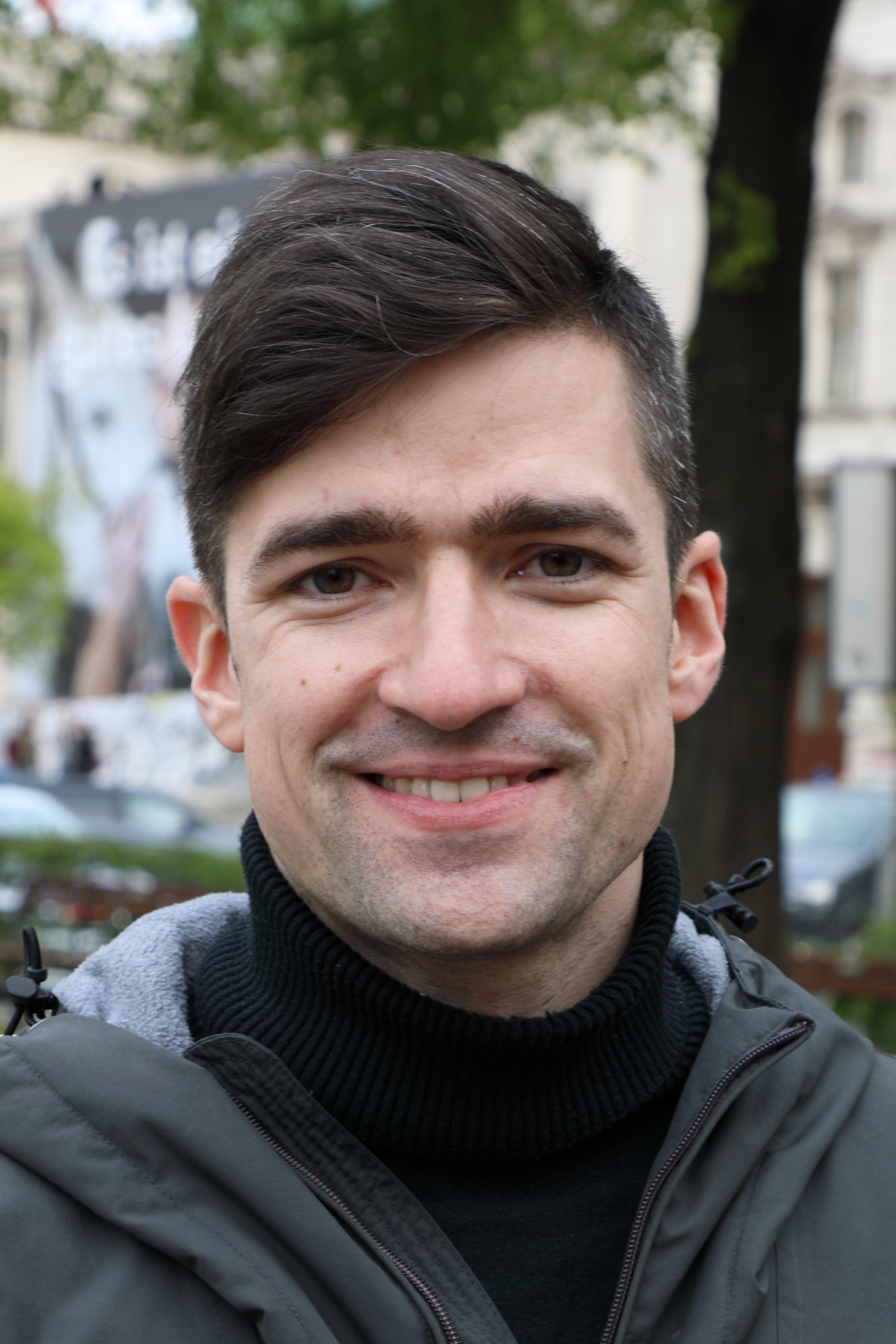
Martin Sellner (* 1989)

- Sellner, Tabea (* 1996), deutsche Fußballspielerin
- Sellner, Theodor G. (1947–2025), deutscher Glaskünstler
- Sellnick, Kurt (1894–1975), deutscher Schauspieler, Regisseur, Schriftsteller und Dramaturg
- Sellnick, Max (1884–1971), deutscher Milbenforscher
- Sellnow, Irmgard (1922–2010), deutsche Ethnologin
- Sello, Carl (1757–1796), Königlicher Hofgärtner in Sanssouci, Potsdam
- Sello, Ehrenreich Wilhelm (1722–1795), Königlicher Planteur im Tiergarten, Berlin
- Sello, Emil (1816–1893), deutscher Gärtner und Königlicher Hofgärtner in Potsdam
- Sello, Erich (1852–1912), deutscher Jurist, Strafverteidiger und Politiker, MdR
- Sello, Friedrich († 1831), deutscher Gärtner, Naturforscher in Südamerika
- Sello, Georg (1850–1926), deutscher Archivar und Historiker
- Sello, Gottfried (1913–1994), deutscher Kunsthistoriker und Kunstkritiker
- Sello, Hermann (1800–1876), Königlicher Hofgärtner in Preußen
- Sello, Ingeborg (1916–1982), deutsche Fotografin und Kunstkritikerin
- Sello, Johann Justus (1690–1768), Königlicher Planteur im Tiergarten, Berlin
- Sello, Johann Samuel († 1787), Königlicher Hofgärtner
- Sello, Justus Ehrenreich (1758–1818), Königlicher Planteur im Tiergarten, Berlin
- Sello, Katrin (1941–1992), deutsche Kunsthistorikerin, Kunstkritikerin und Direktorin des Kunstvereins Hannover
- Sello, Leopold (1785–1874), Leiter des Königlich Preußischen Bergamtes in Saarbrücken
- Sello, Ludwig (1775–1837), Königlicher Hofgärtner in Sanssouci
- Sello, Sebongile (* 1975), lesothische Leichtathletin
- Sello, Tom (* 1957), deutscher Publizist
- Sello, Tsepang (* 1997), lesothische Leichtathletin
- Sello, Wilhelm (1756–1822), Königlicher Planteur in Potsdam-Sanssouci
- Sello-Christian, Myriam (1917–1970), deutsche Autorin, Schauspielerin, Synchron- und Hörspielsprecherin
- Sellon, Charles (1870–1937), US-amerikanischer Schauspieler und Regisseur
- Sellon, Edward (1818–1866), britischer Schriftsteller, Illustrator und Übersetzer
- Sellon, Jean-Jacques de (1782–1839), Publizist, Philanthrop und Begründer der „Société de la paix“ zu Genf
- Sells, Sam R. (1871–1935), US-amerikanischer Politiker
- Sells, Tommy Lynn (1964–2014), US-amerikanischer SerienmörderTommy Lynn Sells (1964–2014)

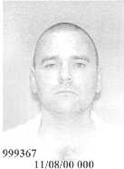
Tommy Lynn Sells (1964–2014)

- Sellschopp, Adolf (1865–1914), deutscher evangelisch-lutherischer Theologe und Pädagoge
- Sellschopp, Almuth (* 1939), deutsche Psychoonkologin und Psychotherapeutin
- Sellschopp, Hans (1891–1978), deutscher Kaufmann und nationalsozialistischer Kulturfunktionär
- Sellschopp, Heinrich (1903–1975), deutscher Beamter beim Heereswaffenamt und beim Bundesamt für Wehrtechnik und Beschaffung
- Sellschopp, Ursula (1915–1998), deutsche Gynäkologin
- Sellschopp, Wilhelm (1862–1938), deutscher Philatelist und Gründer des ältesten Hamburger Briefmarkenhauses
- Sellström, Åke (* 1948), schwedischer Wissenschaftler
- Sellung, Günther Wolfram (* 1925), deutscher Maler, Plastiker und Kunstpädagoge, Journalist, Gymnasiallehrer und Professor für freie Kunst

### Selm
- Selm, Arie van (1950–2024), niederländischer Bildhauer und Maler
- Selma Björnsdóttir (* 1974), isländische Sängerin
- Selma Sól Magnúsdóttir (* 1998), isländische Fußballspielerin
- Selma y Salaverde, Bartolomeo de, spanischer Komponist des Frühbarock
- Selma, Georgi Anatoljewitsch (1906–1984), sowjetischer Fotograf und Fotokorrespondent
- Selmaier, Maria (* 1991), deutsche Ringerin
- Selmair, Hans (1936–2022), deutscher Gastroenterologe
- Selman, Bart, niederländisch-amerikanischer Informatiker
- Selman, John (1910–1978), niederländischer Schachkomponist
- Selman, Selma (* 1991), bosnisch-herzegowinische Künstlerin und AktivistinSelma Selman (* 1991)

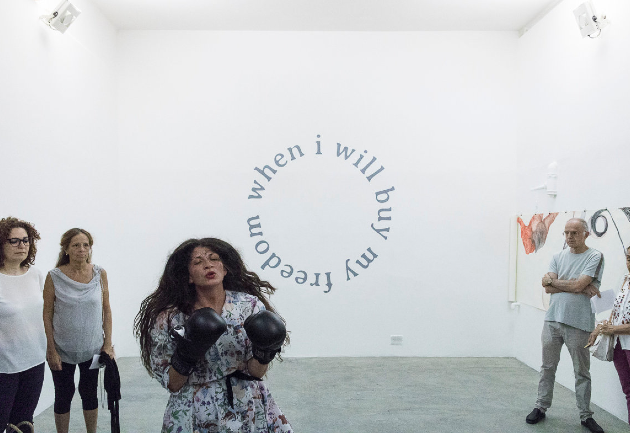
Selma Selman (* 1991)

- Selman, Shakera (* 1989), barbadische Cricketspielerin der West Indies
- Selmanagić, Selman (1905–1986), deutscher Architekt
- Selmani, Arben (* 1987), österreichischer Fußballspieler
- Selmani, Asllan (1945–2011), mazedonischer Wissenschaftler, Politiker
- Selmani, Astrit (* 1997), schwedischer Fußballspieler
- Selmani, Gentian (* 1998), albanischer Fußballspieler
- Selmanovic, Elvir (* 1978), serbischer Handballspieler und Handballtrainer
- Selmayr, Gerhard (* 1935), deutscher Jurist und Ministerialbeamter
- Selmayr, Josef (1851–1909), bayrischer Gutsbesitzer, Ziegeleiunternehmer, Politiker und königlich-bayerischer Kommerzienrat
- Selmayr, Josef (1905–2005), deutscher Brigadegeneral, Amtschef des Militärischen Abschirmdienstes
- Selmayr, Martin (* 1970), deutscher Jurist und EU-Beamter, Generalsekretär der Europäischen KommissionMartin Selmayr (* 1970)

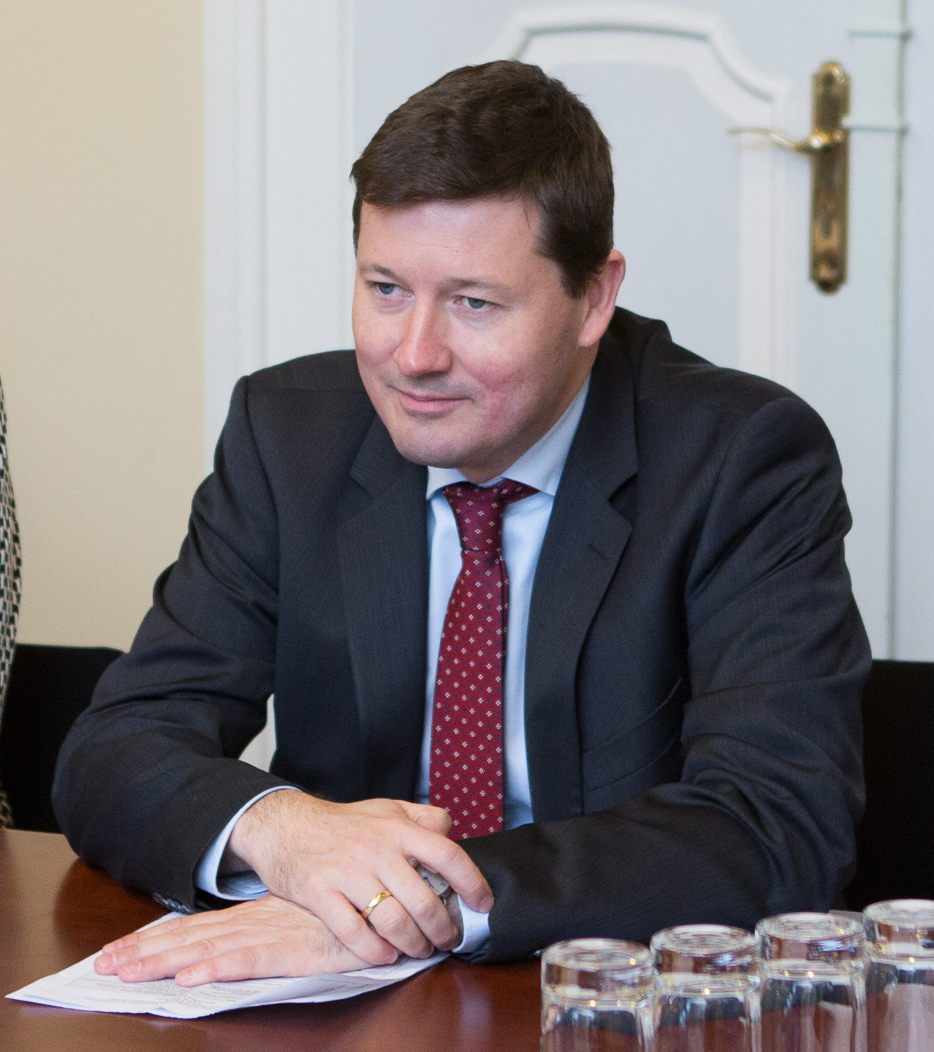
Martin Selmayr (* 1970)

- Selmeci, Sarolta (1992–2020), ungarische Handballspielerin
- Selmeczi, György (1921–1979), ungarischer Generalmajor
- Selmeier, Alfred (1923–2018), deutscher Paläobotaniker
- Šelmeková, Vanesa (* 2007), slowakische Eiskunstläuferin
- Selmenitz, Felicitas von (1488–1558), erste Frau der Reformation in Halle an der Saale
- Selmer, Carl (1896–1972), deutscher Germanist
- Selmer, Christian (1816–1889), norwegischer Jurist und Politiker
- Selmer, Ernst Sejersted (1920–2006), norwegischer Mathematiker
- Selmer, Heike, deutsche Mode-Designerin und Hochschullehrerin
- Selmer, Johan Peter (1844–1910), norwegischer Komponist
- Selmer, Nicole (* 1970), deutsche Sportjournalistin
- Selmer, Peter (1934–2022), deutscher Rechtswissenschaftler
- Selmi, Francesco (1817–1881), italienischer Chemiker
- Selmi, Habib (* 1951), tunesischer Schriftsteller
- Selmi, Kawther (* 1996), algerische Leichtathletin
- Selmi, Sadok (* 1984), tunesischer Fußballschiedsrichter
- Selmigkeit, Doris (* 1952), deutsche Sprinterin
- Selmini, Rossella (* 1959), italienische Rechtswissenschaftlerin, Soziologin und Kriminologin
- Selmke, Klaus (1950–2020), deutscher RockmusikerKlaus Selmke (1950–2020)

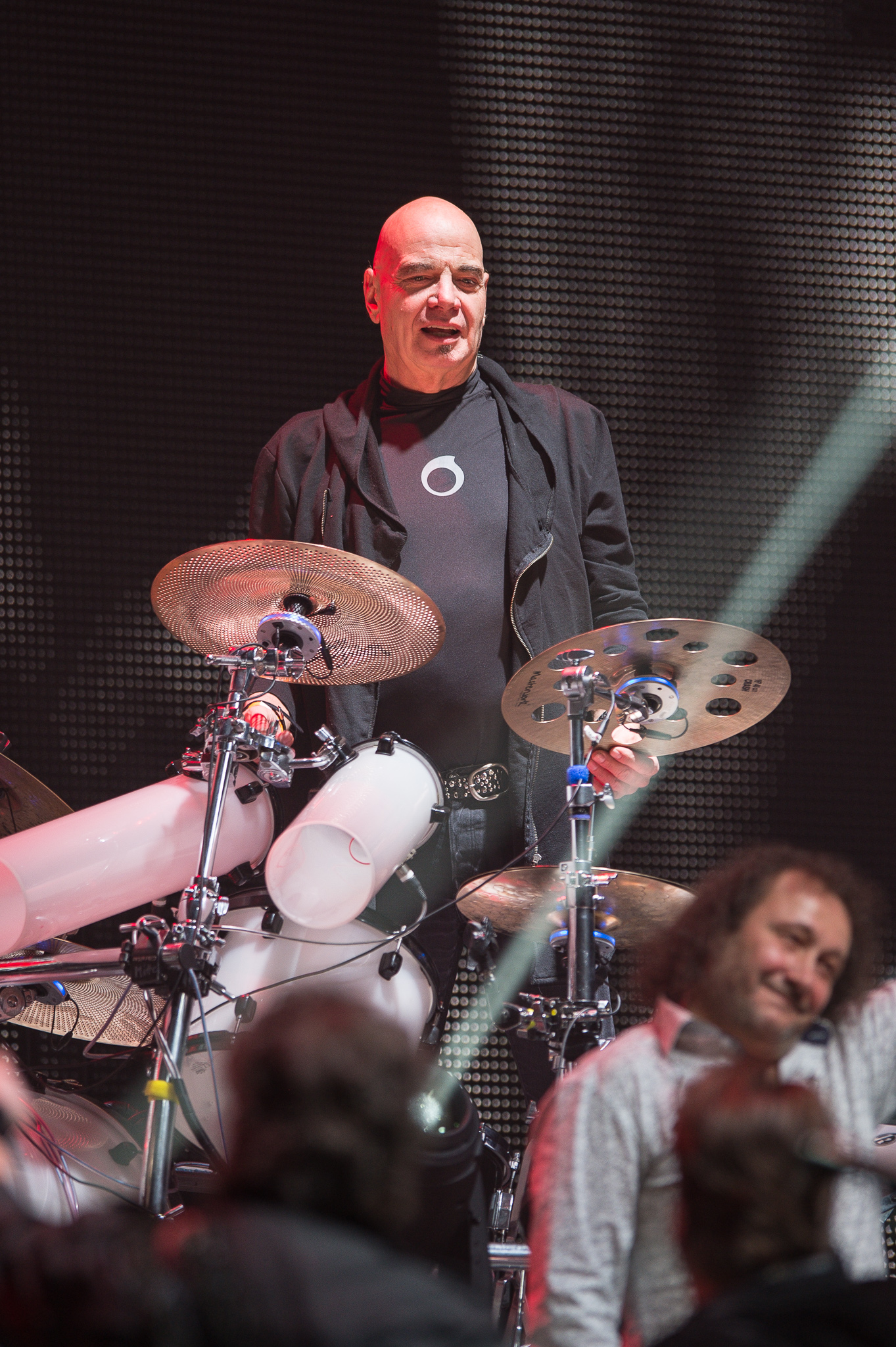
Klaus Selmke (1950–2020)

- Selmnitz, Eduard von (1790–1838), sächsischer Hauptmann
- Selmnitz, Ernst Friedemann von (1620–1678), kursächsischer Kammerherr, Amtshauptmann und Oberaufseher
- Selmon, Lee Roy (1954–2011), US-amerikanischer American-Football-Spieler
- Selmoni, Pierino (1927–2017), Schweizer Bildhauer, Zeichner und Plastiker.
- Selmosson, Arne (1931–2002), schwedischer Fußballspieler
- Selmour, Ron, kanadischer Schauspieler und Synchronsprecher

### Seln
- Selnæs, Ole (* 1994), norwegischer Fußballspieler
- Selnecker, Nikolaus (1530–1592), deutscher lutherischer Theologe
- Selner, Johannes († 1583), Kreuzkantor in Dresden (1553–1560)
- Selnes, Lise (* 1976), norwegische Politikerin

### Selo
- Selo, Jussi (* 1985), finnischer Musiker
- Selolwane, Dipsy (* 1978), botswanischer Fußballspieler
- Selormey, Anthony (* 1937), ghanaischer Soldat und Politiker
- Selouros, römischer Rebell
- Selous, Edmund (1857–1934), britischer Ornithologe und Autor
- Selous, Frederick Courteney (1851–1917), englischer Großwildjäger und Offizier
- Selous, Henry Courtney (1803–1890), englischer Maler und Kupferstecher
- Selow, Johann Michael van, Kunsthandwerker und Unternehmer

### Selp
- Selph, Jimmie (1921–2000), US-amerikanischer Country-Musiker
- Selph, Leon (1914–1999), US-amerikanischer Western Swing-Musiker
- Selpin, Herbert (1902–1942), deutscher Filmregisseur und Drehbuchautor

### Sels
- Sels, Bert (* 1972), belgischer Chemiker
- Sels, Clemens (1822–1893), deutscher Apotheker, Fabrikant, Kunstsammler und Stifter
- Sels, Edward (* 1941), belgischer Radrennfahrer
- Sels, Frank (1942–1986), belgischer Comiczeichner und -autor
- Sels, Jack (1922–1970), belgischer Jazzmusiker und Komponist
- Sels, Jelle (* 1995), niederländischer Tennisspieler
- Sels, Loes (* 1985), belgische Radrennfahrerin
- Sels, Luc (* 1967), belgischer Soziologe und Professor für Personalwirtschaft
- Sels, Matz (* 1992), belgischer FußballtorhüterMatz Sels (* 1992)

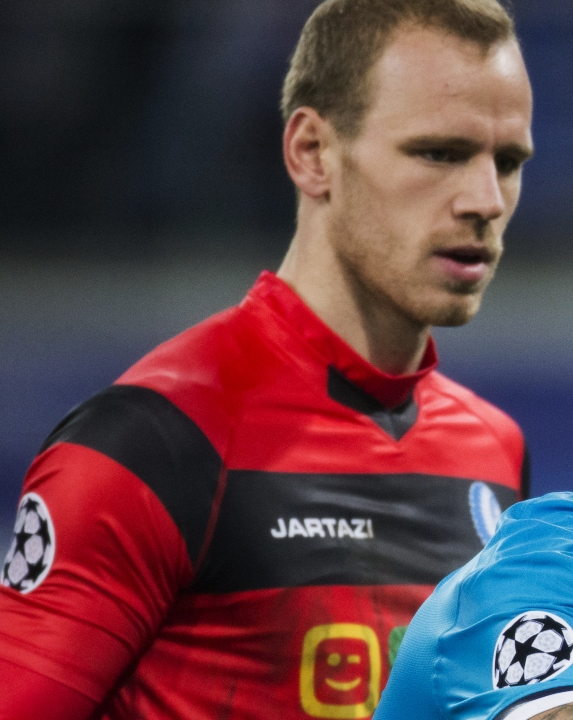
Matz Sels (* 1992)

- Sels, Pauline († 1908), deutsche Stifterin, begründete mit einer Stiftung in Neuss das Clemens-Sels-Museum
- Sels, Rosa (* 1943), belgische Radrennfahrerin
- Selskyj, Roman (1903–1990), ukrainischer Impressionist

### Selt
- Selt, Matthew (* 1985), englischer Snookerspieler
- Selten, Frank (* 1939), deutscher Sprachlehrer und Jazzmusiker (Saxophone)
- Selten, Morton (1860–1939), britischer Bühnen- und Filmschauspieler
- Selten, Reinhard (1930–2016), deutscher Nobelpreisträger, Volkswirt, Mathematiker und EsperantistReinhard Selten (1930–2016)

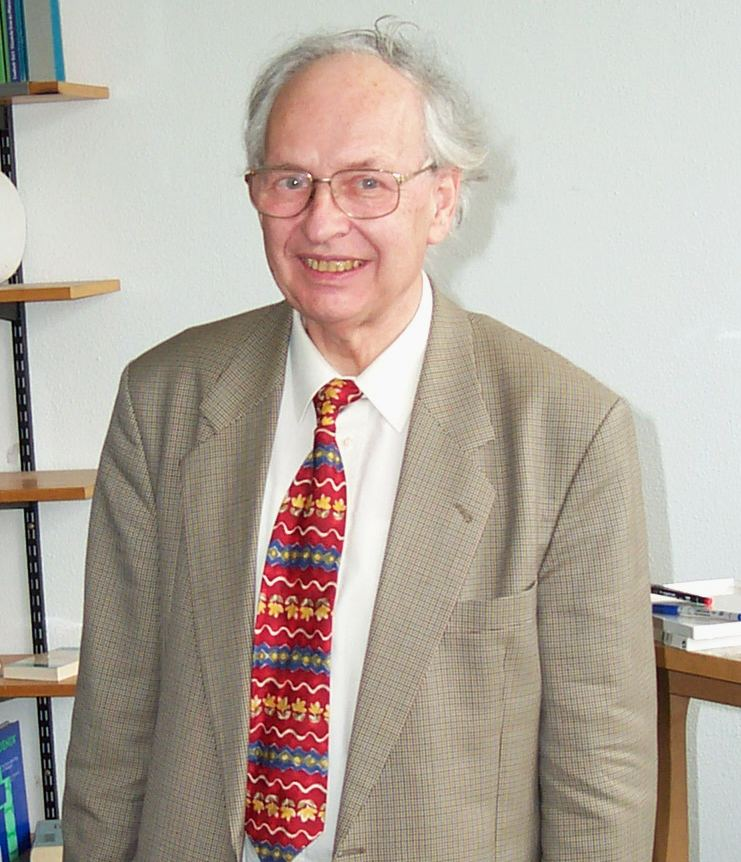
Reinhard Selten (1930–2016)

- Seltendorff, Friedrich (1700–1778), deutscher Architekt
- Seltenhammer, Paul (1903–1987), österreichischer Graphiker und Kostümbildner
- Seltenheim, Klaus (* 1984), österreichischer Politiker (SPÖ)
- Seltenhorn, Martin Anton (1741–1809), bayerischer Kirchenmaler
- Seltenreich, David († 1614), böhmischer Bergmeister, Vize-Richter und Stadtvogt
- Seltenreich, Rolf (* 1948), deutscher Politiker (SPD), MdL
- Selter, Friedrich (* 1962), lutherischer Pastor und Landessuperintendent in Osnabrück
- Selter, Hugo (1878–1952), deutscher Hygieniker
- Selter, Johann Christian (1767–1826), Lehrer und Kartograf in Berlin
- Selter, Karl (1898–1958), estnischer Politiker, Jurist und Diplomat
- Selting, Ludgera (* 1964), deutsche Juristin, Richterin und Gerichtspräsidentin
- Selting, Margret, deutsche Germanistin
- Seltmann, Carl (1842–1911), deutscher katholischer Theologe
- Seltmann, Christian (* 1968), deutscher Autor und Übersetzer
- Seltmann, Herbert (1911–1978), deutscher Fußballspieler
- Seltmann, Kerstin (* 1961), deutsche Malerin und Künstlerin
- Seltmann, Lothar von (* 1943), deutscher Schriftsteller und Liederdichter
- Seltmann, Uwe von (* 1964), deutscher Journalist und Schriftsteller
- Seltmann, Werner (1930–2024), deutscher Fagottist
- Seltmann, Wilhelm (1895–1967), deutscher Porzellanfabrikant
- Seltmann-Meentzen, Gertrude (1901–1985), deutsche Unternehmerin, Kosmetikerin
- Seltsam, Friedrich (1844–1887), deutscher Erfinder und Unternehmer
- Seltsam, Marianne (1932–2014), deutsche Skirennläuferin
- Seltz, Thomas (1872–1959), elsässischer Redakteur und Politiker
- Seltzer, Aaron (* 1974), US-amerikanischer Regisseur und Drehbuchautor
- Seltzer, August von (1811–1877), preußischer Verwaltungsjurist
- Seltzer, Charles Alden (1875–1942), US-amerikanischer Schriftsteller und Politiker
- Seltzer, David (* 1940), US-amerikanischer Drehbuchautor, Filmproduzent und Filmregisseur
- Seltzer, Margaret (* 1974), US-amerikanische Autorin
- Seltzer, Walter (1914–2011), US-amerikanischer Filmproduzent und Publizist

### Selu
- Selu, Fawzi (1905–1972), syrischer Staatsmann
- Selucký, Radoslav (1930–1991), tschechoslowakischer Wirtschaftswissenschaftler und Schriftsteller
- Selujanow, Alexander Wiktorowitsch (* 1982), russischer Eishockeyspieler
- Selujanow, Wjatscheslaw Wiktorowitsch (* 1986), russischer Eishockeyspieler
- Seluner, Johannes († 1898), FindelkindJohannes Seluner († 1898)

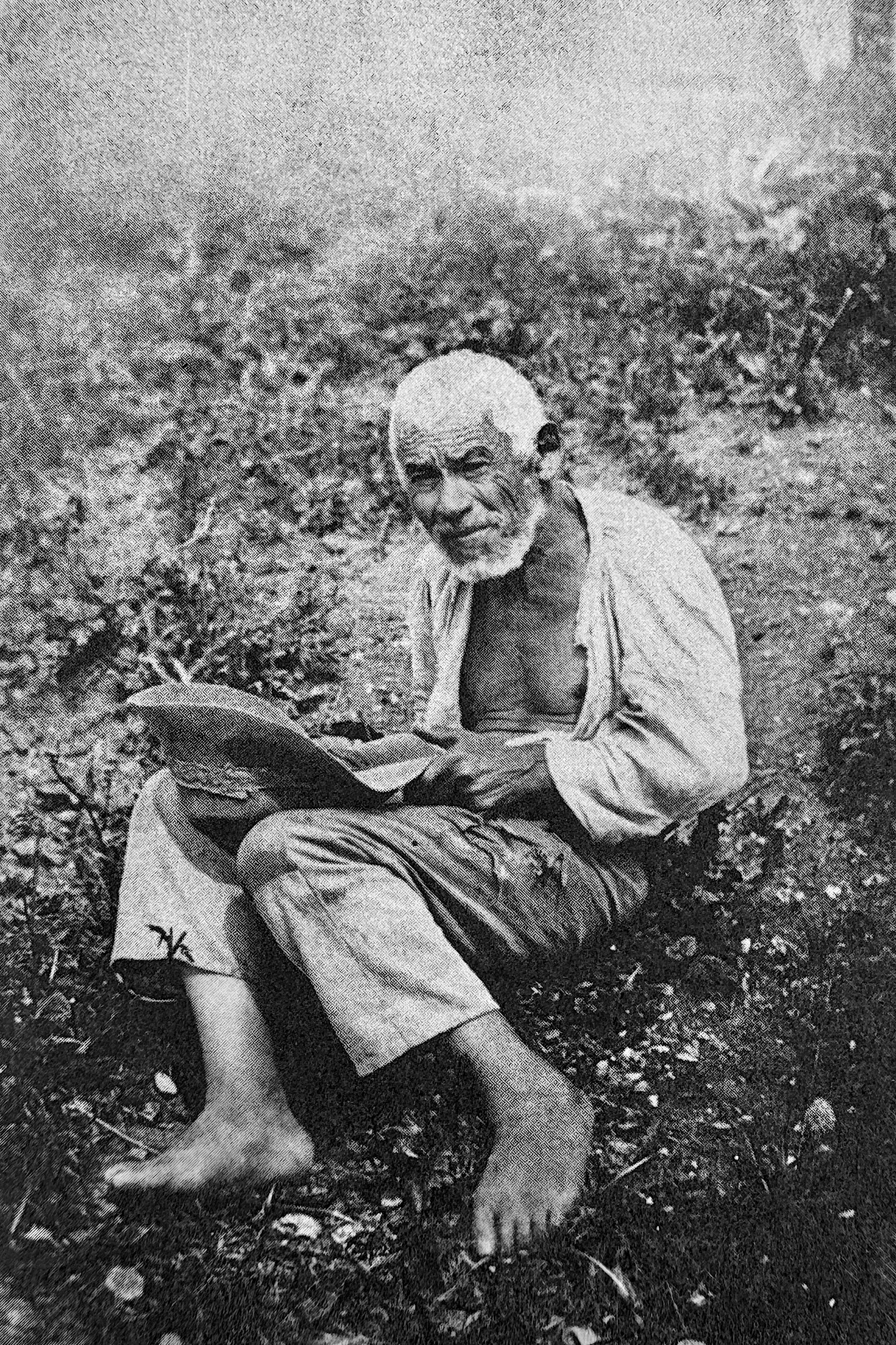
Johannes Seluner († 1898)

- Selunskaja, Walerija Michailowna (1920–2005), sowjetische bzw. russische Historikerin und Hochschullehrerin

### Selv
- Selva e Amaral, José (1886–1956), italienischer Ordensgeistlicher, römisch-katholischer Prälat von Registro do Araguaia
- Selva Sacasa, Silvestre, nicaraguanischer Politiker und 1845 „Director Supremo“ des Landes
- Selva, Alberto (* 1964), san-marinesischer Politiker
- Selva, Andy (* 1976), san-marinesischer Fußballspieler und -trainer
- Selva, Blanche (1884–1942), französische Pianistin, Musikwissenschaftlerin, Komponistin und Musikpädagogin
- Selva, Federica (* 1996), san-marinesische Skirennläuferin
- Selva, Gian Antonio (1751–1819), italienischer Architekt
- Selva, Paul J. (* 1958), US-amerikanischer General (U.S. Air Force)
- Selvadagi, Paolo (* 1946), italienischer Geistlicher, emeritierter römisch-katholischer Weihbischof in Rom
- Selvadurai, Naveen (* 1982), US-amerikanischer Internet-Unternehmer
- Selvadurai, Shyam (* 1965), sri-lankisch-kanadischer Autor
- Selvaganesh, V. (* 1972), indischer Perkussionist
- Selvaggi, Franco (* 1953), italienischer Fußballspieler
- Selvaggi, Mirko (* 1985), italienischer Radrennfahrer
- Selvaggi, Rito (1898–1972), italienischer Komponist, Dirigent und Musikpädagoge
- Selvaggio, Bobby (* 1969), US-amerikanischer Jazzmusiker
- Selvakumaran, Thumilan (* 1982), deutscher Journalist
- Selvanather, Venmani (1913–1993), indischer Geistlicher, römisch-katholischer Erzbischof von Pondicherry und Cuddalore
- Selvanayagam, Antony (* 1935), malaysischer Geistlicher und emeritierter katholischer Bischof von Penang
- Selvaraj, James (* 1950), malaysischer Badmintonspieler
- Selvaraj, Visuvasam (* 1966), indischer Geistlicher, römisch-katholischer Bischof von Port Blair
- Selvarajoo, Theiviya (* 1994), malaysische Tennisspielerin
- Selvarolo, Pasquale (* 1999), italienischer Leichtathlet
- Selvatico, Pierino Pietro (1932–2008), Schweizer Theologe
- Selvatico, Riccardo (1849–1901), italienischer Politiker, Bürgermeister Venedigs (1890–1895)
- Selve, Fritz (1849–1916), deutscher Unternehmer
- Selve, Georges de (1508–1541), französischer Bischof, Gesandter, Botschafter, Humanist und Übersetzer
- Selve, Gustav (1842–1909), deutscher Unternehmer
- Selve, Walther von (1876–1948), deutscher Unternehmer, Erfinder und Sportler
- Selver, Charlotte (1901–2003), deutsche Pädagogin
- Selver, David (1856–1926), Rabbiner in Darmstadt
- Selver, Heinrich (1901–1957), deutsch-jüdischer Pädagoge und Sozialarbeiter
- Selvers, Günter, deutscher Basketballspieler
- Selves, Justin de (1848–1934), französischer leitender Beamter und Politiker in der Dritten Republik
- Selvetti, Humberto (1932–1992), argentinischer Gewichtheber
- Selvey, Warwick (1939–2018), australischer Diskuswerfer und Kugelstoßer
- Selvi, Abdulkadir (* 1964), türkischer Journalist, Kolumnist und Buchautor
- Selvidge, Sid (1943–2013), US-amerikanischer Blues-Musiker
- Selvig, Conrad (1877–1953), US-amerikanischer Politiker
- Selvik, Einar (* 1979), norwegischer SchlagzeugerEinar Selvik (* 1979)

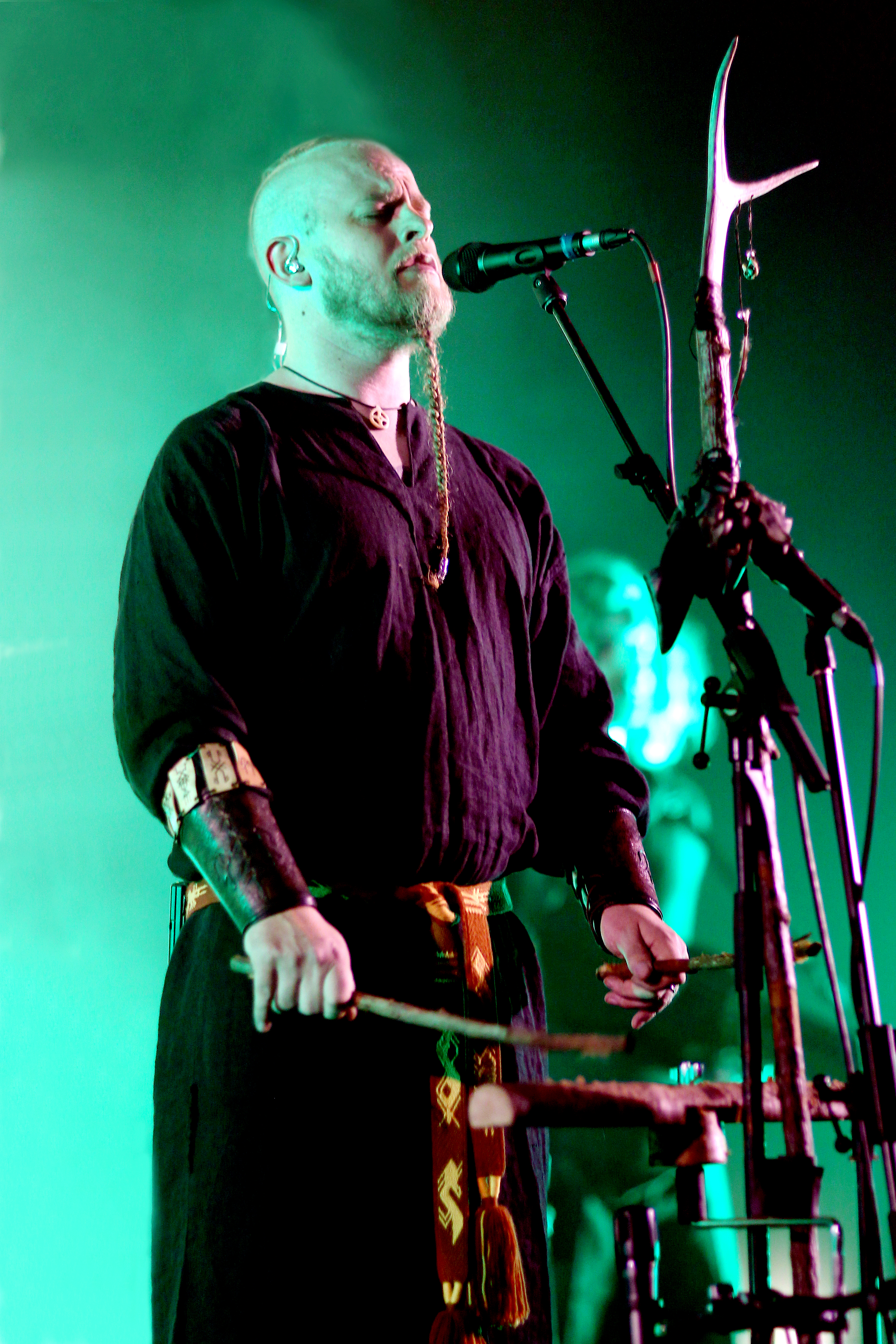
Einar Selvik (* 1979)

- Selvin, Ben (1898–1980), US-amerikanischer Musikproduzent
- Selvin, Steve (* 1941), amerikanischer Biostatistiker, Erfinder Monty-Hall-Problems
- Selvini Palazzoli, Mara (1916–1999), italienische Psychoanalytikerin
- Selvon, Kai (* 1992), Sprinterin aus Trinidad und Tobago
- Selvon, Samuel (1923–1994), kanadischer Schriftsteller

### Selw
- Selwart, Tonio (1896–2002), deutsch-amerikanischer Schauspieler
- Selway, Anthony (1909–1984), britischer Air Marshal
- Selway, John, Produzent im Bereich der elektronischen Tanzmusik
- Selway, Mary (1936–2004), britische Casting-Direktorin
- Selway, Phil (* 1967), britischer Musiker
- Selwinski, Ilja Lwowitsch (1899–1968), russischer Dichter und Hochschullehrer
- Selwyn, Alfred Richard Cecil (1824–1902), britischer Geologe
- Selwyn, Amanda, US-amerikanische Tänzerin, Choreographin und Tanzpädagogin
- Selwyn, George Augustus (1809–1878), erster anglikanischer Bischof von Neuseeland und Bischof von Lichfield
- Selwyn-Clarke, Percy (1893–1976), britischer Kolonialgouverneur

### Sely
- Selye, Hans (1907–1982), österreichisch-kanadischer MedizinerHans Selye (1907–1982)

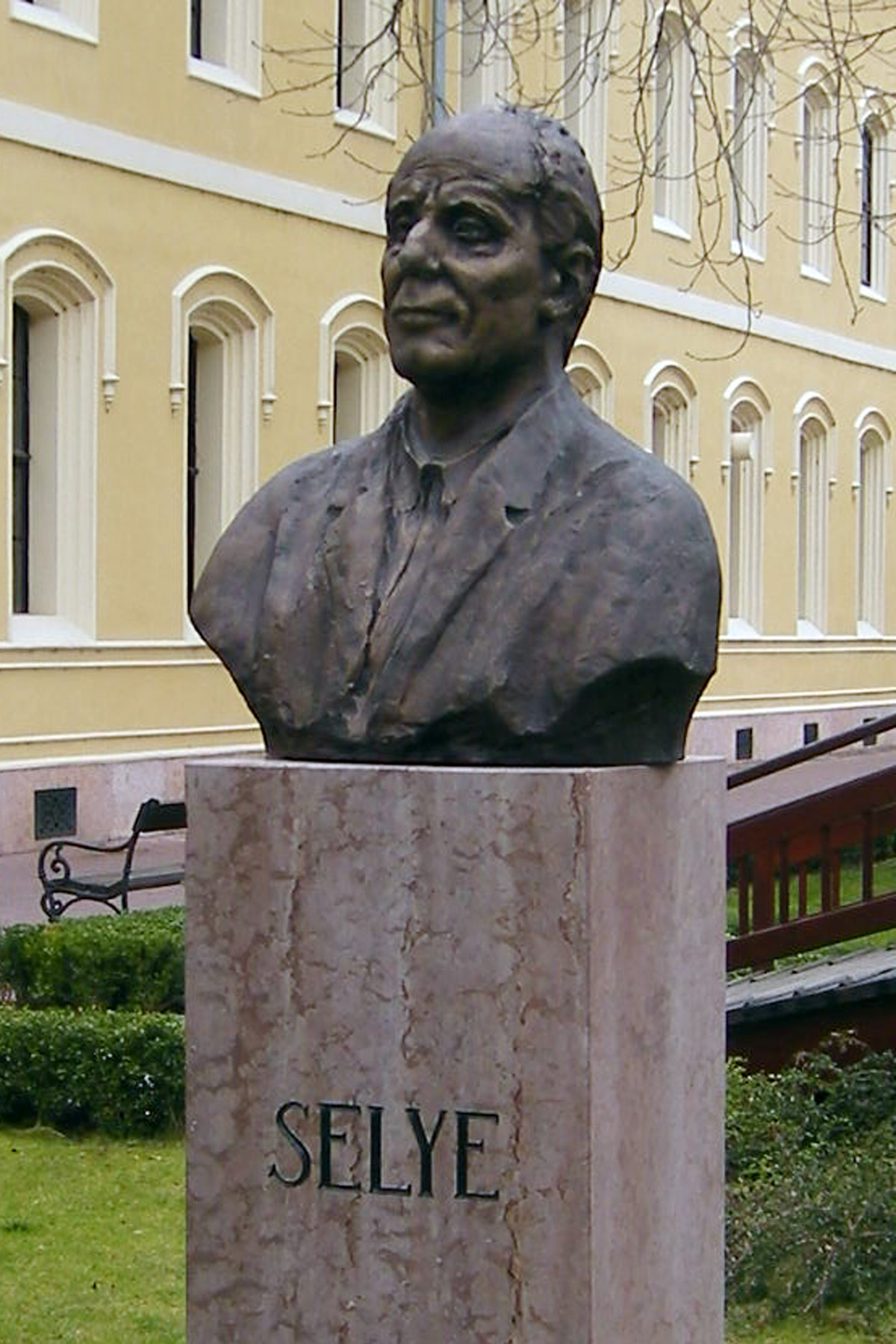
Hans Selye (1907–1982)

- Selye, Lewis (1803–1883), US-amerikanischer Politiker
- Selymes, Tibor (* 1970), rumänischer Fußballspieler, -trainer und -funktionär
- Selynskyj, Daniel (* 1972), orthodoxer Geistlicher und Erzbischof der Ukrainischen Orthodoxen Kirche in der Diaspora
- Sélys Longchamps, Sybille de (* 1941), belgische Adlige
- Selys-Longchamps, Edmond de (1813–1900), belgischer Politiker und Entomologe

### Selz
- Selz, Gebhard J. (* 1950), deutscher Altorientalist
- Selz, Otto (1881–1943), deutscher Philosoph, Psychologe und Hochschullehrer
- Selz, Peter (1919–2019), deutsch-amerikanischer Kunsthistoriker
- Selzam, Eduard (1859–1951), deutscher Maler
- Selzer, Alexandra (* 1995), deutsche Leichtathletin
- Selzer, Clemens (* 1985), österreichischer Bahnradsportler
- Selzer, Eddie (1893–1970), US-amerikanischer Filmproduzent
- Selzer, Giovanni (* 1973), deutscher Kickboxer
- Selzer, Jacob (1887–1972), deutscher Politiker (FDP), MdL Rheinland-Pfalz
- Selzer, Milton (1918–2006), US-amerikanischer Schauspieler
- Selzer, Peter (* 1946), deutscher Leichtathlet und Olympiateilnehmer
- Selzer, Rolf (1942–2024), deutscher Politiker (SPD), MdL
- Selzer, Stephan (* 1968), deutscher Historiker und Hochschullehrer
- Selzer, Tanja (* 1970), deutsche Malerin und Grafikerin
- Selzer, Wolfgang (1926–2003), deutscher Archäologe
- Selzner, Claus (1899–1944), deutscher SS-Führer und Generalkommissar von Dnjepropetrowsk im Reichskommissariat Ukraine
- Selznick, Brian (* 1966), US-amerikanischer Illustrator und Schriftsteller
- Selznick, David O. (1902–1965), US-amerikanischer FilmproduzentDavid O. Selznick (1902–1965)

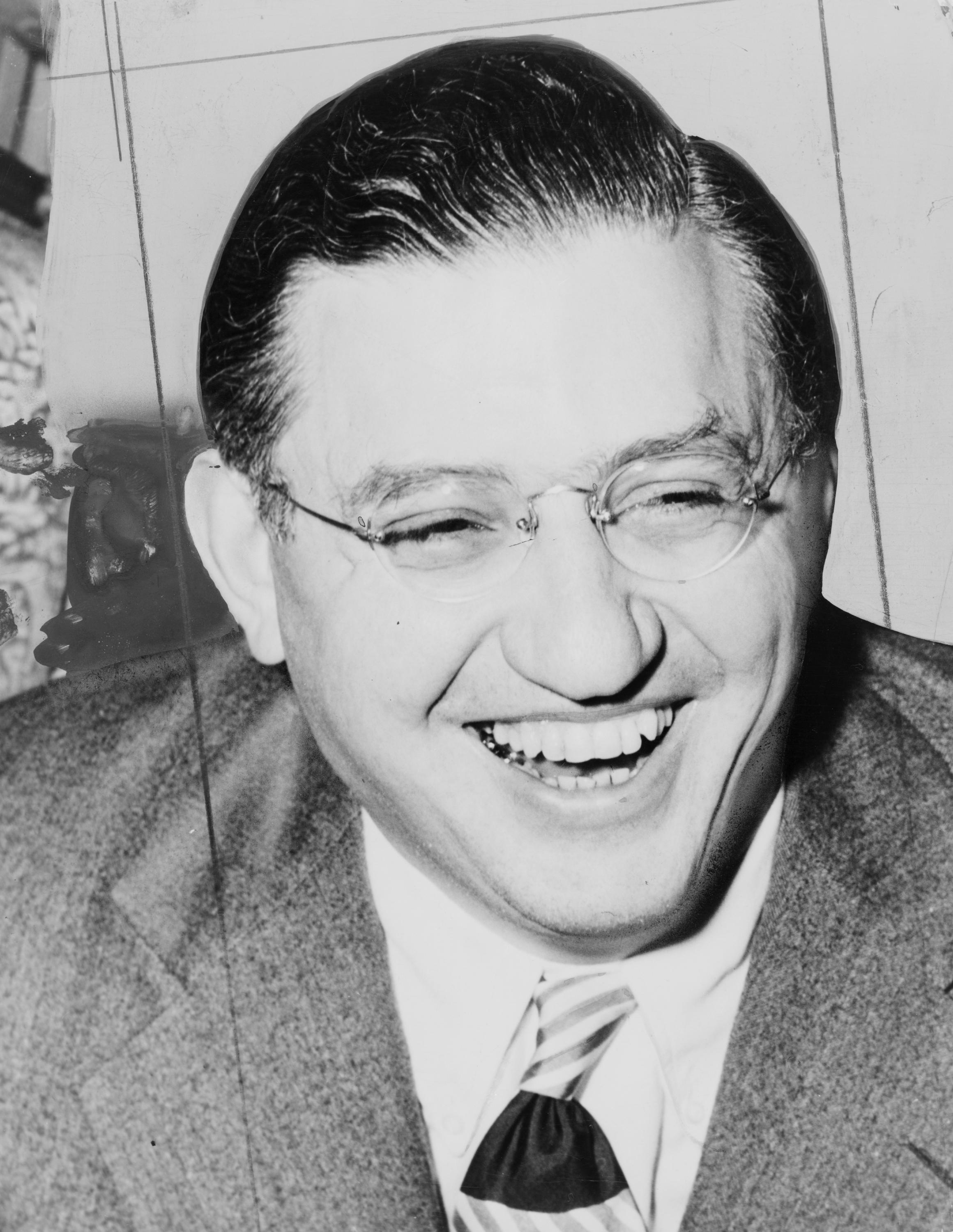
David O. Selznick (1902–1965)

- Selznick, Philip (1919–2010), US-amerikanischer Soziologe